# Angriff auf Stalingrad
Der deutsche Angriff auf Stalingrad bildete den Auftakt der Schlacht von Stalingrad während des Deutsch-Sowjetischen Kriegs, bei dem die 6. Armee der Wehrmacht vergeblich versuchte, die Stadt in einer groß angelegten Materialschlacht gegen die verteidigende 62. Armee der Roten Armee einzunehmen. Nach dem Scheitern galten die Bemühungen auf deutscher Seite nur noch dem Halten der eroberten Positionen – bis zur totalen Niederlage.
Die deutsche Offensivphase begann am 13. September 1942 und endete mit dem Beginn der sowjetischen Großoffensive Operation Uranus am 19. November 1942.
Aus deutscher Sicht lassen sich die Kämpfe um die Eroberung Stalingrads in vier Phasen unterteilen:
1. Angriff auf die Innenstadt, Südstadt und Mamajew-Hügel (13. bis 26. September 1942)
2. Angriff auf die Arbeitersiedlungen und Orlowka-Frontvorsprung (27. September bis 7. Oktober 1942)
3. Angriff auf die Industriekomplexe (14. bis 31. Oktober 1942)
4. Angriff auf die letzten Brückenköpfe in den Fabrikanlagen (9. bis 18. November 1942)

Obwohl große Teile der Stadt besetzt wurden, scheiterte letztendlich die vollständige Einnahme Stalingrads am verbissenen Widerstand der sowjetischen Verteidiger, die sich bis zum Ende auf dem westlichen Wolgaufer hielten. Die sowjetische Offensive „Operation Uranus“ führte am 22. November 1942 zur Einkesselung der 6. Armee. Nach dem Scheitern des Entsatzunternehmens „Wintergewitter“ Mitte Dezember 1942 und dem Verbot von Ausbruchsversuchen durch Hitler persönlich, stellten im Nordkessel die letzten eingeschlossenen Verbände am 2. Februar 1943 die Kampfhandlungen ein und gingen in sowjetische Kriegsgefangenschaft.
In der sowjetischen Militärliteratur wurde die Schlacht von Stalingrad als entscheidende Wende im Zweiten Weltkrieg angesehen. In der zeitgenössischen Wahrnehmung wurden die Kämpfe in Stalingrad als die erbittertsten Kämpfe des Zweiten Weltkriegs (Piekalkiewicz), verbissenste Gefechte der überlieferten Geschichte (US-Kriegsberichterstatter Walter Kerr), größte Schlacht aller Zeiten (Völkischer Beobachter) und größter Heroenkampf unserer Geschichte (Reichsmarschall Hermann Göring) bezeichnet.

## Ausgangslage

### Fall Blau und der Vormarsch zur Wolga

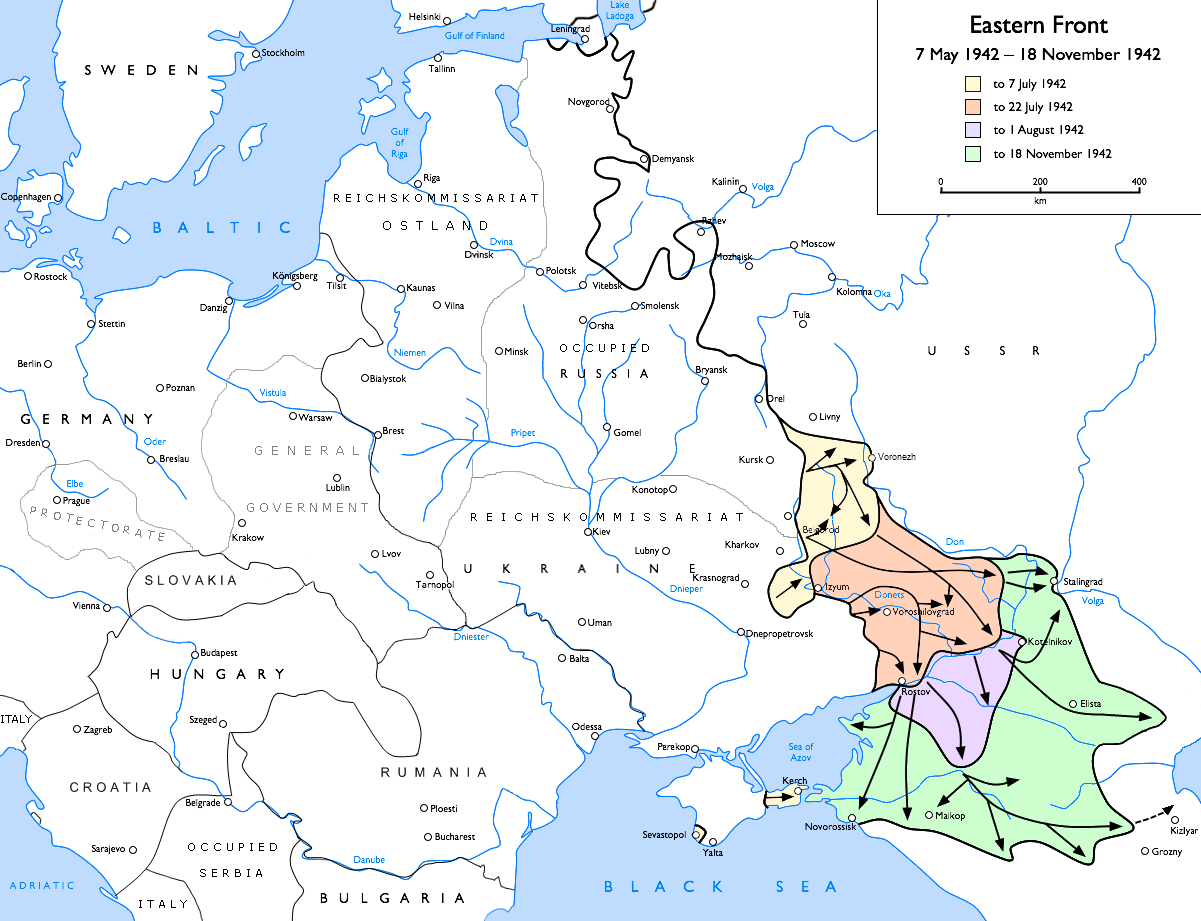
Der deutsche Vorstoß vom 7. Mai bis zum 18. November 1942.
bis zum 7. Juli
bis zum 22. Juli
bis zum 1. August
bis zum 18. November

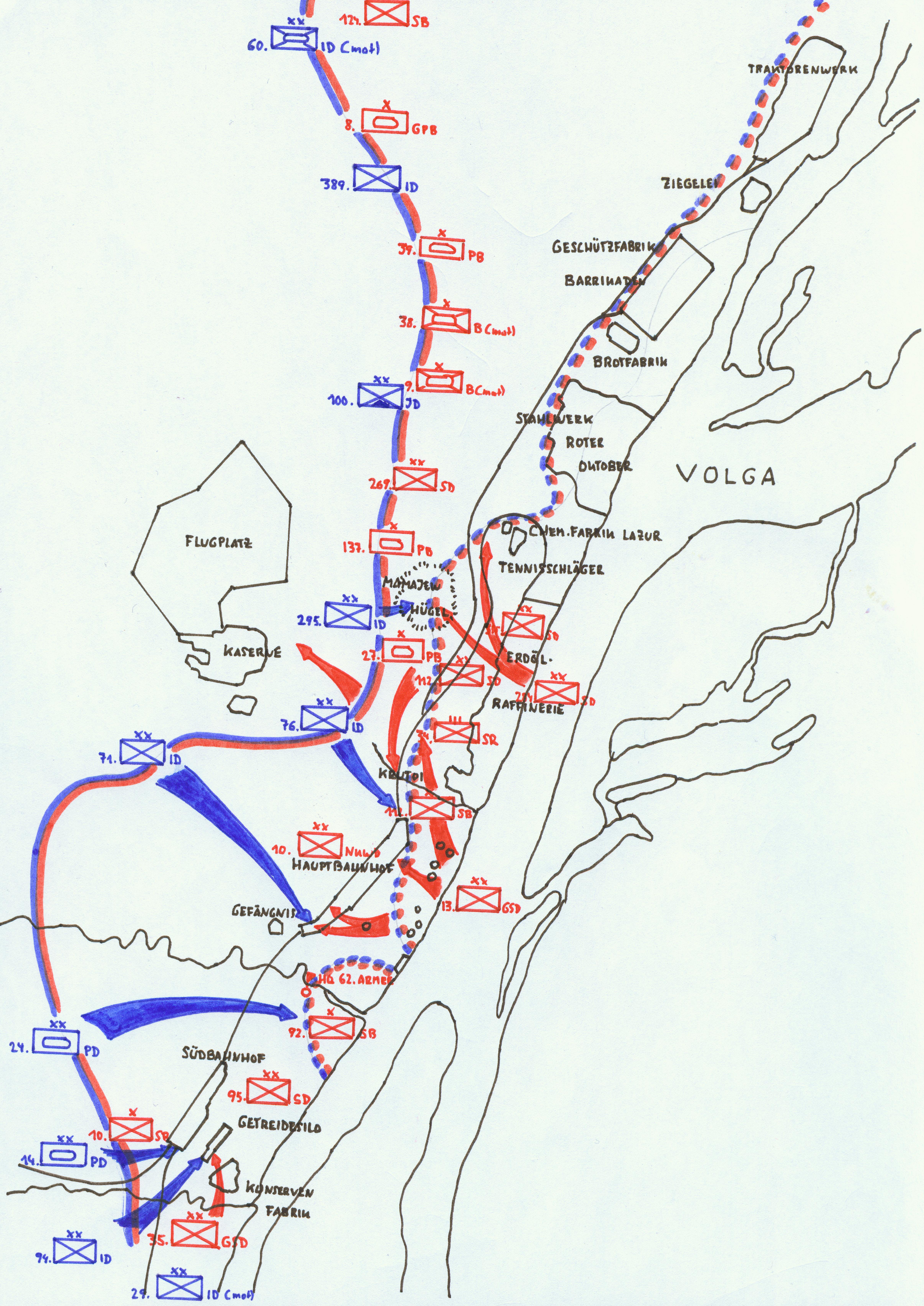
Deutsche Offensive auf Stalingrad im September 1942

Am 28. Juni 1942 begann mit dem Fall Blau die lange geplante Sommeroffensive der Wehrmacht im Südabschnitt der Ostfront. Nach der Vernichtung eines sowjetischen Großverbandes bei Woronesch änderte Adolf Hitler gegen den Rat des Generalstabschefs Franz Halder am 23. Juli 1942 in der Weisung Nr. 45 die ursprünglichen Ziele der Offensive. Um gleichzeitig in zwei unterschiedliche Richtungen vorstoßen zu können, spaltete Hitler die Heeresgruppe Süd auf:
- Die Heeresgruppe A sollte vom unteren Don in den Kaukasus vorrücken, um die Erdölfelder von Baku, Grosny und Maikop zu erobern und für die deutsche Kriegswirtschaft nutzbar zu machen (Unternehmen Edelweiß).[6]
- Der Heeresgruppe B fiel der Auftrag zu, die Landbrücke zwischen Don und Wolga zu überwinden, um in südöstlicher Richtung auf Stalingrad vorzustoßen. Der Verkehrsknotenpunkt und Industriestandort sollte eingenommen und die Wolga als Nachschublinie gesperrt werden (Unternehmen Fischreiher).[7][8]

Die schwersten Kämpfe fanden dabei im Raum Stalingrad statt, wobei die Stadt selbst kein strategisches, sondern eher ein taktisches Ziel darstellte. Hitlers vorrangiges Ziel war es, Nachschubtransporte per Binnenschifffahrt auf der Wolga zu unterbinden, die Stalingrader Rüstungswerke hätten seiner Ansicht nach mit Artilleriebeschuss ausgeschaltet werden können. Der Chef der Operationsabteilung des OKH Adolf Heusinger plädierte noch im November 1942 dafür „mit allen Mitteln“ Stalingrad zu nehmen, um eine feste Anlehnung der Front an Wolga und Don zu bekommen. Aus der Sicht der Sowjetunion war die Industriestadt Stalingrad jedoch von größter strategischer Bedeutung, da sie die Verbindung zum Kaukasus und den Rohstoffquellen am Schwarzen Meer darstellte. Angesichts der zunehmenden Versorgungsknappheit und wachsender logistischer Schwierigkeiten der Wehrmachtverbände war der Zugang zu den Erdölfeldern (Treibstoff für Panzer) von entscheidender Bedeutung für den Erfolg des gesamten Russlandfeldzugs.

### Verteidigungsvorbereitungen
Nach Auffassung Josef Stalins und der Stawka (Oberkommando der Sowjetarmee) wurde aufgrund der großen Geländeverluste die Phase der elastischen Verteidigung als beendet angesehen und der 62. Armee die bedingungslose Verteidigung der Stadt befohlen. Am 12. Juli 1942 begannen die Organisation zur Verteidigung Stalingrads und 200.000 Einwohner wurden in Arbeitskolonnen eingeteilt und hatten Verteidigungswälle gegen den erwarteten Angriff anzulegen. Stalin erließ zuvor den als „Keinen Schritt zurück!“ („Ни шагу назад!“) bekannten Befehl Nr. 227, welcher für ein weiteres Zurückweichen von Rotarmisten oder Zivilisten vor den deutschen Angreifern die Todesstrafe androhte. Allein in der Stadt Stalingrad wurden 13.500 Soldaten wegen Fahnenflucht von speziell dafür abgestellten NKWD-Sondereinheiten exekutiert.
Ab Ende August mussten die 62. und 64. Armee den äußeren Verteidigungsgürtel Stalingrads aufgeben und der Häuserkampf wurde mit Beginn des deutschen Angriffs am 13./14. September 1942 eingeleitet. Erklärtes Ziel der Stawka war es, die deutschen Offensivkräfte in der Stadt dauerhaft in verlustreiche Abnutzungskämpfe zu binden und im Hintergrund die Operation Uranus, eine großangelegte Gegenoffensive im gesamten südlichen Frontbogen am Don mit dem Ziel der Einschließung der 6. Armee, vorzubereiten. Der 62. Armee kam hierbei die Hauptaufgabe der Verteidigung der Stadt um jeden Preis zu, weitere Verstärkung an zusätzlichen Reservetruppen konnten dieser Armeegruppe nicht zugesichert werden.
In der sowjetischen Verteidigungslinie bildeten strategisch wichtige Gebäude und Komplexe Stützpunkte der Abwehrlinie, welche mit Laufgräben verbunden wurden. Bereits bombardierte Gebäude konnten kaum noch weiter zerstört werden und wurden von Zügen, Kompanien oder Bataillonen in Rundumsicherung verteidigt. Jeder Soldat wurde nach Möglichkeit mit Panzerabwehrhandwaffen ausgestattet, meist waren es Panzergranaten oder Brandflaschen. Die Infanteriezüge wurden mit anderen Waffengattungen gemischt: u. a. Scharfschützen, Pioniere und Sanitäter. Mehrere Stützpunkte bildeten einen Verteidigungsknoten. Als ideale Verteidigungspunkte stellten sich Werkhallen, z. B. die Martinsofenhalle, und massive Komplexe aus Stahl und Beton mit einem ausgedehnten Kellergeschoss heraus. Erst im Laufe der Schlacht wurde die Kanalisation Stalingrads als bevorzugtes Aufmarschgebiet für schnelle Vorstöße in die Tiefe der gegnerischen Linien entdeckt. An großen Straßen und Plätzen wurden die Feuerpunkte schachbrettförmig angeordnet, um die deutschen Infanteristen mit unterschiedlichen Feuerbereichen zu bekämpfen.
Später dienten beschädigte Kettenfahrzeuge in den Straßentrümmern als unbewegliche Geschütze, sogenannte Wellenbrecher, nur der schwenkbare Turm ragte über den Schutt und die Trümmer hinaus und konnte so gegnerische Ziele bekämpfen. General Wassili Tschuikow befahl seiner Streitmacht, in unmittelbarer physischer Nähe der vordersten deutschen Frontlinie zu bleiben, um Luftangriffe des Gegners zu neutralisieren und ihn in verlustreiche Nahkämpfe zu verwickeln.

### Einleitung der Schlacht und beteiligte Truppen
| Heeresgruppe B (Generaloberst Maximilian von Weichs) |                                                       |                                                                        |                                                                         |
|                                                      | 2. Armee (General der Infanterie Hans von Salmuth)    |                                                                        |                                                                         |
|                                                      | 2. ungarische Armee (Generalleutnant Gusztáv Jány)    |                                                                        |                                                                         |
|                                                      | 8. italienische Armee (Generaloberst Italo Gariboldi) |                                                                        |                                                                         |
|                                                      | 6. Armee (General der Panzertruppe Friedrich Paulus)  |                                                                        |                                                                         |
|                                                      |                                                       | XVII. Armeekorps (General der Infanterie Karl-Adolf Hollidt)           |                                                                         |
|                                                      |                                                       |                                                                        | 79. Infanterie-Division (Generalmajor Richard Graf von Schwerin)        |
|                                                      |                                                       |                                                                        | 113. Infanterie-Division (Generalleutnant Hans-Heinrich Sixt von Armin) |
|                                                      |                                                       |                                                                        | 22. Panzer-Division (Generalmajor Wilhelm von Apell)                    |
|                                                      |                                                       | XI. Armeekorps (General der Infanterie Karl Strecker)                  |                                                                         |
|                                                      |                                                       |                                                                        | 376. Infanterie-Division (Generalmajor Alexander Edler von Daniels)     |
|                                                      |                                                       |                                                                        | 100. Jäger-Division (Generalleutnant Werner Sanne)                      |
|                                                      |                                                       |                                                                        | 44. Infanterie-Division (Generalmajor Heinrich-Anton Deboi)             |
|                                                      |                                                       | VIII. Armeekorps (General der Artillerie Walter Heitz)                 |                                                                         |
|                                                      |                                                       |                                                                        | 384. Infanterie-Division (Generalleutnant Eccard Freiherr von Gablenz)  |
|                                                      |                                                       |                                                                        | 305. Infanterie-Division (Generalmajor Kurt Oppenländer)                |
|                                                      |                                                       |                                                                        | 76. Infanterie-Division (Generalmajor Carl Rodenburg)                   |
|                                                      |                                                       | XIV. Panzerkorps (General der Infanterie Gustav Anton von Wietersheim) |                                                                         |
|                                                      |                                                       |                                                                        | 60. Infanterie-Division (mot.) (Generalmajor Otto Kohlermann)           |
|                                                      |                                                       |                                                                        | 3. Infanterie-Division (mot.) (Generalmajor Helmuth Schlömer)           |
|                                                      |                                                       |                                                                        | 16. Panzer-Division (Generalmajor Hans-Valentin Hube)                   |
|                                                      |                                                       | LI. Armeekorps (General der Artillerie Walther von Seydlitz-Kurzbach)  |                                                                         |
|                                                      |                                                       |                                                                        | 76. Infanterie-Division (Generalmajor Carl Rodenburg)                   |
|                                                      |                                                       |                                                                        | 389. Infanterie-Division (Generalleutnant Erwin Jaenecke)               |
|                                                      |                                                       |                                                                        | 295. Infanterie-Division (Generalmajor Rolf Wuthmann)                   |
|                                                      |                                                       |                                                                        | 71. Infanterie-Division (Generalmajor Alexander von Hartmann)           |
|                                                      | 4. Panzerarmee (Generaloberst Hermann Hoth)           |                                                                        |                                                                         |
|                                                      |                                                       | XXXXVIII. Panzerkorps (General der Panzertruppe Werner Kempf)          |                                                                         |
|                                                      |                                                       |                                                                        | 24. Panzer-Division (Generalleutnant Bruno Ritter von Hauenschild)      |
|                                                      |                                                       |                                                                        | 14. Panzer-Division (Generalmajor Ferdinand Heim)                       |
|                                                      |                                                       |                                                                        | 29. Infanterie-Division (mot.) (Generalmajor Max Fremerey)              |
|                                                      |                                                       |                                                                        | 20. rumänische Infanterie-Division                                      |
|                                                      |                                                       | IV. Armeekorps (General der Infanterie Viktor von Schwedler)           |                                                                         |
|                                                      |                                                       |                                                                        | 94. Infanterie-Division (Generalleutnant Georg Pfeiffer)                |
|                                                      |                                                       |                                                                        | 297. Infanterie-Division (Generalleutnant Max Pfeffer)                  |
|                                                      |                                                       |                                                                        | 371. Infanterie-Division (Generalmajor Richard Stempel)                 |
|                                                      |                                                       | VI. rumänisches Armeekorps                                             |                                                                         |
|                                                      |                                                       |                                                                        | 1. rumänische Infanterie-Division                                       |
|                                                      |                                                       |                                                                        | 2. rumänische Infanterie-Division                                       |
|                                                      | zur Verfügung der Heeresgruppe                        |                                                                        |                                                                         |
|                                                      |                                                       |                                                                        | 16. Infanterie-Division (mot.) (Generalleutnant Sigfrid Henrici)        |

| Einheit                  | Aufstellungsort                        | Kommandeur                             | Einsatzbeginn                                                    |
| ------------------------ | -------------------------------------- | -------------------------------------- | ---------------------------------------------------------------- |
| 71. Infanterie-Division  | Hannover und Hildesheim                | Generalmajor Alexander von Hartmann    |                                                                  |
| 76. Infanterie-Division  | Potsdam                                | Generalmajor Carl Rodenburg            |                                                                  |
| 79. Infanterie-Division  | Hammelburg                             | Generalmajor Richard Graf von Schwerin | 20. Oktober 1942                                                 |
| 94. Infanterie-Division  | Meißen/Sachsen                         | Generalleutnant Georg Pfeiffer         |                                                                  |
| 100. Jäger-Division      | Döllersheim/Österreich                 | Generalleutnant Werner Sanne           | 25. September 1942                                               |
| 295. Infanterie-Division | Magdeburg und Bergen/Niedersachsen     | Generalmajor Rolf Wuthmann             |                                                                  |
| 305. Infanterie-Division | Ravensburg                             | Generalmajor Kurt Oppenländer          | 13. Oktober 1942                                                 |
| 389. Infanterie-Division | Milowitz/Protektorat Böhmen und Mähren | Generalleutnant Erwin Jaenecke         |                                                                  |
| 14. Panzer-Division      | Dresden                                | Generalmajor Ferdinand Heim (Reserve)  | 29. September 1942 Teile abgezogen, 13. Oktober 1942 reaktiviert |
| 16. Panzer-Division      | Münster                                | Generalmajor Günther Angern            | 20. September 1942                                               |
| 24. Panzer-Division      | Stablack/Ostpreußen                    | Generalmajor Arno von Lenski           | 19. September 1942 abgezogen, 26. September 1942 reaktiviert     |

| Kampfgruppe       | Division/Regiment                                | Kommandeur                                     | Gefechtseinsatz                                                      |
| ----------------- | ------------------------------------------------ | ---------------------------------------------- | -------------------------------------------------------------------- |
| Gruppe Seydel     | 14. Panzer-Division                              | Major Seydel                                   | Stahlwerk „Roter Oktober“                                            |
| Gruppe Stempel    | Panzergrenadier-Regiment 103/14. Panzer-Division | Leutnant Joachim Stempel                       | Brotfabrik                                                           |
| Gruppe Strehlke   | 16. Panzer-Division                              | Major Strehlke                                 | Lataschinka, Rynok                                                   |
| Gruppe Krumpen    | 16. Panzer-Division                              | Oberst Krumpen                                 | Spartanowka                                                          |
| Gruppe Sälzer     | 24. Panzer-Division                              | Sälzer                                         | Mamajew-Kurgan, Arbeitersiedlung „Roter Oktober“                     |
| Gruppe Scheele    | 24. Panzer-Division                              | Oberst Alexander von Scheele                   | Stahlwerk „Roter Oktober“                                            |
| Gruppe von Below  | 24. Panzer-Division                              | Oberst von Below                               | Geschützfabrik „Barrikaden“                                          |
| Gruppe Hellermann | Panzergrenadier-Regiment 21/24. Panzer-Division  | Oberstleutnant Vollrath von Hellermann         | Stalingrad-Südstadt                                                  |
| Gruppe Edelsheim  | Panzergrenadier-Regiment 26/24. Panzer-Division  | Oberst Maximilian Reichsfreiherr von Edelsheim | Getreidesilo, Arbeitersiedlungen: Silikatfabrik, Schnellhefterblock  |
| Gruppe von Broich | Panzergrenadier-Regiment 24/24. Panzer-Division  | Oberst Friedrich Freiherr von Broich           | Stalingrad-Vororte                                                   |
| Gruppe Winterfeld | Panzergrenadier-Regiment 24/24. Panzer-Division  | Major Hild-Wilfried von Winterfeld             | Arbeitersiedlungen: Silikatfabrik, Schnellhefterblock                |
| Gruppe Sobottka   | 79. Infanterie-Division                          | Sobottka                                       | Stahlwerk „Roter Oktober“                                            |
| Gruppe Weber      | Jäger-Regiment 54/100. Jäger-Division            | Weber                                          | Mamajew-Kurgan, Bannyi-Schlucht (PQ 92 b), Stahlwerk „Roter Oktober“ |

| Südostfront (Generaloberst Andrei Iwanowitsch Jerjomenko) |                                                        |                                                                |                                                                              |
|                                                           | 62. Armee (Generalleutnant A. I. Lopatin)              |                                                                |                                                                              |
|                                                           |                                                        |                                                                | 33. Garde-Schützen-Division, Generalmajor Alexander Iwanowitsch Utwenko      |
|                                                           |                                                        |                                                                | 35. Garde-Schützen-Division, Oberst Wassili Pawlowitsch Dubjanski            |
|                                                           |                                                        |                                                                | 87. Schützen-Division, Oberst Alexander Ignatjewitsch Kasartzew              |
|                                                           |                                                        |                                                                | 98. Schützen-Division, Oberst Iwan Fedotowitsch Seregin                      |
|                                                           |                                                        |                                                                | 112. Schützen-Division, Oberst Iwan Jefimowitsch Jermolkin                   |
|                                                           |                                                        |                                                                | 196. Schützen-Division, Oberst Wassili Polikarpowitsch Iwanow                |
|                                                           |                                                        |                                                                | 229. Schützen-Division, Generalmajor Wladimir Nikolajewitsch Martzinkewitsch |
|                                                           |                                                        |                                                                | 399. Schützen-Division, Oberst Nikolai Grigorjewitsch Trawnikow              |
|                                                           |                                                        |                                                                | 10. NKWD-Schützen-Division, Generalmajor Alexander Andrejewitsch Sarajew     |
|                                                           |                                                        |                                                                | 115. Schützen-Brigade                                                        |
|                                                           |                                                        |                                                                | 124. Schützen-Brigade                                                        |
|                                                           |                                                        |                                                                | 149. Schützen-Brigade                                                        |
|                                                           |                                                        |                                                                | 115. Befestigter Raum                                                        |
|                                                           |                                                        | 2. Panzerkorps, Oberst Andrei Grigorjewitsch Krawtschenko      |                                                                              |
|                                                           |                                                        | 23. Panzerkorps, Generalmajor Alexei Fjodorowitsch Popow       |                                                                              |
|                                                           |                                                        |                                                                | 20. Schützen-Brigade (mot)                                                   |
|                                                           |                                                        |                                                                | 38. Schützen-Brigade (mot)                                                   |
|                                                           |                                                        |                                                                | 196. Panzer-Brigade                                                          |
|                                                           | 64. Armee (Generalleutnant Schumilow)                  |                                                                |                                                                              |
|                                                           |                                                        |                                                                | 36. Garde-Schützen-Division, Oberst Michail Iwanowitsch Denisenko            |
|                                                           |                                                        |                                                                | 29. Schützen-Division, Oberst Anatoli Iwanowitsch Kolobutin                  |
|                                                           |                                                        |                                                                | 38. Schützen-Division, Oberst Ghani Bekinowitsch Safiulin                    |
|                                                           |                                                        |                                                                | 126. Schützen-Division, Oberst Wladimir Jewsejewitsch Sorokin                |
|                                                           |                                                        |                                                                | 138. Schützen-Division, Oberst Iwan Iwanowitsch Ljudnikow                    |
|                                                           |                                                        |                                                                | 157. Schützen-Division, Oberst Alexander Wassiljewitsch Kirsanow             |
|                                                           |                                                        |                                                                | 204. Schützen-Division, Oberst Alexander Wassiljewitsch Skwortzow            |
|                                                           |                                                        |                                                                | 208. Schützen-Division, Oberst Konstantin Michailowitsch Woskowoinikow       |
|                                                           |                                                        |                                                                | 66. Marine-Schützen-Brigade                                                  |
|                                                           |                                                        |                                                                | 154. Marine-Schützen-Brigade                                                 |
|                                                           |                                                        |                                                                | 160. Schützen-Brigade                                                        |
|                                                           |                                                        |                                                                | 118. Befestigter Raum                                                        |
|                                                           |                                                        | 13. Panzerkorps, Generalmajor Trofim Iwanowitsch Tanaschischin |                                                                              |
|                                                           |                                                        |                                                                | 28. bewaffnetes Zugbataillon                                                 |
|                                                           | 57. Armee (Generalmajor Fjodor Iwanowitsch Tolbuchin)  |                                                                |                                                                              |
|                                                           |                                                        |                                                                | 15. Garde-Schützen-Division, Oberst Andrei Jewtichnewitsch Owsienko          |
|                                                           |                                                        |                                                                | 244. Schützen-Division, Oberst Georgi Afanasjewitsch Afanasjew               |
|                                                           |                                                        |                                                                | 422. Schützen-Division, Oberst Iwan Konstantinowitsch Morosow                |
|                                                           | 51. Armee (Generalmajor Trofim Kalinowitsch Kolomijez) |                                                                |                                                                              |
|                                                           |                                                        |                                                                | 91. Schützen-Division, Generalmajor Nikolai Wassiljewitsch Kalinin           |
|                                                           |                                                        |                                                                | 302. Schützen-Division, Oberst Alexei Fedorowitsch Amenew                    |
|                                                           |                                                        |                                                                | 115. Kavallerie-Division, Oberst Anton Filippowitsch Skorochod               |
|                                                           |                                                        |                                                                | 255. Spezial-Brigade                                                         |

| Einheit                           | Personalstärke am 11. September 1942 | Kommandeur                                        | Verschiffung über die Wolga/Einsatzbeginn          |
| --------------------------------- | ------------------------------------ | ------------------------------------------------- | -------------------------------------------------- |
| 10. NKWD-Schützen-Division        | 8.615                                | General Alexander Andrejewitsch Sarajew           |                                                    |
| 13. Gardeschützen-Division        | …                                    | Generalmajor Alexander Iljitsch Rodimzew          | 14. September 1942                                 |
| 35. Gardeschützen-Division        | 454                                  | Oberst Wassili Pawlowitsch Dubjanski              |                                                    |
| 37. Gardeschützen-Division        | …                                    | General Wiktor Grigorjewitsch Scholudew           | 3. Oktober 1942                                    |
| 39. Gardeschützen-Division        | …                                    | Generalmajor Stepan Saweljewitsch Gurjew          | 29. September 1942                                 |
| 45. Schützen-Division             | …                                    | Oberstleutnant Wassili Pawlowitsch Sokolow        | 26. Oktober 1942                                   |
| 95. Schützen-Division             | …                                    | General Wassili Akimowitsch Gorischny             | 19. September 1942                                 |
| 112. Schützen-Division            | 2.297                                | Oberst Iwan Jefimowitsch Jermolkin                |                                                    |
| 138. Schützen-Division            | …                                    | Oberst Iwan Iljitsch Ljudnikow                    | 15. Oktober 1942                                   |
| 193. Schützen-Division            | …                                    | General Fjodor Nikandrowitsch Smechotworow        | 25. September 1942                                 |
| 196. Schützen-Division            | 1.004                                | Oberst Wassili Polikarpowitsch Iwanow             |                                                    |
| 244. Schützen-Division            | 3.685                                | Oberst Georgi Afanassjewitsch Afanassjew          |                                                    |
| 284. Schützen-Division            | …                                    | Oberst Nikolai Filippowitsch Batjuk               | 21. September 1942                                 |
| 308. Schützen-Division            | …                                    | Oberst Leonti Nikolajewitsch Gurtjew              | 30. September 1942                                 |
| 92. Marineinfanterie-Brigade      | …                                    | Major I.I. Samodai                                | 16. September 1942, 30. September 1942 reaktiviert |
| 42. Spezial-Brigade               | 5.032                                | Oberst Matwei Stepanowitsch Batrakow              | 30. September 1942 reaktiviert                     |
| 115. Spezial-Brigade              | 4.686                                | Oberst K.M. Andrjussenko                          |                                                    |
| 124. Spezial-Brigade              | 3.607                                | Oberst Semjon F. Gorochow                         |                                                    |
| 149. Spezial-Brigade              | 4.125                                | Oberstleutnant Wassili Alexandrowitsch Bolwinow   |                                                    |
| 38. Motorisierte Schützen-Brigade | …                                    | Oberst Iwan Dmitrijewitsch Burmakow               |                                                    |
| 84. Panzer-Brigade                | …                                    | Oberst Daniil Nikitowitsch Bely                   | 4. Oktober 1942                                    |
| 137. Panzer-Brigade               | …                                    | Oberstleutnant Kirill Stepanowitsch Udowitschenko | 16. September 1942                                 |
| 189. Panzer-Brigade               | …                                    | Major Fjodor Iwanowitsch Bystrik                  |                                                    |

Die 6. Armee galt als ein Eliteverband der Heeresgruppe Süd und hatte Abwehrschlachten wie die Schlacht bei Charkow im Mai 1942 erfolgreich bestanden. Nach ihrer Teilnahme an der Offensive bei Woronesch im Juni/Juli war sie in südöstlicher Richtung entlang des Don vormarschiert und hatte ihn nach einem kleineren Erfolg in der Kesselschlacht bei Kalatsch Anfang August im Bereich der Landbrücke zur Wolga überschritten. Da sie seit Wochen ununterbrochen im Einsatz stand, hatte sie kaum Möglichkeiten gehabt, ihre Verluste auszugleichen. Am 23. August hatte ein massiver deutscher Luftangriff des VIII. Fliegerkorps der Luftflotte 4 den Tod von 955 Menschen verursacht und 1181 verletzt. Die beteiligten Kampfgeschwader 27, 51, 55, 76 und 100, warfen bei mehreren Anflügen, Spreng- und Brandbomben auf das Stadtgebiet, das in ein Trümmerfeld verwandelt wurde.  Weitere Luftangriffe folgten in den nächsten Tagen und Wochen. Insgesamt fielen ca. 40.000 Zivilisten den Luftangriffen zum Opfer. Am selben Tag erreichten Einheiten des deutschen XIV. Panzerkorps aus ihrem Don-Brückenkopf Wertjatschi die Wolga nördlich von Stalingrad. Auf einem Höhenzug vor Stalingrad vereinigten sich am 2. September 1942 die 6. Armee und die 4. Panzerarmee und begannen mit der Planung der Offensive auf die Innenstadt. Durch die unerwartet hohe Intensität der Häuserkämpfe kam die gesamte Sommeroffensive 1942 bei Stalingrad zum Stillstand.
| Kategorie           | 62. Armee | 6. Armee | Relation |
| ------------------- | --------- | -------- | -------- |
| Mannschaftsstärke   | 45.000    | 80.000   | 1: 1,8   |
| Artillerie          | 85        | 630      | 1: 7,5   |
| Panzerabwehrkanonen | 260       | 490      | 1: 1,9   |
| Granatwerfer        | 150       | 760      | 1: 5     |
| Panzer              | 108       | 390      | 1: 3,6   |

Am 3. September 1942 gelang der 6. Armee die Abriegelung Stalingrads und einen Tag später drangen deutsche Panzerverbände durch den äußeren Verteidigungsgürtel in die Südstadt ein. Am 10. September musste sich die 62. Armee aufgrund des zunehmenden Drucks des Gegners in den inneren Verteidigungsring zurückziehen. Am selben Tag löste Generalleutnant Wassili Tschuikow, der bis August die 64. Armee befehligt hatte, den erfolglosen General Anton Lopatin (1897–1965) in der Verteidigung der Stadt ab. Die schwachen Kräfte der Roten Armee ließen das Oberkommando der 6. Armee in der Erwartung, Stalingrad in einem schnellen Handstreich nehmen zu können.
Die gesamte Heeresgruppe B bestand am 3. September 1942 aus schätzungsweise 980.000 Mann (davon 580.000 deutsche Soldaten und 400.000 Verbündete anderer Nationalitäten). Die 6. Armee bestand zu diesem Zeitpunkt noch ungefähr aus 200.000 Mann. Für den Angriff auf das Großgebiet standen dem LI. Armeekorps 30.000 Kampftruppen zur Verfügung, zusätzlich 50.000 Mann vom XXXXVIII. Panzerkorps der 4. Panzerarmee. Dieser Angriffsverband wurde während der Kampfhandlungen durch die 100. Jäger-Division, 305. Infanterie-Division und 79. Infanterie-Division aufgestockt. Die Stärke der beteiligten Truppen auf beiden Seiten schwankte fortgesetzt, da permanent Reserven in den kostspieligen Ortskampf eingesetzt werden mussten. Für den Angriff auf das Stadtgebiet waren anfangs neun und später zwölf deutsche Divisionen im Einsatz.
Noch vor Beginn der Gefechte im Stadtgebiet war die 6. Armee in ihrem Abschnitt größeren militärischen Belastungen ausgesetzt und galt bereits als abgenutzt.
Die sowjetische Verteidigung Stalingrads setzte sich schwerpunktmäßig aus der 62. Armee, NKWD-Einheiten sowie kleineren Teilen der 64. Armee und bewaffneten Arbeitermilizionären zusammen. Die Armeen waren unvollständig, da ein Großteil ihrer Artillerie am westlichen Wolgaufer zurückgelassen werden musste. Stalingrad wurde am 12. September 1942 noch von 20.000 sowjetischen Soldaten verteidigt, am östlichen Wolgaufer befanden sich weitere 25.000 Mann. Die Kampfstärke setzte sich aus drei noch intakten Schützendivisionen und zwei Panzerbrigaden zusammen, welche nur noch 40 einsatzfähige Panzer hatten.

## Einzelaspekte der Schlacht

### Geländebeschreibung

Übersichtskarte (Stalingrad 1942)

Stalingrad war eine über etwa 50 Kilometer langgezogene und stellenweise bis 5 Kilometer breite Industriestadt, die im Norden aus Arbeitersiedlungen und dem sich daran anschließenden Fabrikbezirk, einem Geschäftsviertel in der Stadtmitte und einer Südstadt bestand. Während die Vorstädte und Arbeitersiedlungen noch vornehmlich aus einfachen Holzhütten erbaut wurden, galt die übrige Ortschaft als architektonisch mustergültig geplante stalinistische Modellstadt mit einer Reihe von modernen Apartmenthäusern, staatlichen Einrichtungen, Gärten und Parks.
Im Westen vor der Stadt liegt eine Hügelkette, deren Höhen auf taktischen Karten mit Höhenangaben benannt wurden. Der Osten wird vom bis zu zwei Kilometer breiten Strom der Wolga mit ihren Flussinseln begrenzt. Über die Wolga wurde der gesamte sowjetische Nachschub über den Wasserweg transportiert und am steil abfallenden Westufer des Stromes gelagert. Dort wurden wegen ihrer geschützten Lage auch die Befehlsstände der 62. Armee eingerichtet. Zahlreiche Erosionsschluchten (Balkas) prägen das westliche Vorgelände der Stadt, sie verlaufen auch durch das Stadtgelände, um in die Wolga zu münden.
Auf dem höherliegenden Gelände im Nordwesten der Stadt liegen die Ortschaften Orlowka und Gorodischtsche und etwa zehn Kilometer nordwestlich der Stadtflughafen Gumrak. An den äußersten Norden Stalingrads grenzte die Industriestadt Rynok, der Flusslauf der Mokraia Metschetkaia und die tiefe Schlucht der Wischnjewaia Balka, die von der Roten Armee als natürliche Hindernisse gegen Angriffe aus dem Westen genutzt wurden.
Der sich daran anschließende Industriebezirk bestand aus dem Traktorenwerk, der Geschützfabrik „Barrikaden“, dem Stahlwerk „Roter Oktober“ und der chemischen Fabrik „Lazur“, welche allesamt zu Festungen ausgebaut waren. Zwischen den großen Anlagen befanden sich kleinere Fabriken wie die Ziegelei zwischen dem Traktorenwerk und der Geschützfabrik „Barrikaden“ und die Brotfabrik zwischen der Geschützfabrik und dem Stahlwerk „Roter Oktober“. Westlich der Geschützfabrik „Barrikaden“ erstreckte sich der Skulpturny-Park und noch weiter westlich die Silikatfabrik. Die chemische Fabrik „Lazur“ befand sich inmitten der Eisenbahnschleife „Tennisschläger“ zwischen Mamajew-Hügel und Wolga.
Die tatarische Grabstätte Mamajew Kurgan als höchster Beobachtungspunkt trennte den nördlichen Industriebezirk von der Innenstadt. Im Nordwestbereich des Mamajew-Hügels war ein kleines Flugfeld mit Flugschule. Die tief eingeschnittenen Schluchten Bannyi, Krutoi und Dolgii verhinderten als natürliche Barrieren eine Nord-Süd-Bewegung des Gegners und schützten die Verteidiger vor Feindaufklärung und direktem Artilleriefeuer.
Südlich der Razgulaewka-Station und dem Hospital auf den Hügeln vor der Stadt führte die Bahnlinie zum Stalingrader Hauptbahnhof, dessen taktische Bedeutung darin bestand, dass er in unmittelbarer Nähe des Roten Platzes und des Zentralen Wolgafähranlegers liegt.
Die tief ausgehöhlte Tsaritzaschlucht schnitt die Innenstadt von der Südstadt ab und diente als Barriere gegen West-Ost-Bewegungen der 6. Armee. Die Südstadt erstreckte sich bis zu den Ufern des Elschanka-Flusses und hatte den Südbahnhof und das von weitem sichtbare hoch aufragende Getreidesilo als markante Punkte. (Das Silo ist erhalten: 48° 41′ 14″ N, 44° 29′ 1,9″ O). Die Bahnlinie von Woroponowo über Sadowaja endete am Südbahnhof, zwischen der Bahnlinie und dem Getreidesilo gab es eine Reihe von Fabriken, wie die Konservenfabrik und zahlreiche Lagerhäuser. Auf dem höherliegenden Gelände lagen der Friedhof und ein größerer Barackenkomplex und auf den Hügeln Kolchosen, Obstbaumanlagen, die Lederfabrik sowie die Motortraktorenstation. Südlich der Elschanka lagen die Vororte Minina und Kuporosnoje sowie das am Südufer stehende Elektrizitätswerk „Elektroles 25. Oktober“ und das Sägewerk Nr. 2.
Ein Einkesseln war durch die besondere topographische Lage der Stadt unmöglich. Dies war einer der Hauptgründe, warum die 6. Armee kostspielige und verlustreiche Frontalangriffe gegen taktisch wichtige Gebäude und Orientierungspunkte durchführen musste. Die Stadt wurde vom Armeeoberkommando (AOK) systematisch in Planquadrate eingeteilt, denen eine unterschiedliche taktische Bedeutung zugeordnet wurde. Die Planung bestand darin, verschieden stark verteidigte Sektoren aus dem sowjetischen Abwehrriegel herauszubrechen, zu isolieren und separat zu bekämpfen. Definierte Gebäude und Orientierungspunkte wurden zu militärischen Zielen erklärt. Die Geschütze der deutschen Artillerie konnten auch mit Steilfeuer den Stellungen der Roten Armee im Wolgasteilufer nicht ernsthaft gefährlich werden.
Die besondere Topografie Stalingrads ließ einen Vormarsch des Gegners nur auf drei Routen zu:
- entlang des Flusses Mokraia Metschetka über Spartanowka bis nach Rynok beziehungsweise in die Industriekomplexe (XIV. Panzerkorps)
- oder entlang des Tatarenwalls in südöstlicher Richtung über Gorodischte und Gumrak bis an den Mamajew-Hügel (LI. Armeekorps)
- oder eine Marschrichtung entlang des Elschankaflusses über die Station Woroponowo in die Südstadt mit dem Ziel Südbahnhof (XXXXVIII. Panzerkorps).[44]

### Kampftechnik und Rattenkrieg
Seit dem deutschen Vormarsch auf die Innenstadt entwickelte sich die Schlacht um Stalingrad zu einem erbitterten Häuserkampf, der von Scharfschützenbeschuss und blutigen Nahkämpfen geprägt war. Es begann die Phase der asymmetrischen Schlacht, die später als sogenannter „Rattenkrieg“ (russ. Krysinaja wojna, Крысиная война) bezeichnet wurde. Die Bezeichnung „Rattenkrieg“ entstammte der Tatsache, dass häufig um die Inbesitznahme unbedeutender Schützenlöcher und Kellergeschosse gekämpft wurde. Weder die 6. noch die 62. Armee waren in der dreidimensionalen Kriegsführung um Häuser, Häuserblocks und Straßenzüge ausgebildet und mussten diese Kampftechnik unter großen Verlusten in der Praxis erlernen. Die Verlustrate war insbesondere unter jungen unerfahrenen Soldaten sehr hoch, die bislang noch keine Erfahrungen und Überlebensstrategien im Häuserkampf erlernt hatten.
Etwa 30 % der 13. Gardeschützen fielen innerhalb der ersten 24 Stunden und alle 15 Panzer wurden vernichtet. Während dieser Phase der Schlacht waren jeder deutschen Infanterie-Kompanie 3 bis 4 Panzer zugeteilt. Diese Taktik war jedoch schnell zum Scheitern verurteilt, da die Kettenfahrzeuge in Hinterhalte gerieten und dort mit panzerbrechenden Waffen bekämpft wurden; auch konnten die Panzer keine Schützen aus den höheren Stockwerken eines Gebäudes bekämpfen.
Insbesondere während der Abwehrmaßnahmen im Industriebezirk schuf die Rote Armee sogenannte Todeszonen, stark verminte Straßen und Plätze, in deren Umgebung Soldaten mit panzerbrechenden Waffen und Scharfschützen postiert waren, um deutsche Angreifer in einem Hinterhalt zu vernichten.
Auf den taktischen Karten erschienen die Einheiten beider Seiten als zusammenhängende Divisionen, Brigaden und Regimenter. In der Realität kämpften kleine Einheiten. Mit Ausnahme der Großangriffe auf den Mamajew Kurgan und die Traktorenfabrik wurde in der Stalingrader Innenstadt mit Stoßtrupps und -gruppen von maximal 50 Soldaten operiert. Vor allem fügte die Rote Armee ihre kleinen mobilen Kampfeinheiten aus verschiedenen Nationalitäten und Waffengattungen zusammen. Wurde ein Gebäude von der Wehrmacht erobert und konnten einige Verteidiger fliehen, so konnten sie sich problemlos einer Nachbareinheit anschließen.
Beide Konfliktparteien erlebten in der Schlacht um Stalingrad eine „geradezu alptraumhafte Umgebung“. Beim für die südrussische Gegend typischen plötzlichen Einbruch der Nacht wurden die deutschen Luft- und Artillerieangriffe weitgehend eingestellt, ungewohnte nächtliche Geräusche und die permanente Bedrohung durch sowjetische Scharfschützen machten den Schlaf für die deutschen Soldaten unmöglich. Durch den Staub und den Ruß der eingestürzten und brennenden Gebäude waren die Soldaten äußerlich kaum voneinander zu unterscheiden, so dass es insbesondere bei Nahkämpfen zu fatalen Verwechslungen zwischen Freund und Feind kam. Tschuikow studierte die taktischen Entscheidungen der deutschen Angreifer und fand rasch probate Gegenmaßnahmen, um die Einnahme Stalingrads so lange wie möglich hinauszuzögern. Er ermutigte seine Soldaten, im Stadtkrieg Guerillataktiken anzuwenden und sogar die Kanalisation für Aufmärsche zu benutzen.
Soldaten und Offiziere schilderten den Häuserkampf in Stalingrad:

„Um einen Häuserblock zu nehmen, können sie keine 10 Mann einsetzen, um den Eingang zu nehmen. Sie brauchen aber so viele Leute, die Feuerschutz gewähren, 2 bis 3 Leute, die den Mut haben, auf den Eingang zuzuspringen. Und dann springen die rein. Einer hat eine Handgranate und die anderen Maschinenpistolen. Mehr Leute brauche ich nicht. Die anderen müssen von außen Feuerschutz geben. Und das ist das Komplizierte. Und das mußten wir erst einmal lernen, vor Ort.“

„In jeder Ecke des Gebäudes lauert der Tod. Es ist eine Situation, wie sie furchtbarer und ekelhafter nicht sein konnte.“

„Wenn die Russen plötzlich hineingesprungen sind, dann bleibt nur eins übrig. Spaten ziehen und dann so unterhalb des Kopfes die Schlagader erwischen.“

### Wetter
Das Klima im heutigen Wolgograd ist durch ein kontinentales Steppenklima geprägt. Trockene Sommer werden in einer relativen kurzen Übergangsphase im Herbst und Frühjahr von regnerischen Perioden abgelöst, bevor dann ein kontinental geprägter Winter mit mäßigen Schneefällen und teilweise starken Frösten einsetzt. Da die Schlacht von Stalingrad bereits im ausklingenden Sommer begann und sich dann bis in den Spätwinter hinzog, waren Menschen und Material der vollen Bandbreite an klimatischer Belastung ausgesetzt.
Während bis Mitte September 1942 noch relativ hohe Temperaturen herrschten (außerhalb der Stadt in der Steppe bis maximal +50 °C), sank die Außentemperatur mit Beginn der herbstlichen Starkregen kontinuierlich ab und erreichte ab Oktober 1942 bereits Minusgrade. Im Oktober setzte auch vereinzelt Schneefall ein. Ab November 1942 wurden Temperaturen von −20 °C bis −30 °C erreicht und die Eisschollen auf der Wolga behinderten den Schiffsverkehr. Hinzu kamen eiskalte Sturmwinde, auf die die deutschen Infanteristen kleidungsmäßig nicht vorbereitet waren.
In der Phase des Angriffs herrschte bis ca. Mitte Oktober meist noch trockenes und mildes Wetter, so dass für beide Seiten die Straßen und Wege gut befahrbar waren und auch für Flüge gute Sicht herrschte.

### Versorgungslage
Schiffe über die Wolga versorgten die in der Stadt kämpfende 62. Armee mit Nachschubgütern. Wegen starker deutscher Luftaktivität fanden die Versorgungsfahrten zumeist nachts statt.
Für die deutschen Angreifer waren Nachschubprobleme bereits Ende September 1942 kaum zu überwinden. Die Personallage verschärfte sich im Verlauf des Herbstes und am 18. November 1942 berichtete Generaloberst Friedrich Fromm, dass die Kräfte nicht mehr ausreichten, um besetzte Räume zu halten, geschweige denn weitere offensive Angriffsoperationen durchzuführen.
Während bei der 6. Armee die Gefechtsstärke kontinuierlich abnahm, stiegen die in die Schlacht transportierten Reserven bei der Roten Armee trotz schwieriger Bedingungen. Noch kurz vor dem Großangriff auf das Traktorenwerk am 14. Oktober 1942 meldeten Einheiten der 6. Armee einen kritischen Bestand an Handgranaten und Mörsermunition.

## Verlauf der Kämpfe

### Kampf um Stalingrad-Mitte

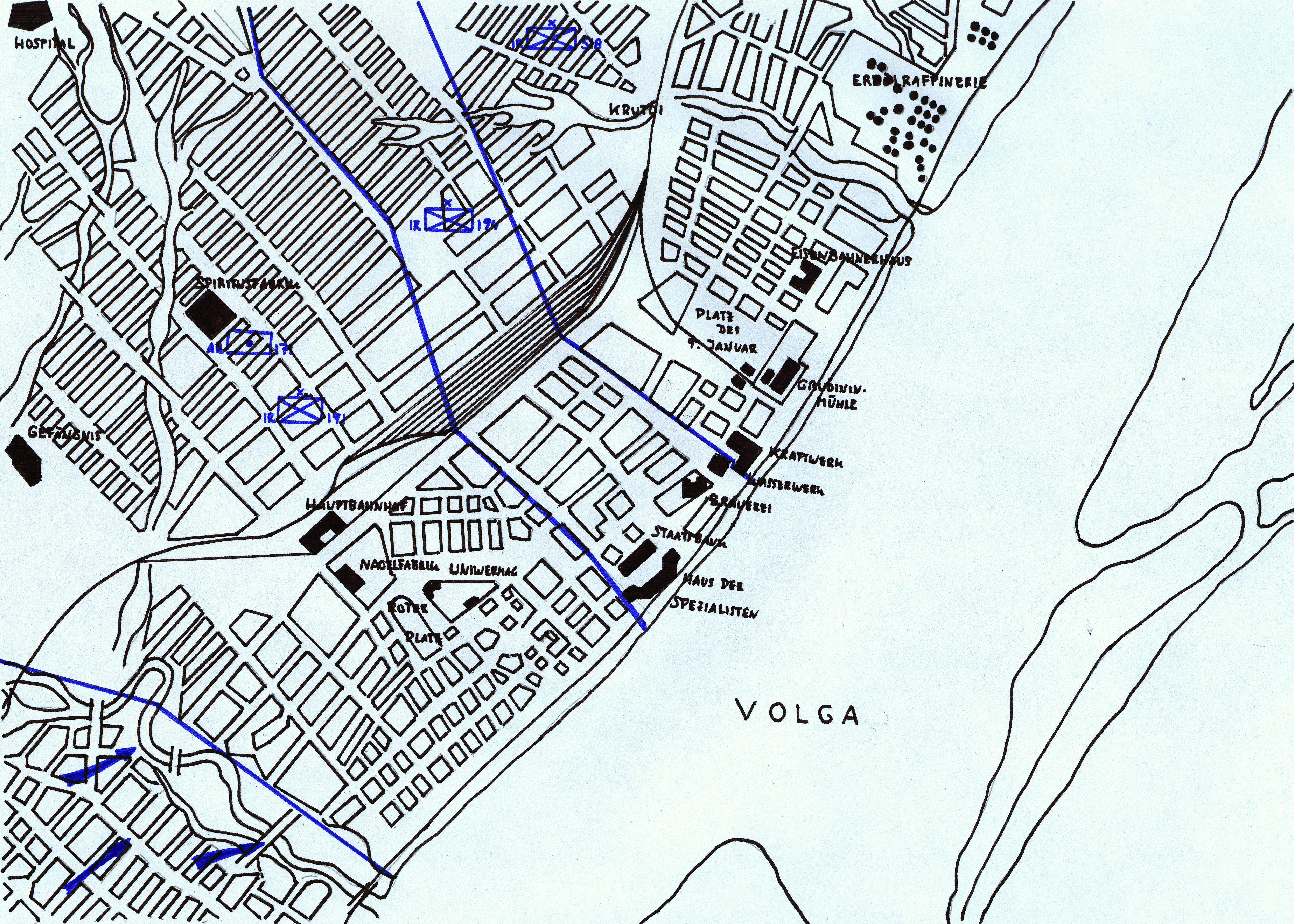
Stalingrad-Mitte Gefechtsabschnitte IR 518, IR 194 und IR 191

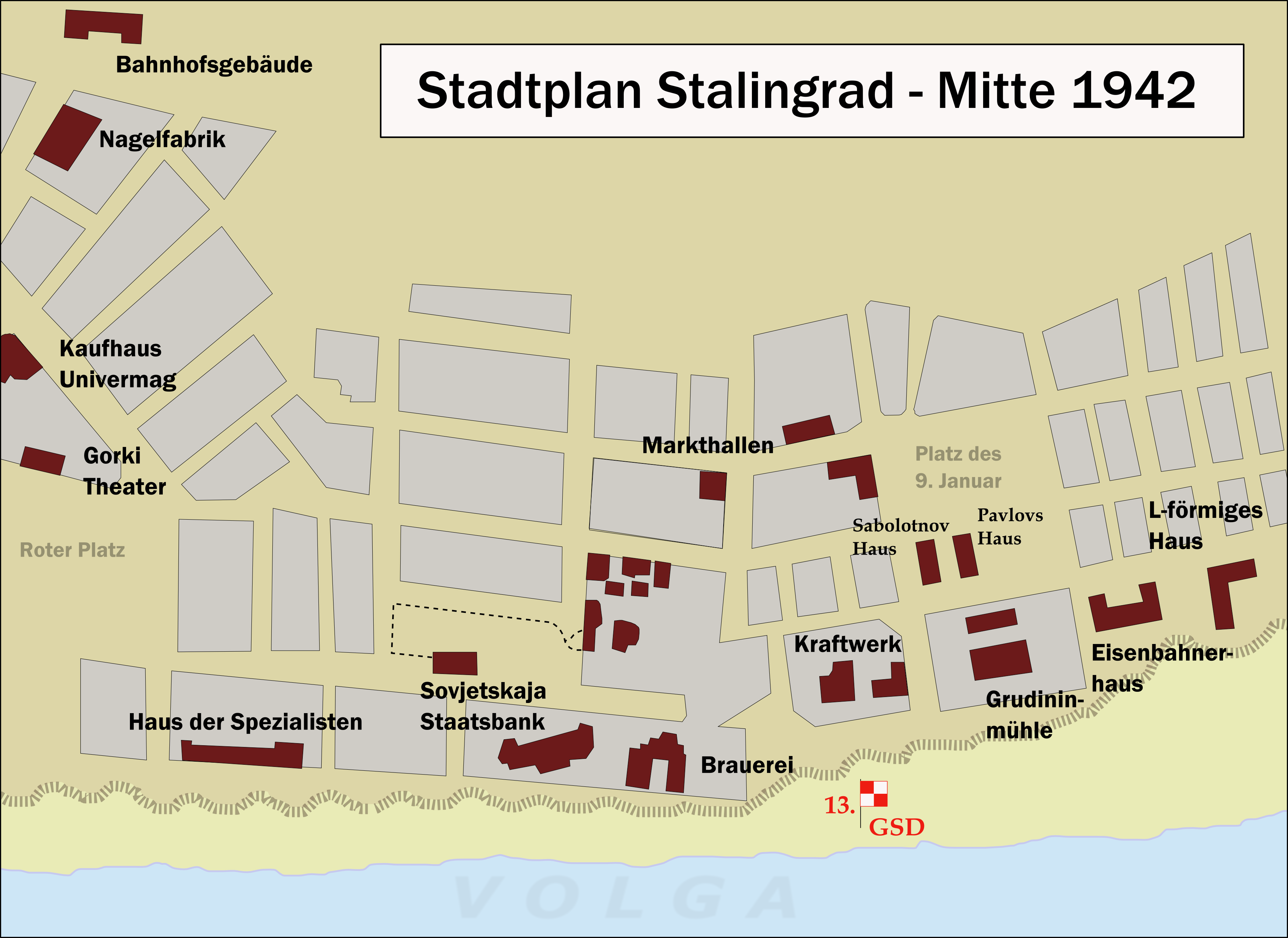
Stalingrad-Mitte September 1942 (Karte nicht genordet)

Die Kämpfe um Stalingrad-Mitte begannen mit der deutschen Großoffensive auf die Innenstadt am 13. September 1942 und ebbten gegen Ende September 1942 weitgehend ab. Um Pawlows Haus wurde noch bis November 1942 und um den Mamajew-Hügel bis in den Februar 1943 gekämpft.

#### Angriff auf den Stadtkern (13. bis 14. September 1942)

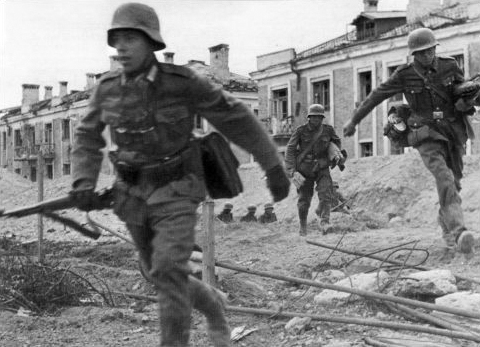
Infanterie in Stalingrad

Am 13. September 1942 um 04:45 Uhr (06:30 Uhr russischer Zeit) begann der deutsche Großangriff mit der Bombardierung durch Sturzkampfbomber und massivem Beschuss aus Feldartillerie und Mörsern auf den inneren Verteidigungsgürtel Stalingrads. Um 8 Uhr wurde die breit angelegte Bodenoffensive eröffnet, dabei ging die 295. Infanterie-Division (ID) gegen den Mamajew-Hügel und die 71. Infanterie-Division gegen den Stalingrader Hauptbahnhof und den zentralen Fähranleger in der Innenstadt vor. Nahziel war ein Höhenzug in der Nähe der Ziegelei als Ausgangsstellung für den Sturm auf den Stadtkern.
Tschuikow verlegte sein Hauptquartier infolge von schwerem deutschen Artilleriefeuer am 14. September 1942 vom Mamajew-Hügel in die Zaritsa-Schlucht in der Nähe der Puschkinskaya-Straßenbrücke. Die 10. NKWD-Schützendivision unter General Sarajew hielt zunächst die Zugänge einschließlich der taktisch wichtigen Gebäude in der Innenstadt.
Am Hauptbahnhof kam es zu schweren Feuergefechten zwischen der 71. ID und den verteidigenden Rotarmisten. Im Heeresbericht wurde um 08:30 Uhr die Eroberung des Hauptbahnhofs durch die sowjetischen Truppen gemeldet, um 08:40 Uhr Rückeroberung durch die Wehrmacht, 09:30 Uhr durch die sowjetischen Truppen und 13:20 Uhr war er wieder in deutscher Hand. Insgesamt wurde der Stalingrader Hauptbahnhof am selben Tag 13-mal erobert und wieder verloren. Nachts wurde der Hauptbahnhof durch ein NKWD-Bataillon wieder in Besitz genommen.

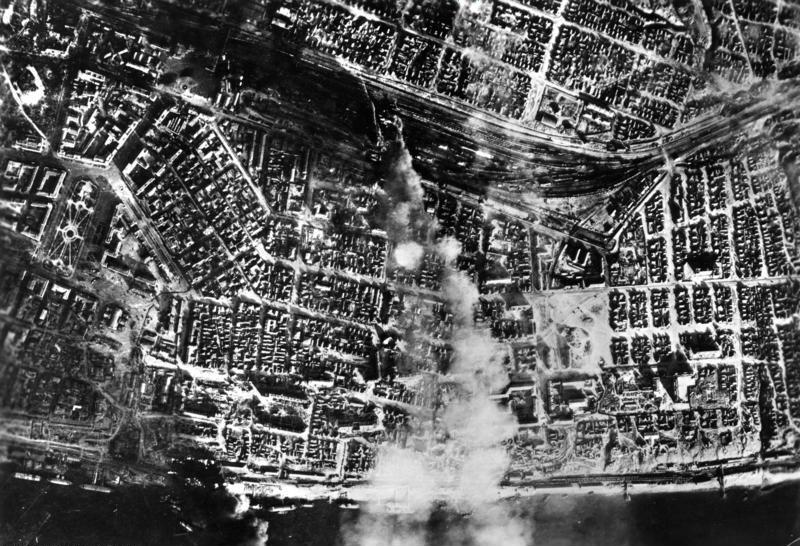
Luftangriff auf den Hauptbahnhof

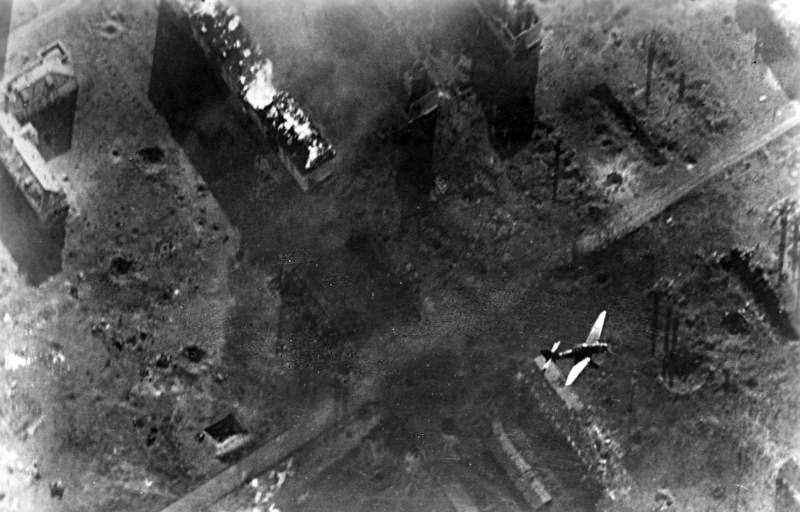
Bombardierung eines Gebäudes

Am Nachmittag des 14. September 1942 gelang es der 71. ID, die sowjetische Front beim Hospital zu durchbrechen und in die nördliche Innenstadt einzudringen. Ziel war es, die 62. Armee zu isolieren und zum Hauptfähranleger durchzubrechen. Tschuikows neues Hauptquartier an der Zaritsa wurde von deutschen Stoßtrupps unter Beschuss genommen, während sich Verbände der 71. ID bis auf 100 Meter an das Wolgaufer und den Fähranleger vorarbeiten konnten. Dabei wurde das „Haus der Spezialisten“ genommen und der Fähranleger kam in Reichweite der schweren Maschinengewehre. Die Rote Armee verlor ebenso die Staatsbank und die Bierbrauerei in der Sowjetskaja-Straße („Sowjet-Straße“) an das I. Btl./Infanterie-Regiment (IR) 194 unter Hauptmann Hindenlang.
Tschuikow mobilisierte seine letzten Reserven, um Stalingrad vor einer schnellen Eroberung durch die Wehrmacht zu retten. Aus seinem Stab, Polizisten, Feuerwehrkräften, Fabrikarbeitern und NKWD-Einheiten wurden militärische Verbände gebildet, um die Straßen vom Hauptbahnhof bis zum Fähranleger zu blockieren. Ein zweiter Verband sollte die deutschen Infanteristen aus dem „Haus der Spezialisten“ werfen, damit der Fähranleger nicht länger unter Maschinengewehrbeschuss lag, was die Landung von sowjetischen Entsatztruppen massiv erschwerte. Jeweils 50 bis 100 Soldaten und Milizionäre waren abkommandiert, um die taktisch bedeutsamen Gebäude Stalingrads, welche in „Häuserfestungen“ (oder sogenannte „Ein-Mann-Festungen“) umgewandelt wurden, um jeden Preis zu halten. Zu diesem Zeitpunkt verteidigten nur etwa 1.500 Mann Stalingrad-Mitte.
Am Abend des 14. September gegen 21 Uhr trafen die ersten Entsatzkräfte der 13. Gardeschützen-Division (GSD) unter Generalmajor Alexander Iljitsch Rodimzew ein, um den weiteren deutschen Vormarsch auf die Innenstadt aufzuhalten. Ihr wurde der zentrale Gefechtsabschnitt zwischen Zaritza und Mamajew-Hügel zugewiesen. Während der Überfahrt auf der Wolga erlitten die Gardisten starke Verluste durch deutsche Luft- und Artillerieangriffe. Das 42. Gardeschützen-Regiment (GSR) unter Oberst Jelin griff als erste Einheit in die Gefechte um die Innenstadt ein, konnte den Brückenkopf am Wolgaufer weiter ausbauen und die Situation am Fähranleger stabilisieren. Das 39. GSR wurde zur Rückeroberung des Mamajew-Hügels abgestellt, das 42. und 34. GSR erhielt den Befehl, die Zugänge zum Wolgaufer abzuriegeln.
Vielerorts war die Wehrmacht bis auf 100 Meter zur Wolga vorgerückt, hatte jedoch zum Vorteil der Gardeschützen nicht die Zeit gehabt, sich einzugraben oder ausgebaute Stellungen für die schweren Maschinengewehre zu schaffen. Südlich vom Platz des 9. Januar (auch Leninplatz genannt) gelang es dem 39. GSR, die Grudinin-Mühle (russisch Mel'nica Grudinina, Мельница Грудинина) im Nahkampf freizukämpfen. Die Mühle aus rotem Backstein diente dem 42. GSR später als Gefechtsstand und wichtiger Stützpunkt der zentralen Verteidigungslinie, der Divisionsgefechtsstand der 13. Gardeschützen-Division wurde 100 Meter weiter südlich davon am Steilufer der Wolga errichtet. Am erbittertsten waren die Kämpfe an diesem Tag im Raum des Mamajew-Hügels, am Ufer der Zariza, beim Getreidesilo und am Westrand der Vorstadt Minina. Der Hauptbahnhof wechselte allein an diesem Tag viermal den Besitzer. Die beiden angreifenden Armeen, vom Süden die 4. Panzerarmee und vom Nordwesten die 6. Armee, stellten an der Zarizarinne, die die alte Stadt vom neuen Geschäftsviertel trennt, die Verbindung her.

#### Hauptbahnhof und Nagelfabrik (15. bis 17. September 1942)

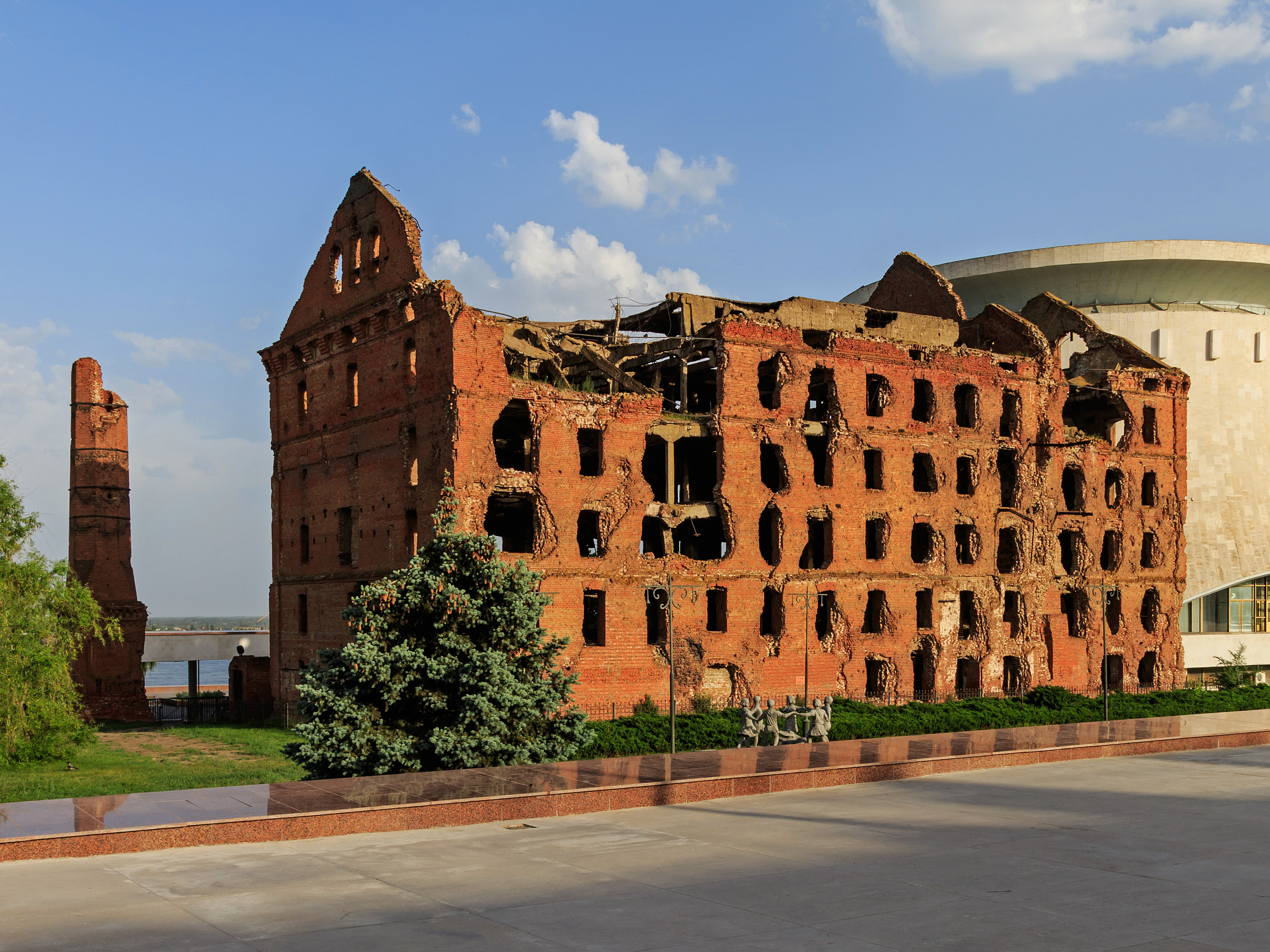
Grudinin-Mühle

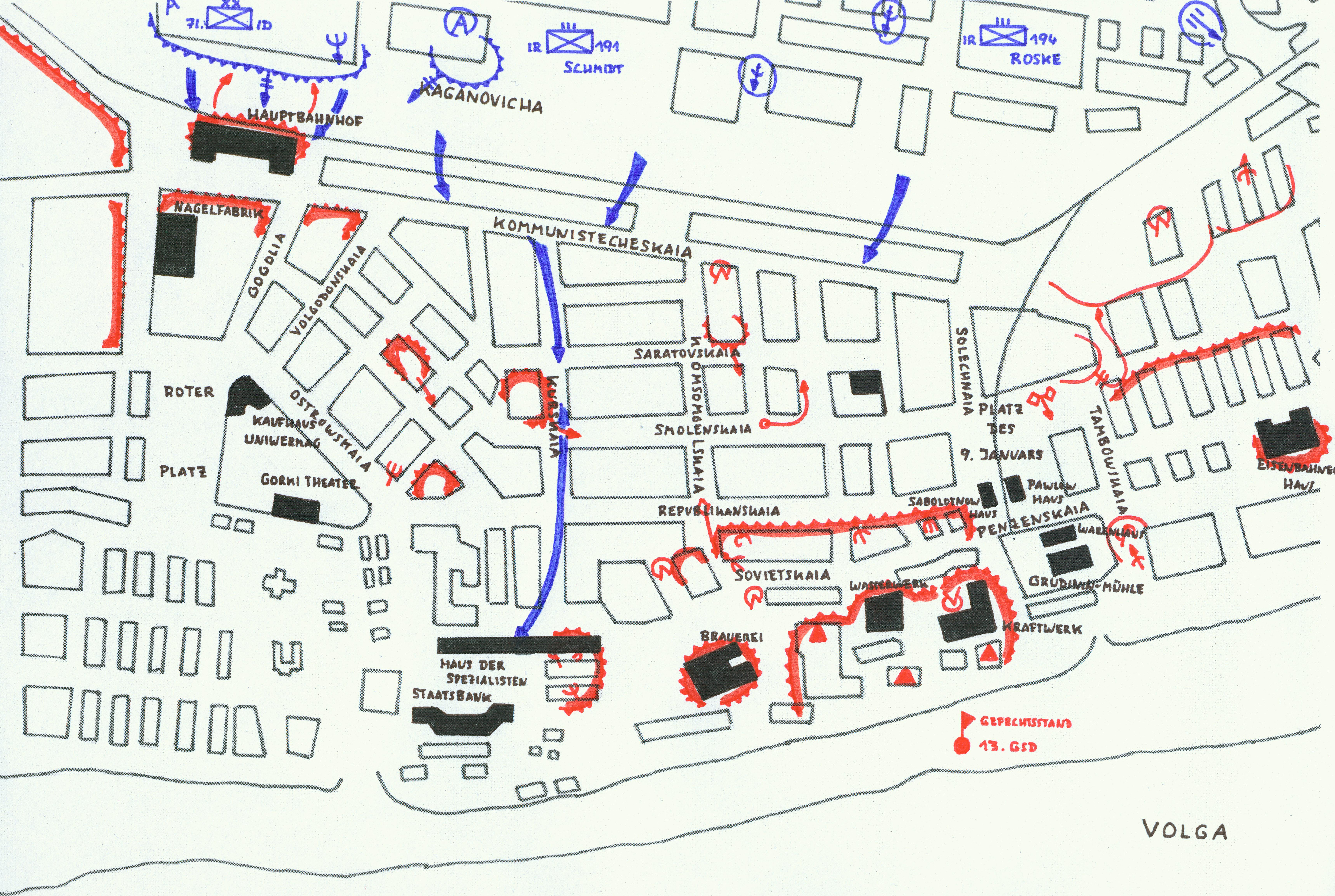
Frontverlauf Stalingrad-Mitte 16. September 1942

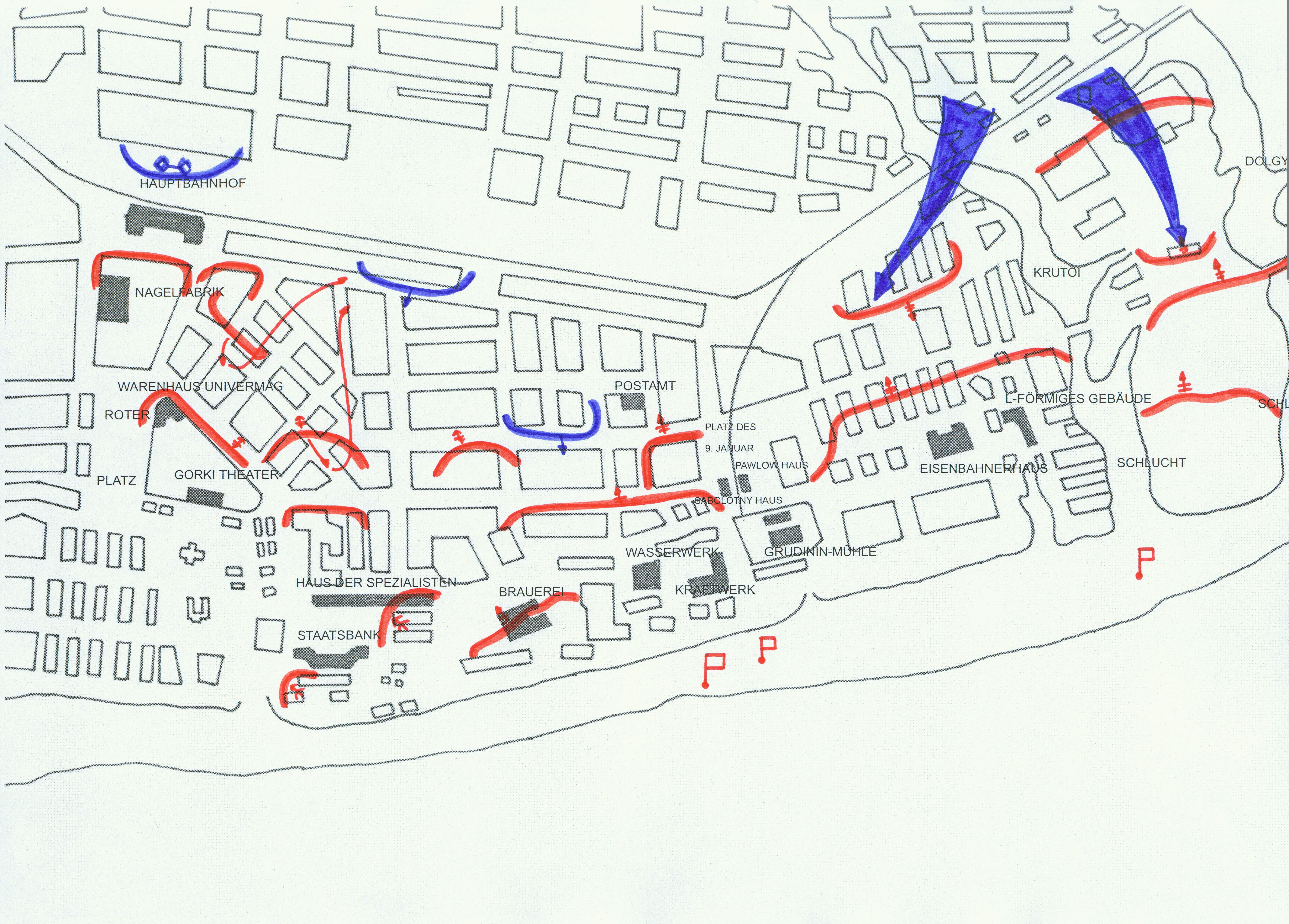
Frontverlauf Stalingrad-Mitte 17.–19. September 1942

In den frühen Morgenstunden des 15. September wurde der deutsche Angriff wieder aufgenommen und begann mit massiven Luftschlägen. Die 295., und 71. ID griffen erneut den Hauptbahnhof und den Mamajew-Hügel an. Der Hauptbahnhof wechselte im Laufe des Tages mehrmals den Besitzer und konnte nachts von den sowjetischen Truppen gehalten werden. Die 71. ID konnte erfolgreich den Angriff des 34. GSR zusammen mit schweren Panzern auf das „Haus der Spezialisten“ abwehren. Deutsche Maschinengewehrschützen drangen in die Zaritsa-Schlucht ein, nahmen Tschuikows Hauptquartier erneut unter Feuer und konnten nur mühsam vom Armeewachbataillon zurückgedrängt werden. Am Abend des 15. Septembers 1942 wurde Lt. Anton Kuzmich Dragan vom I. Btl./42. GSR auf persönlichen Befehl Tschuikows mit der Rückeroberung des Hauptbahnhofs beauftragt. Seiner Einheit gelang es in den Hauptbahnhof einzusickern und mehrere deutsche Gegenangriffe bis zum Einbruch der Nacht abzuwehren. Bei Tagesanbruch des 16. September wurden Luftangriffe und Artillerieschläge auf den Hauptbahnhof fortgesetzt. 20 Panzer, abgestellt von der 24. Panzer-Division, trieben die Sowjetsoldaten aus dem Bahnhof, der bei einem Gegenangriff zurückerobert wurde. Am Abend wurde der Hauptbahnhof wieder von Dragans Gardeschützen kontrolliert.
Das IR 194 war am 16. September 1942 in einen verwirrenden Häuserkampf gegen die 34. und 39. GSR auf einer 3,5 Kilometer breiten Zone verwickelt, die sich von der Dolgii-Schlucht südwärts bis zum Hauptbahnhof ausdehnte. Die schwersten Kämpfe ereigneten sich in der Nähe des „Platzes des 9. Januar“ in den Gebäuden der „Straße der Kommunisten“, die hartnäckig von Teilen des 34. und 42. GSR gehalten wurden.
Heftige Regenfälle am 17. September 1942 ließen die Temperaturen in Stalingrad drastisch sinken und verwandelten das Schlachtfeld in eine Schlammwüste, welche die Vorwärtsbewegung auf beiden Seiten stark behinderte. Die Kämpfe um den Hauptbahnhof wurden fortgesetzt, wobei sich der Schwerpunkt auf die Nagelfabrik verlagerte. Die Nagelfabrik befand sich in einem Häuserblock südlich des Hauptbahnhofs und diente dem Infanteriezug Leutnant Dragans als Zufluchtsort, da der Hauptbahnhof von deutschen Soldaten eingekreist war und vorerst aufgegeben werden musste. Gefechte entwickelten sich ebenfalls auf dem Roten Platz, um den Barmalei-Brunnen, das Warenhaus „Uniwermag“ und auf den Bahngleisen. Die 71. Infanterie-Division schnürte die Häuserblocks um den Hauptbahnhof weiter ein und eroberte die Nagelfabrik in schweren Nahkämpfen. In der Nacht musste das Hauptquartier Tschuikows erneut aus der Zaritsa-Schlucht an das Steilufer der Wolga, ca. 800 Meter nördlich des Stahlwerkes Roter Oktober verlegt werden, da die Positionen an der Zaritsa nicht mehr zu halten waren. Im Laufe der Kämpfe schmolzen die Einheiten auf beiden Seiten durch die unerwartet hohen Verluste drastisch zusammen, viele Regimenter bestanden teilweise nur noch aus 100 Soldaten. Nur die 10. NKWD-Schützen-Division (SD) unter Oberst Sarajew war noch weitgehend intakt.
Ein vertrauliches Kommuniqué der NKWD an Lawrenti Beria vom 16. September 1942 beschrieb die chaotischen und barbarischen Zustände in Stalingrad in der Anfangsphase der Straßenkämpfe, wo ohne das Eingreifen der 13. Gardeschützen-Division die Innenstadt hätte aufgegeben werden müssen. Jeweils in den für die Rote Armee kritischsten Stadien der Schlacht, wurde „frisches Blut in den Fleischwolf Stalingrads“ geschickt, so wurde die 62. Armee von September bis Oktober 1942 um mehr als 100.000 neue Soldaten verstärkt, welche zumeist dem Gemetzel zum Opfer fielen. Tschuikow konnte trotz kontinuierlichen Geländeverlusts und schrumpfenden Perimeters des zu verteidigenden Raumes eine Sollstärke von 50.000 Soldaten somit aufrechterhalten. Die 6. Armee konnte im Gegensatz dazu ihre Verluste in keiner Weise kompensieren.

#### Hauptbahnhof, Eisenbahner- und Sedelnikowhaus (18. bis 19. September 1942)
Obwohl nahezu das gesamte Gelände des Hauptbahnhofs in deutschem Besitz war, kämpften Rotarmisten jetzt in kleinen Einheiten aus kleinen verborgenen Unterständen, Kellergeschossen oder hinter umgestürzten oder zerstörten Eisenbahnwaggons. Die Taktik erforderte, sich von deutschen Angriffswellen überrollen zu lassen und dann aus dem Hinterhalt anzugreifen. 20 Freiwillige unter Leutnant Dragan, ausgestattet mit einer 5-Tagesration, drangen erneut in den Hauptbahnhof ein und bekämpften gezielt deutsche MG-Stellungen und Panzerfahrzeuge zwischen den Gleisen. Bei der 71. Infanterie-Division galt der Hauptbahnhof als „Todesfalle“, da viele Offiziere durch Scharfschützen fielen, deren Position sich nicht ausmachen ließ.

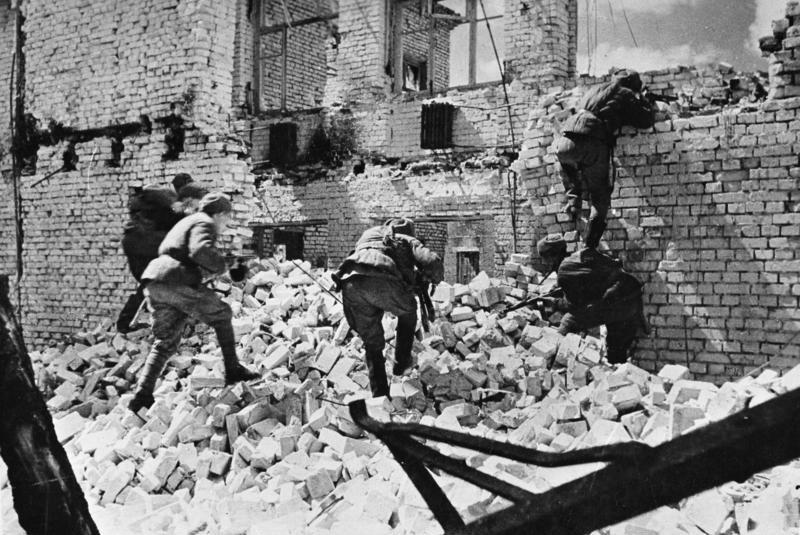
Sowjetischer Sturm und Einbruch

Weitere Einheiten trafen zur Entlastung bei der Verteidigung von Stalingrad-Mitte ein. Das 39. GSR ging erneut gegen die Gleisanlagen im Bahnhofsbezirk vor und verhinderte damit den völligen Einbruch der Wehrmacht in die Innenstadt.
Eine Sturmabteilung des 42. GSR konnte unter dem persönlichen Einsatz von Oberst Jelin am 19. September 1942 das Eisenbahner-Haus nehmen. Die Wehrmacht hatte zwei Infanteriekompanien und eine Mörsergruppe dazu abkommandiert, das Haus zu verteidigen. Die Gardeschützen wurden im Schutz des Wolgaufers auf diese Operation vorbereitet und griffen in drei Angriffswellen an, jeweils 6 bis 8 Mann stark mit etwa 80 Soldaten in Reservestellung. Gegen 10 Uhr wurde nach starkem Artillerie-Sperrfeuer der Einbruch in das Gebäude gemeldet, der durch Nebelkerzen getarnt wurde. Innerhalb von einer halben Stunde war das Haus feindfrei. Ein ähnlicher Angriff wurde von Lt. Sedelnikow auf das L-förmige Haus im Nordosten des Leninplatzes durchgeführt. Das L-förmige Haus war ein sechsstöckiges, stark befestigtes Gebäude, von dem ein ganzer Straßenblock in direkter Nähe zum Wolgaufer beherrscht werden konnte, indem Mörser- und Maschinengewehre auf einem breiten Uferabschnitt wirken konnten. In der Dämmerung robbten sowjetische Sturmtruppen an das Gebäude heran. Der Einbruch erfolgte überfallartig in den frühen Morgenstunden des 19. September 1942 an toten Winkeln, welche außerhalb der Reichweite deutscher MGs lagen und nicht eingesehen werden konnten. Bevor die Deutschen von ihren Schusswaffen Gebrauch machen konnten, war das Erdgeschoss bereits vollständig im Besitz der Gardisten. Ein Drittel des Gebäudes wurde innerhalb von nur 20 Minuten gesäubert. Die im Keller eingeschlossenen Deutschen lehnten nach 26 Stunden Belagerung ein Ultimatum der Sowjetsoldaten ab und wurden schließlich durch die Explosion von Sprengladungen verschüttet und unter den Trümmern lebendig begraben.

#### Leutnant Dragans Rückzugsgefechte (20. bis 22. September 1942)

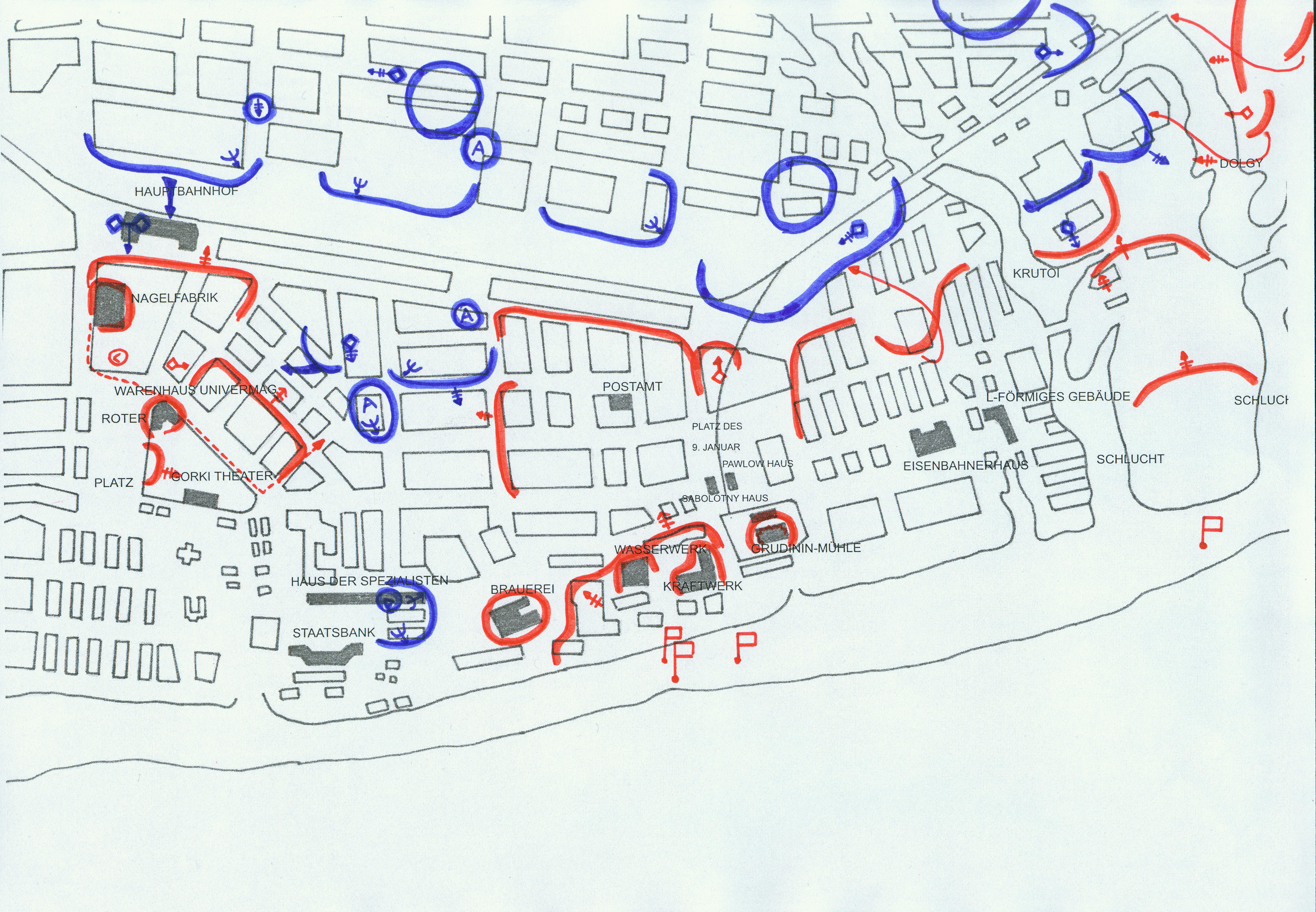
Frontverlauf Stalingrad-Mitte 21. September 1942

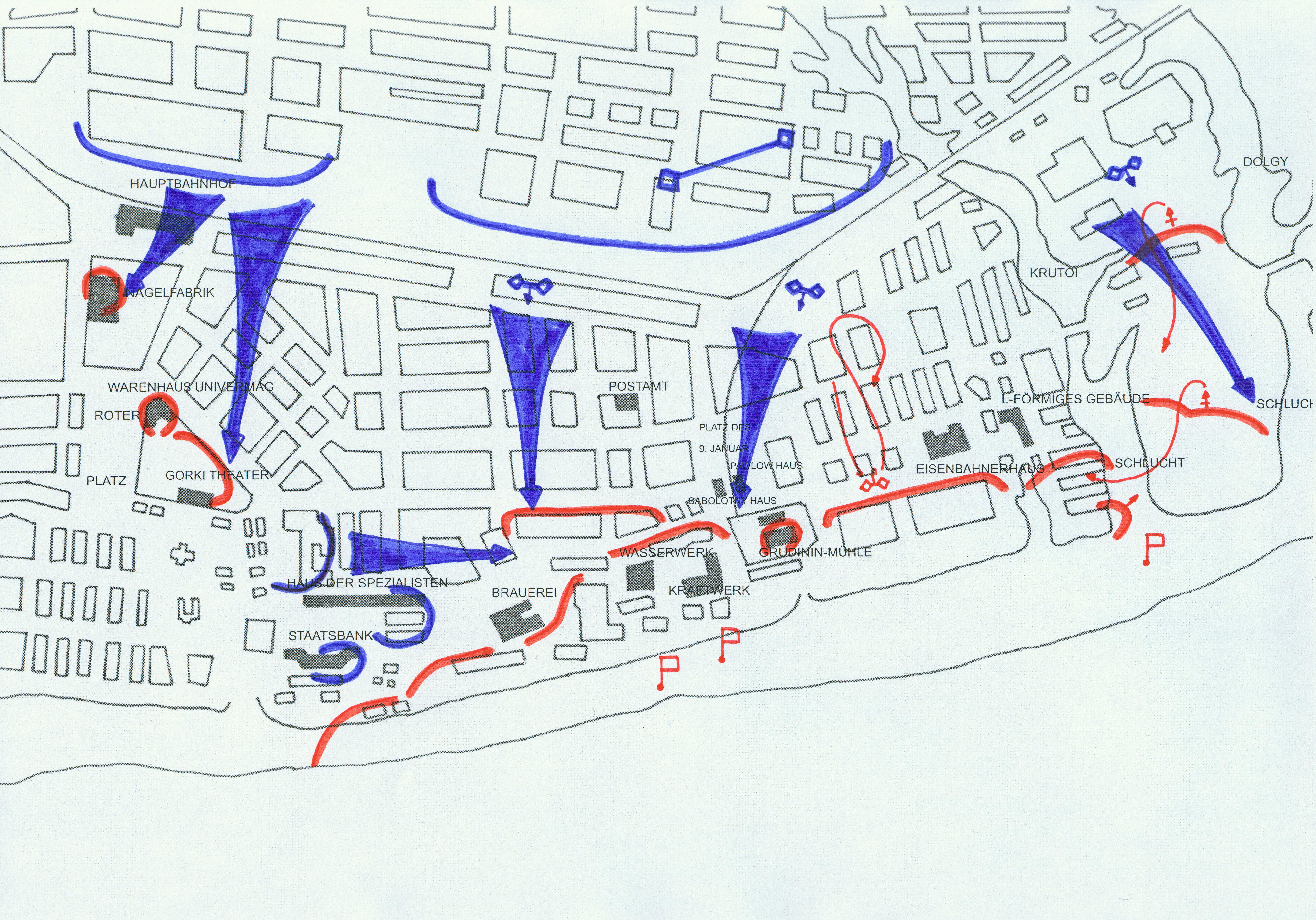
Frontverlauf Stalingrad-Mitte 22. September 1942

Während des 20. und 21. September 1942 wurde die Nagelfabrik mit starken deutschen Panzer- und Infanteriekräften angegriffen. Am Abend war das letzte sowjetische Bataillon in zwei Hälften zerschlagen. Ein Teil konnte sich erneut im zerstörten Bataillonsgefechtsstand im Kaufhaus Uniwermag verschanzen und den deutschen Angreifern eine Zeit lang heftigsten Widerstand leisten. Viermal wurde versucht, Entsatz über den Roten Platz zu den im Kaufhaus Uniwermag eingeschlossenen Einheiten zu schicken, was jedes Mal blutig abgewiesen wurde. Fedosejew und sämtliche Offiziere fielen bei diesem Versuch. Auch im Kaufhaus Uniwermag überlebte kein sowjetischer Verteidiger den deutschen Beschuss.
Leutnant Dragan konnte sich nicht länger in der völlig verwüsteten Nagelfabrik halten und zog sich mit seiner stark dezimierten Gruppe langsam aus dem Bahnhofsbezirk zurück. An der Straßenecke Krasnopiterskaja und Komsomolskaja bezog die 40 Mann starke Gruppe ein dreistöckiges Gebäude, verbarrikadierte dort Fenster und Türen und bereitete sich auf das zu erwartende Gefecht vor. Fünf Tage lang konnte Widerstand gegen vermehrte deutsche Angriffe geleistet werden, dabei wurden 28 sowjetische Soldaten schwer verwundet und in den Keller gebracht. Am Ende waren nur noch 12 Männer kampffähig, wobei noch zwei Gardisten desertierten. Der zähe Widerstand war beendet, als die schweren Maschinengewehre keine Munition mehr hatten und deutsche Panzer das Haus sturmreif schossen. Lediglich sechs Gardisten konnten auf die andere Seite der Wolga fliehen.
Die 71. ID säuberte die Zaritza- und Krutoi-Schlucht hinter dem Hauptbahnhof von liegengebliebenen sowjetischen Schützen. Die Südstadt Stalingrads geriet mittlerweile vollständig in die Hand der Deutschen, nur im Süden der Zaritza-Schlucht konnten sich eingeschlossene sowjetische Marineinfanteristen behaupten.

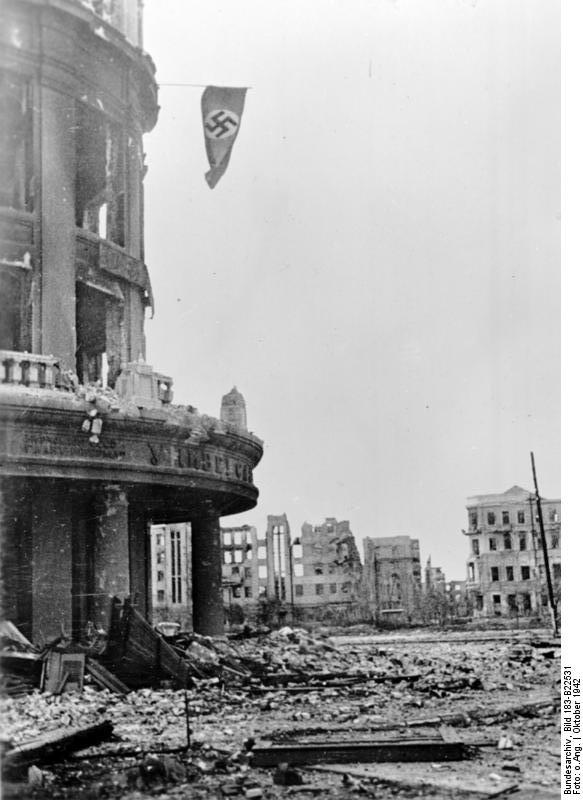
Die Ruine des Warenhauses Uniwermag

Am 21. September 1942 erreichte die 10.000 Mann (darunter 3000 Matrosen) starke 284. Schützen-Division aus Sibirien das westliche Wolgaufer. Ihr Kommandeur Oberst Batjuk erhielt den Auftrag, den Raum zwischen Stahlwerk „Roter Oktober“ und Mamajew-Hügel zu sichern und die 13. GSD zu entlasten. Ein verbundener Angriff aus Kampfflugzeugen, Panzern und Artillerie sollte die 13. Gardeschützen-Division vom Hauptkörper der 62. Armee abtrennen. Die 13. GSD musste sich am 22. September 1942 zwölf feindlicher Offensiven erwehren, am Abend waren die Gardeschützen an eine Position nördlich des Hauptfähranlegers zurückgedrängt. Soldaten der Wehrmacht des Infanterie-Regimentes 194 erreichten die Moskowskaja-Straße („Moskauer Straße“) in Nähe zum Wolgaufer und spalteten die 62. Armee in zwei Teile.

#### Endphase der Kämpfe in Stalingrad-Mitte (23. bis 28. September 1942)
Ein sowjetischer Gegenangriff der 284. SD und 95. SD auf Hauptfähranleger, Hauptbahnhof und Gleisanlagen wurde am 23. September 1942 abgewehrt. Der 6. Armee gelang es, den Korridor zum Wolgaufer dauerhaft zu sichern. Eine Truppeninspektion durch das OKH ergab, dass die Kompaniestärke bei der deutschen 295. und 71. Infanterie-Division aufgrund der hohen Verluste während der Gefechte teilweise auf 10 bis 15 Mann gesunken war. Insbesondere die hohen Verluste an Offizieren waren höchst bedenklich. Angriffe konnten nur unter Leitung eines Offiziers und Feuerschutz von mindestens einem Maschinengewehr erfolgen. Die Infanteristen waren dafür ausgebildet, zusammen mit Sturmgeschützen zu kämpfen; wurden diese ausgeschaltet und fehlte die Befehlsstruktur durch Offiziere, dann ließ die Wirksamkeit des Angriffes stark nach. Auch wurde die Versorgungslage der kämpfenden Truppen durch die schwierigeren Verbindungswege zusehends angespannter.
Die Kämpfe in Stalingrad-Mitte ebbten ab und die 62. Armee nutzte die verminderte Kampftätigkeit, um die Lage zu sondieren und nach versprengten Einheiten zu suchen. Das Gorki-Theater und die Parteigebäude um den Roten Platz standen kurz vor der Eroberung. Ein sowjetischer Infanteriezug des 42. GSR eroberte ein freistehendes vierstöckiges Gebäude am südlichen Ende des Platzes des 9. Januar in der Penzenskaja Straße, ungefähr 300 Meter von der Wolga entfernt. Während der Kämpfe fiel der Zugführer und wurde von Feldwebel Pawlow ersetzt. Die Gruppe richtete sich in dem Gebäude, welches später als Pawlows Haus bekannt wurde, zur Verteidigung ein. Bei Panzerangriffen zogen sich die Gardisten in den Keller oder ins Dachgeschoss zurück, wo sie von Panzergranaten nicht erreicht werden konnten. 58 Tage konnten sie erfolgreich der deutschen Übermacht standhalten.
In einem Park in Nähe des Hauptbahnhofs wurde das 272. NKWD-Regiment (10. NKWD-Division) eingeschlossen und vernichtet.
Am 27. September nahm das LI. Armeekorps das Parteigebäude der Kommunistischen Partei am Roten Platz und hisste die Reichskriegsflagge. Dieses Ereignis wurde in der Wochenschau gezeigt und als kurz bevorstehender Sieg gefeiert. Hitler plante bereits eine öffentliche Rede in Berlin über die Eroberung Stalingrads.
Von jetzt an verlagerte sich die Schlacht allmählich in die Arbeitersiedlungen der Stalingrader Industriekomplexe.

#### Bilanz

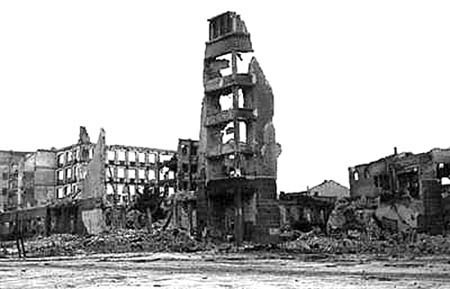
Zerstörte Innenstadt

Die Wehrmacht verlor nach den Angaben Tschuikows
am 15. September 1942 2.000 Soldaten und 8.000 bis 10.000 in der Zeit zwischen dem 13. – 15. September 1942, außerdem wurden 54 deutsche Panzer vernichtet. Die sowjetischen Verluste sind nicht genau bekannt, übertrafen die deutschen jedoch um ein Vielfaches. Die 6. Armee verbrauchte in den Septemberkämpfen über 23 Mio. Gewehrpatronen und 750.000 Mörsergranaten – Munition, die bei späteren Operationen fehlte. Die extrem hohen Verluste der 71. ID infolge der Häuserkämpfe in der Innenstadt wurden in einer Statistik des Oberkommandos des Heeres (OKH) am 19. September 1942 dokumentiert: IR 191: 377, IR 194: 304 und IR 211: 392 Gefallene. 50 % der Verluste kamen nach Angaben des OKH durch Artilleriebeschuss zustande.
Der spätere Brigadegeneral der Bundeswehr und Kommandeur der Panzergrenadierbrigade 31 Gerhard Münch erinnerte sich an die Häuserkämpfe in Stalingrad-Mitte:

„Ich habe als Hauptmann das Bataillon geführt, das beim Angriff auf Außenbezirke den Durchbruch zur Wolga in der Nähe des Hauptbahnhofs erreicht hat – aber um welchen Preis! Ich habe das psychisch bis heute nicht alles überwunden, die unglaubliche Brutalität des Straßenkampfes, das kann man nicht mehr abschütteln.“

Münch war der einzige Überlebende des III. Bataillons in der Schlacht von Stalingrad.
Die vierstöckige Getreidemühle mit ihren zahlreichen Einschusslöchern, die von der Intensität der Kämpfe um Stalingrad-Mitte zeugen, wurde auf Wunsch der Stalingradveteranen in ihrem ursprünglichen Zustand belassen und ist heute neben dem Mamajew-Hügel Denkmal und Museum der Schlacht um Stalingrad.

### Mamajew Kurgan

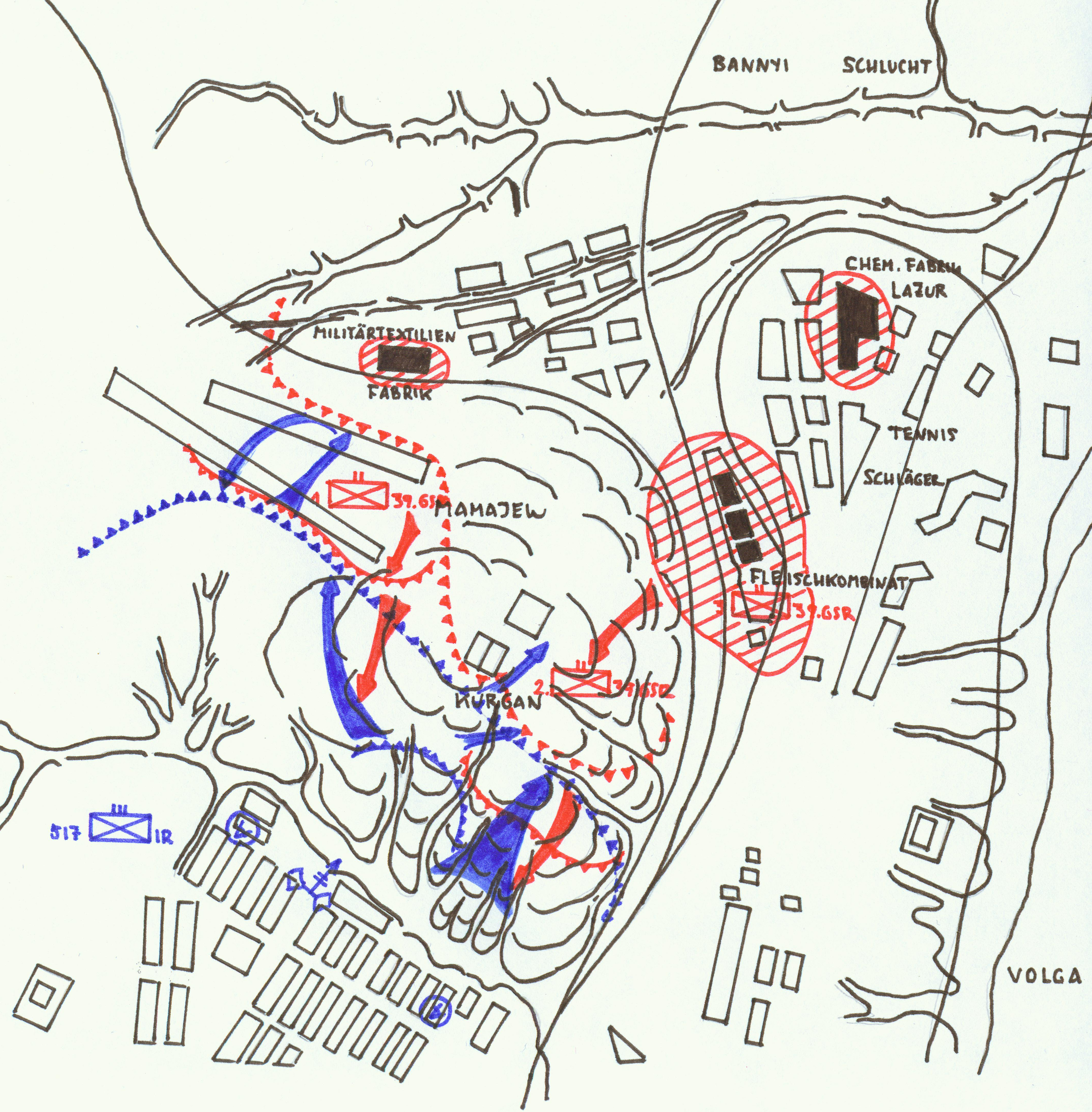
Mamajew-Hügel 16. bis 17. September 1942

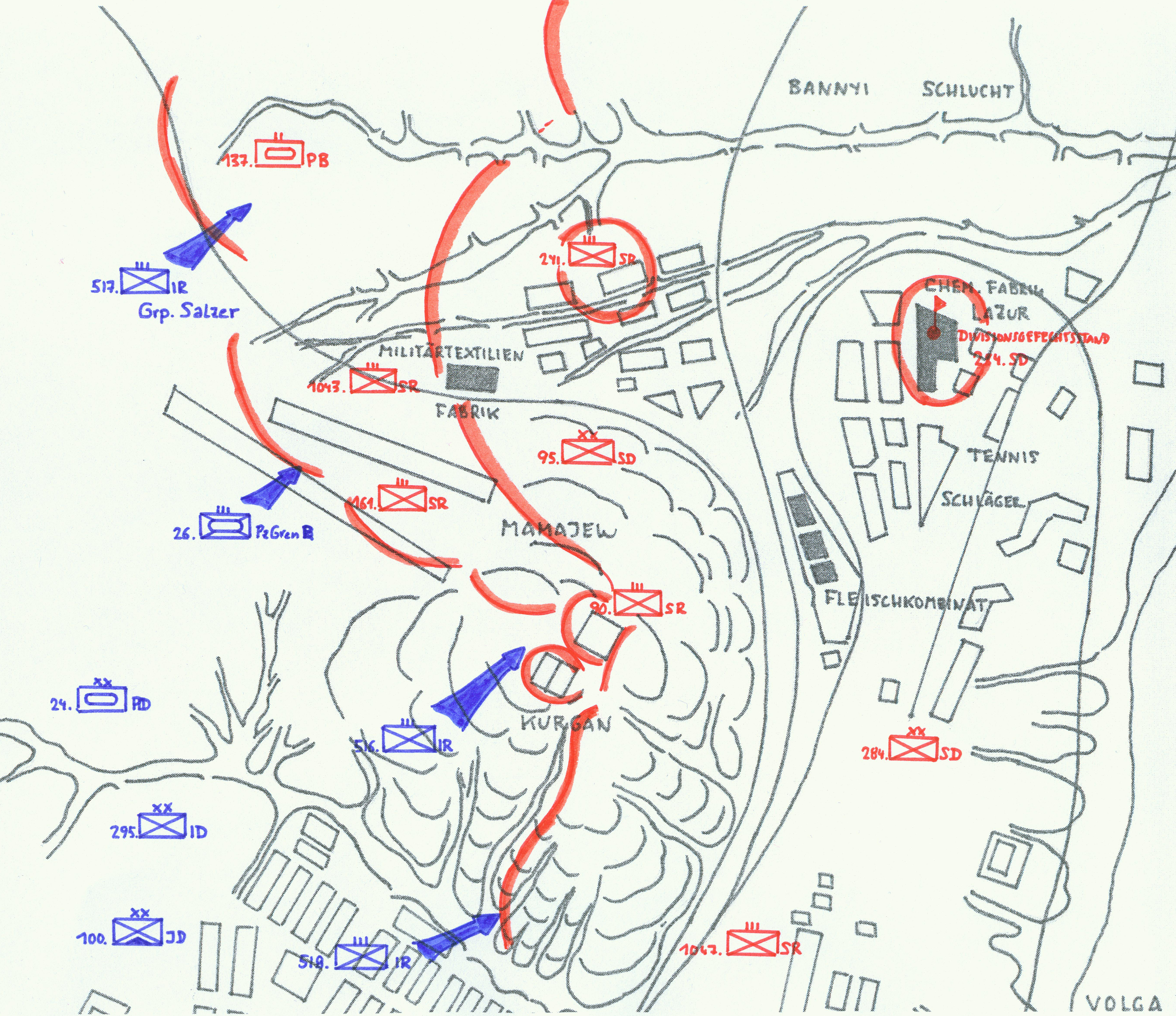
Mamajew-Hügel 20. September bis 5. Oktober 1942

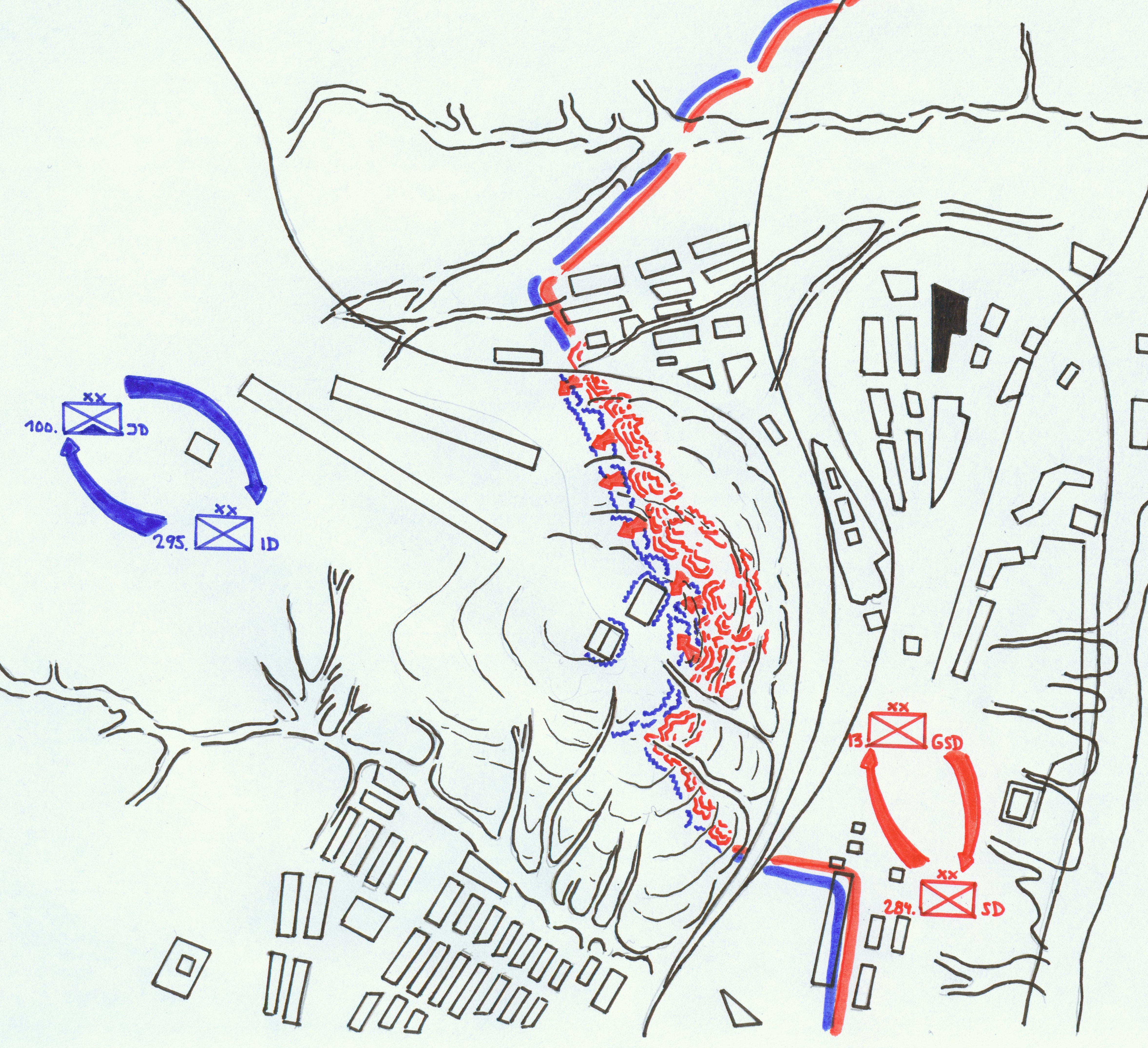
Sowjetische Stellungen auf dem Mamajew-Hügel

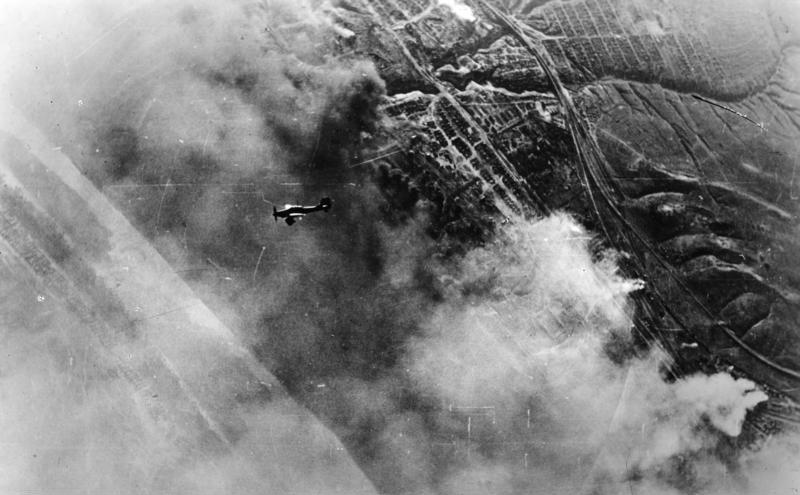
Stuka über Stalingrad, rechts der Mamajew-Hügel

Der Mamajew-Hügel (russisch Mamajew Kurgan Мамаев курган, auch Mamai-Hügel und auf deutschen Gefechtskarten als Höhe 102 bezeichnet) war einer der zentralen Punkte im Verteidigungsverbund Stalingrads, da von dort aus die sowjetischen östlichen Wolgastellungen mit Artillerie beschossen werden konnten. Für beide Konfliktparteien bedeutete die Einnahme des Hügels einen großen taktischen Gewinn beim Zugang auf Innenstadt, Arbeitersiedlungen und Wolgaufer.
Am 13. September 1942 erwartete ein NKWD-Bataillon den Großangriff der deutschen 295. Infanterie-Division (IR 516 im Süden, IR 517 im Zentrum und Grp. Salzer im nördlichen Sektor) in stacheldrahtbewehrten Schützengräben. Aufgrund von schwerem flächendeckenden Artilleriebeschuss musste Tschuikows Hauptquartier der 62. Armee am Mamajew-Hügel aufgegeben und in den sogenannten Zaritzyner Unterstand verlegt werden. Obwohl die Vorwärtsbewegung durch Minenfelder und Stacheldrahtverhau stark behindert wurde, meldete die 295. Infanterie-Division um 12 Uhr die Einnahme des Mamajew-Hügels, erlitt dabei jedoch in den Schützengräben schwerste Verluste im Nahkampf.
Ein weiteres NKWD-Schützenbataillon erhielt den Befehl den Mamajew-Hügel zurückzuerobern, was jedoch nur teilweise gelang. Um die sowjetischen Verteidigungsstellungen zu zermürben, wurden schwere Luftangriffe gegen den Mamajew-Hügel und die als „Tennisschläger“ bezeichnete Eisenbahnschleife am Fuße der Höhe geflogen.
GSR 42 unter Oberst Jelin erhielt den Auftrag, Mamajew-Hügel und „Tennisschläger“ um jeden Preis zurückzuerobern und kämpfte sich von der Linie Hauptbahnhof bis zum Südabhang des Hügels vor. In der Dämmerung konnten die mittlerweile fast völlig aufgeriebenen NKWD-Einheiten am Mamajew-Hügel von zwei Bataillonen des 42. GSR und 416. Schützen-Regiment (SR) / 112. Schützen-Division unter schweren Mörser-Sperrfeuer abgelöst werden. Granattrichter und Bombenkrater dienten den Gardeschützen als Schützenlöcher, die zu einem Stellungssystem verbunden wurden. Nach sowjetischen Darstellungen nahm Hauptmann Kirin die Positionen der Deutschen auf dem Nordabhang, während sich das 416. Regiment auf dem Nordostabhang zur Hügelspitze vorarbeitete. Leutnant Wdowitschenko und 30 Mann seines Infanteriezuges nahmen die Hügelspitze im Nahkampf, dabei überlebten nur sechs Soldaten. Deutsche Luftangriffe und ein kombinierter Gegenangriff von Infanterie und Panzern konnten die Sowjetsoldaten nicht mehr aus ihren Stellungen werfen. Zwei Panzer wurden bei diesem Angriff vernichtet.

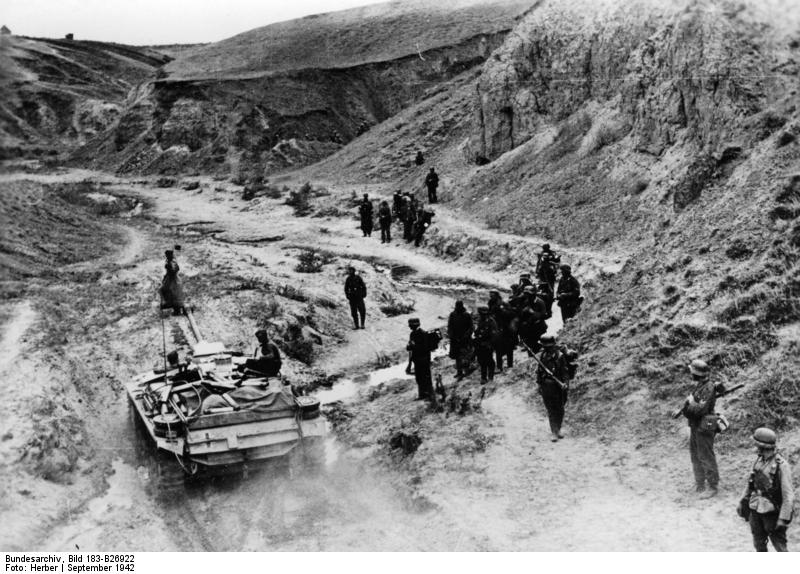
Deutsche Infanterie mit Sturmgeschütz in Bereitstellung

Vom 15. bis 17. September 1942 nahm die Intensität der Gefechte am Hügel zu, es war teilweise unbestimmbar, wer die Kontrolle über den taktisch wichtigen Punkt hielt. Im Gegensatz zum Gefecht am Getreidesilo von unten nach oben, wurden die Kämpfe am Mamajew-Hügel aus deutscher Sicht bergab geführt, um die stark befestigten sowjetischen Stellungen am Osthang zu nehmen. Am 16. September 1942 eroberte das 42. Gardeschützenregiment der 13. Gardeschützen-Division unter Oberst Jelin in einem chaotischen und völlig unübersichtlichem Gefecht den nördlichen Teil des Mamajew-Hügels vom IR 518 zurück. Das 42. GSR (Jelin) und die Überreste der 112. Schützen-Division (Sologub) errangen einen Geländegewinn von 100 bis 150 Metern und konnten sich auf der Hügelkuppe des Mamajew-Hügels festsetzen. Da die deutschen Bemühungen nicht nachließen, entstand eine Pattsituation zwischen den Kontrahenten an der Hügelkuppe. Die 95. Schützen-Division verstärkte am 19. September 1942 die stark abgenutzte sowjetische Verteidigungslinie, und einen Tag später erreichte die 284. Schützen-Division den Mamajew-Hügel.
Am 22. September 1942 mussten Wuthmanns IR 516 und 518 ihre Vorstöße mit Flammenwerfern und geballten Ladungen gegen die Schützengräben und Erdbunker der 95. und 112. SD wiederholen, da Paulus dies als kompromisslose Vorbedingung für die bevorstehende Offensive auf den Industriebezirk ansah und somit die rechte Flanke des LI. Armeekorps deutlich entlastet werden würde. Hierzu wurden IR 517 und Kampfgruppe Sälzer (24. PD) zur Unterstützung mobilisiert. Trotz konzentrierter Luftschläge bei klarem Wetter konnten die Schützengräben der Roten Armee nicht zerstört werden, welche ihrerseits mit Mörser-, Artillerie- und Raketenwerferfeuer antworteten. Nach schwersten Feuergefechten drückten IR 516 und 517 Gorishnys Division langsam gegen den südlichen Hügelabhang. Erst die neu eingetroffenen Schützenregimenter 1047 und 1045 der 284. SD verhinderten den totalen Verlust der tatarischen Grabstätte. IR 516 konnte die Verteidigungsstellungen der 95. SD auf der Hügelspitze nicht knacken, während das 26. Panzergrenadier-Regiment am Westabhang bereits im Abwehrkampf lag.
Am 26. September 1942 löste die 100. Jäger-Division der Wehrmacht die angeschlagene 295. Infanterie-Division ab, welche gegen den „Tennisschläger“ eingesetzt wurde. Die 100. Jäger-Division drang ebenfalls in den „Tennisschläger“ ein und nahm dabei zwei Drittel der Fleischfabrik. Am 27. September 1942 verblieb der Mamajew-Hügel zur Hälfte nach anfänglichen Teilerfolgen bei der Einnahme der Flugpiste und des Schießstandes auf der Nordwestseite in deutschem Besitz, nur der Osthang wurde von der 284. Schützen-Division (Oberst Batjuk) unvermindert hartnäckig verteidigt. Es wird vermutet, dass an diesem Höhenzug bis zu 30.000 Soldaten beider Seiten im Laufe der Schlacht starben. Bei einem einzigen Gegenangriff der Roten Armee soll ein Tagesverlust von 10.000 Soldaten entstanden sein.

### Eroberung des Getreidesilos

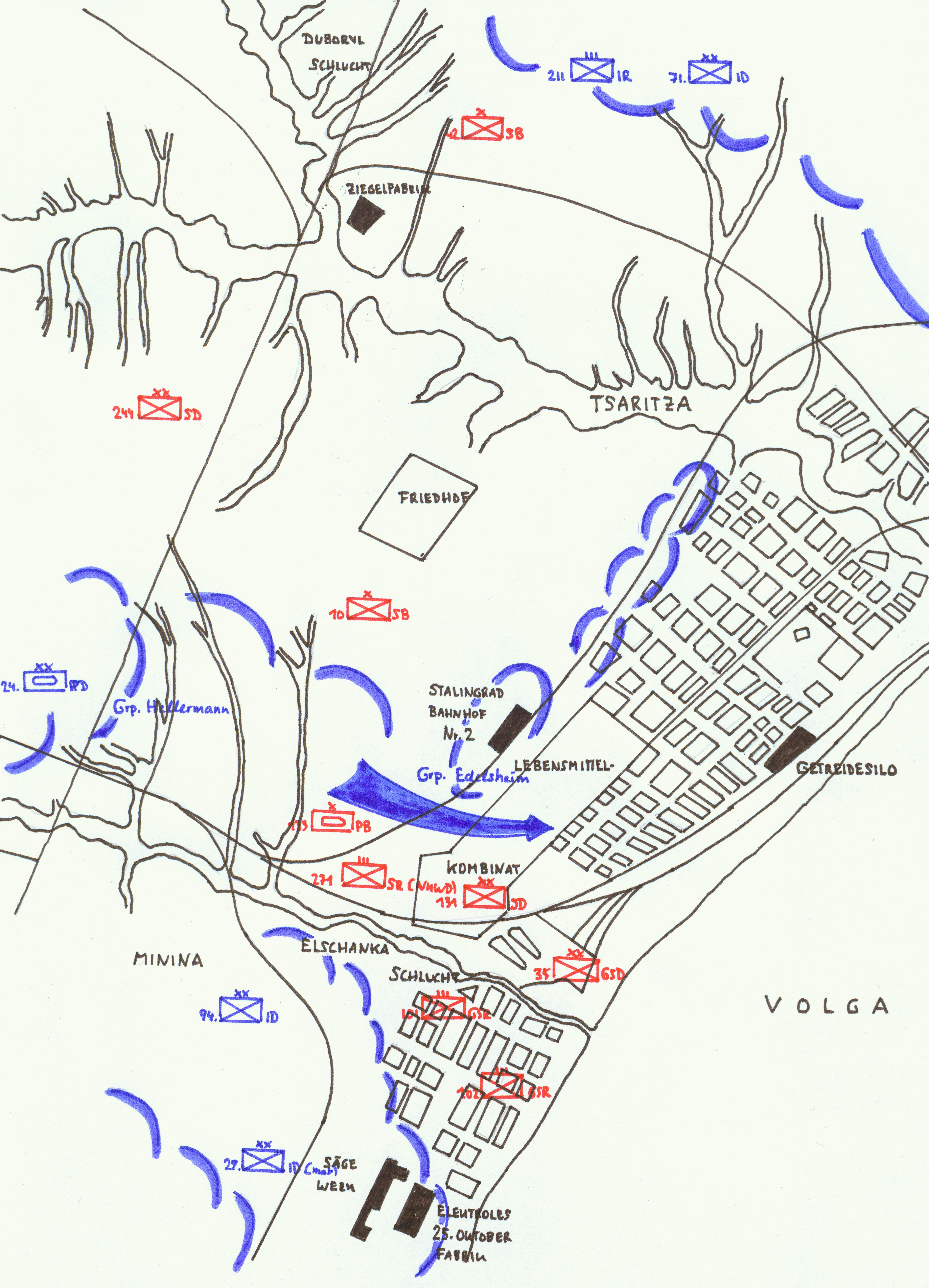
Stalingrad Südstadt Vormarsch auf das Getreidesilo am 15. September 1942

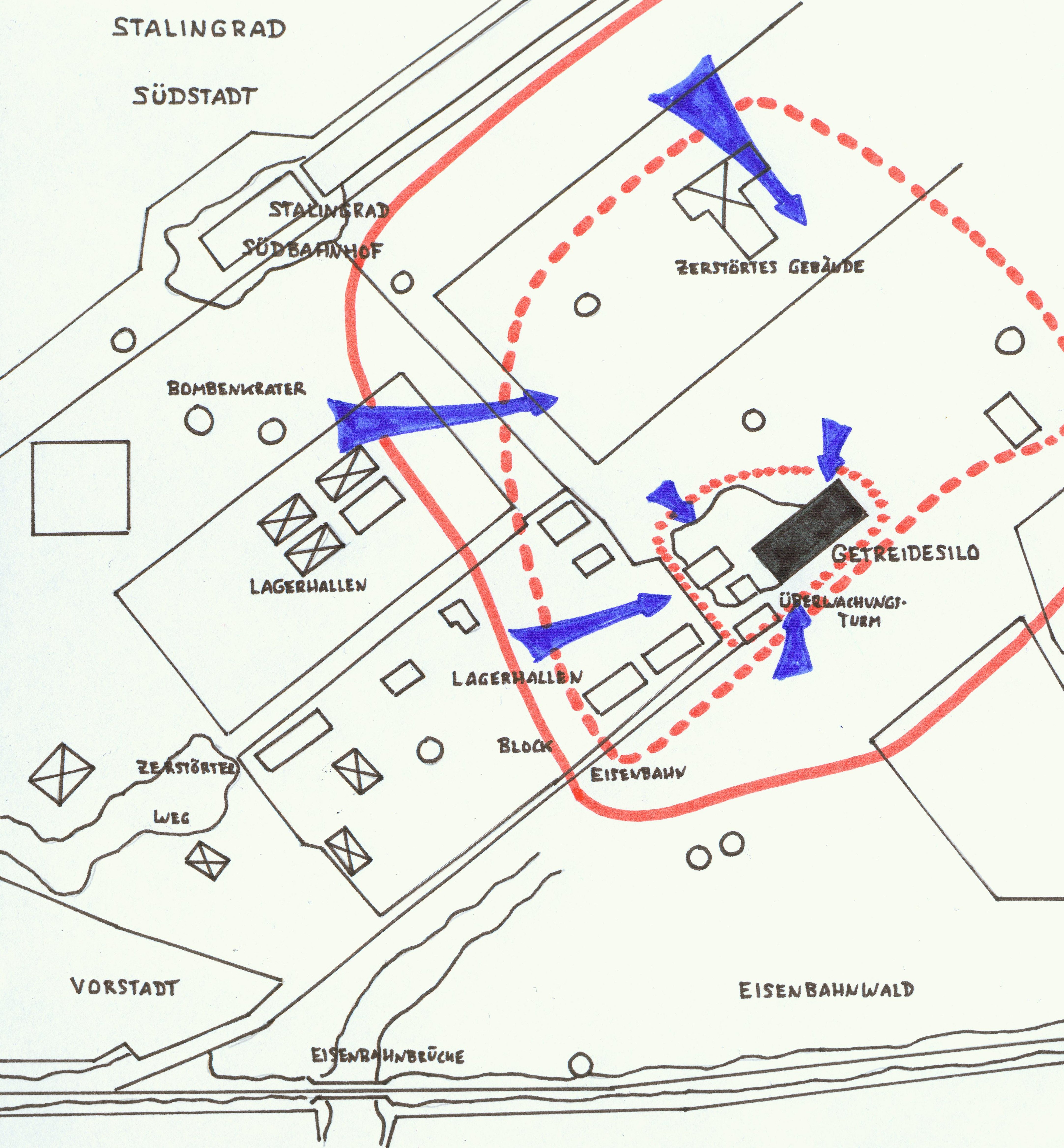
Getreidesilo deutscher Vormarsch

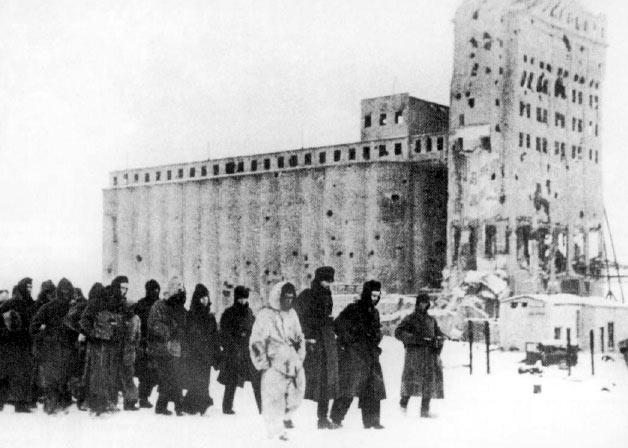
Getreidesilo von Stalingrad

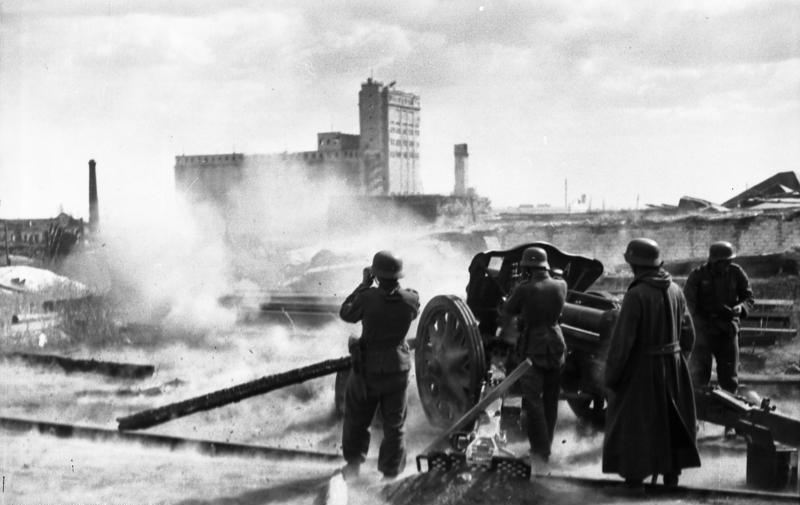
Artilleriebeschuss auf das Getreidesilo

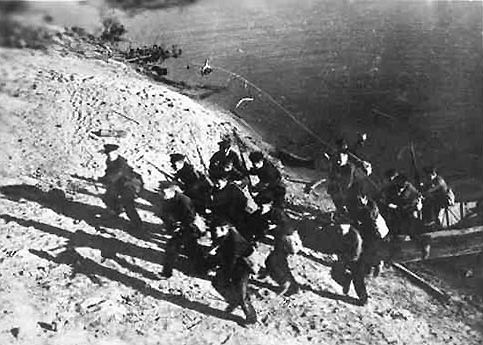
Sowjetische Marineinfanteristen landen am Wolgaufer

Das Getreidesilo (russ. Elewator Stalingrada, Элеватор Сталинграда) stellte eines der höchsten Gebäude Stalingrads dar und galt als taktisch bedeutsamer Beobachtungspunkt, von dem aus alle wichtigen Zugänge im Süden der Stadt kontrolliert werden konnten. In einem Bericht der 94. Infanteriedivision heißt es:

„Dieser 90 m lange, 50 m breite und 35 m hohe Betonklotz überragte das ganze Stadtgebiet und war von den Russen mit M.G., Granatwerfern und Scharfschützen besetzt.“

Die 14. Panzer-Division trennte im schnellen Vorstoß die in der Südstadt stationierte 35. GSD (Oberst Dubyanski) vom Rest der 62. Armee ab und die 94. Infanterie-Division griff in den südlichen Vorstädten die Eisenbahnlinie in Richtung Wolgaufer an. Die Kämpfe begannen am 15. September 1942, als sich 50 Gardeschützen der 35. GSD in der Wellblechkonstruktion des Seitenturms verschanzten. Am 17. September 1942 waren nur noch 30 Gardisten am Leben. Sie wurden nachts durch einen 18 Mann starken Zug Marineinfanteristen (92. Spezial-Infanterie Brigade, genannt „Seeteufel“) unter Leutnant Andrej Chojsjanow verstärkt. Die Marineinfanteristen waren mit PM-1910-Maschinengewehren und Degtjarjow-PTRD-Panzerbüchsen bewaffnet und richteten sich für eine längere Belagerung ein.
Am 17. September 1942, als die Schlacht in der Südstadt ihren Höhepunkt erreichte, befand sich das IR 276 und später auch das IR 274 im Kampf um das Getreidesilo und die befestigten Gebäude östlich der Bahnlinie. Der Kommandierende General des XXXXVIII. Panzerkorps Werner Kempf beschwerte sich, dass das Getreidesilo nicht schon beim ersten Vorstoß der 24. Panzer-Division genommen wurde.
Am 18. September 1942 wurden im Laufe des Tages zehn Angriffe von Stoßtrupps der 94. ID, 14. PD und 29. ID (mot.) erfolgreich abgewehrt. Tagsüber wurde von der höchsten Stelle des Betonkomplexes verteidigt und nachts eine Rundumsicherung gelegt.
Vom 18. bis 25. September 1942 waren die 94. ID und 29. ID (mot.) mit der schwierigen Aufgabe beauftragt, jedes einzelne von nur wenigen Sowjetsoldaten verteidigte Widerstandsnest zwischen Eisenbahnlinie, Konservenfabrik und Wolgaufer oft im Nahkampf niederzukämpfen. Der Vormarsch löste sich in eine Unzahl kleiner lokal begrenzter hartnäckiger Feuergefechte auf. Beim Getreidesilo verdichteten sich die Kampfhandlungen und die 94. ID musste Teile der 24. PD zur Feuerunterstützung anfordern.
Deutsche Artillerie bereitete das Gelände mit einem massiven Granatenbeschuss für den Bodenangriff vor, dabei wurde das Getreide in Brand gesetzt. Am 20. September 1942 formierten sich die Panzerverbände der 14. PD vor dem Gebäude und die Munition der Sowjetsoldaten wurde knapp, darüber hinaus fielen die beiden schweren Maschinengewehre aus. Die Bedingungen für die Verteidiger wurden durch die starke Qualmentwicklung im Inneren und fehlendes Wasser unerträglich. Mehrere Kapitulationsangebote wurden abgelehnt. Choisjanow ließ die Verwundeten zurück und unternahm einen Ausbruchsversuch, um Wasservorräte zu besorgen, dabei geriet seine Gruppe in Kriegsgefangenschaft.
In dem Bericht der 94. Infanteriedivision heißt es:

„Trotz Einsatz schwerster Waffen (21-cm-Mörser, 8,8cm-Flak und Stuka-Bomben schweren und schwersten Kalibers) gelingt es nicht, die Besatzung des Silos niederzuzwingen“

Am 21. September 1942 rissen Bombentreffer Mauerdurchbrüche im Westen des massiven Betonkomplexes und den Soldaten des IR 267/94. ID gelang es, in das Innere einzudringen. Dabei musste der Treppenaufgang und jedes Stockwerk einzeln im Nahkampf, d. h. mit Maschinenpistolen, Messern und Klappspaten, freigekämpft werden. Oberst Dubyanski schilderte die Kämpfe:

„Die Lage hat sich verändert. Zuerst waren wir im oberen Teil des Silos und die Deutschen im unteren. Dann haben wir sie unten hinausgeworfen. Dafür sind sie oben eingedrungen. Jetzt wird im oberen Teil gekämpft.“

Das Getreidesilo war eines der ersten Gebäude in der Schlacht um Stalingrad, in dem eine Mehrfachbesetzung gleichzeitig durch deutsche und sowjetische Infanteristen stattfand und in dem auf verschiedenen Ebenen gekämpft wurde.
Gefeuert wurde häufig nur auf Stimmen des Gegners, da der Qualm die Sicht nahm.

„Wir hörten das Atmen des Feindes und jede seiner Bewegungen, konnten ihn im dichten Rauch aber nicht sehen. Deshalb schossen wir auf Geräusche.“

Die dramatische Nahkampferfahrung während der extrem harten Gefechte im Getreidesilo traumatisierte die deutschen Infanteristen und ließen die Hoffnung auf eine schnelle Eroberung Stalingrads schon in der Anfangsphase der Schlacht schwinden:

„Wenn alle Gebäude in Stalingrad so verteidigt werden, dann wird keiner unserer Soldaten nach Deutschland zurückkehren. Unsere Soldaten haben noch nie so bittere Gefechte erlebt.“

In dieser Phase erlitten die deutschen Angriffsverbände hohe Verluste und die Mannschaftsstärken der Kompanien reduzierte sich teilweise auf 60 Mann. Als das Getreidesilo am 23. September 1942 vollständig erobert wurde, fanden die Deutschen 40 gefallene Rotarmisten. Carell schildert, dass Infanteristen und Pioniere des IR 71/29. ID (mot.) den Zugang zum Getreidesilo aufsprengten und tote sowjetische Soldaten entdeckten, die durch Explosionen getötet wurden, verbrannten oder erstickten. Die Eingänge zum Getreidespeicher waren zugemauert, um weitere Ausbruchsversuche zu verhindern. Der Weizen, der aus dem brennenden Speicher gerettet werden konnte, diente der 6. Armee später als wichtige Nahrungsreserve.
Ähnlich wie der Narvikschild sollte ein Emblem die Stalingradkämpfer an die Eroberung des Getreidespeichers als Kampfauszeichnung erinnern. General Paulus beauftragte die Propagandakompanie 637 und den Künstler Ernst Eigner mit dem Entwurf. Ein erster Entwurf, welcher die Ruinen der Stadt und das Gesicht eines toten Soldaten zeigte, wurde vom OKW als „wehrkraftzersetzend“ abgelehnt, daraufhin wurde auf Anregung von Paulus die Silhouette des Getreidespeichers mit den Worten „Stalingrad“ und „Wolga“ angefertigt und sollte als Ärmelschild auf die Uniformen aufgenäht werden.

### Kampf um die Industriekomplexe

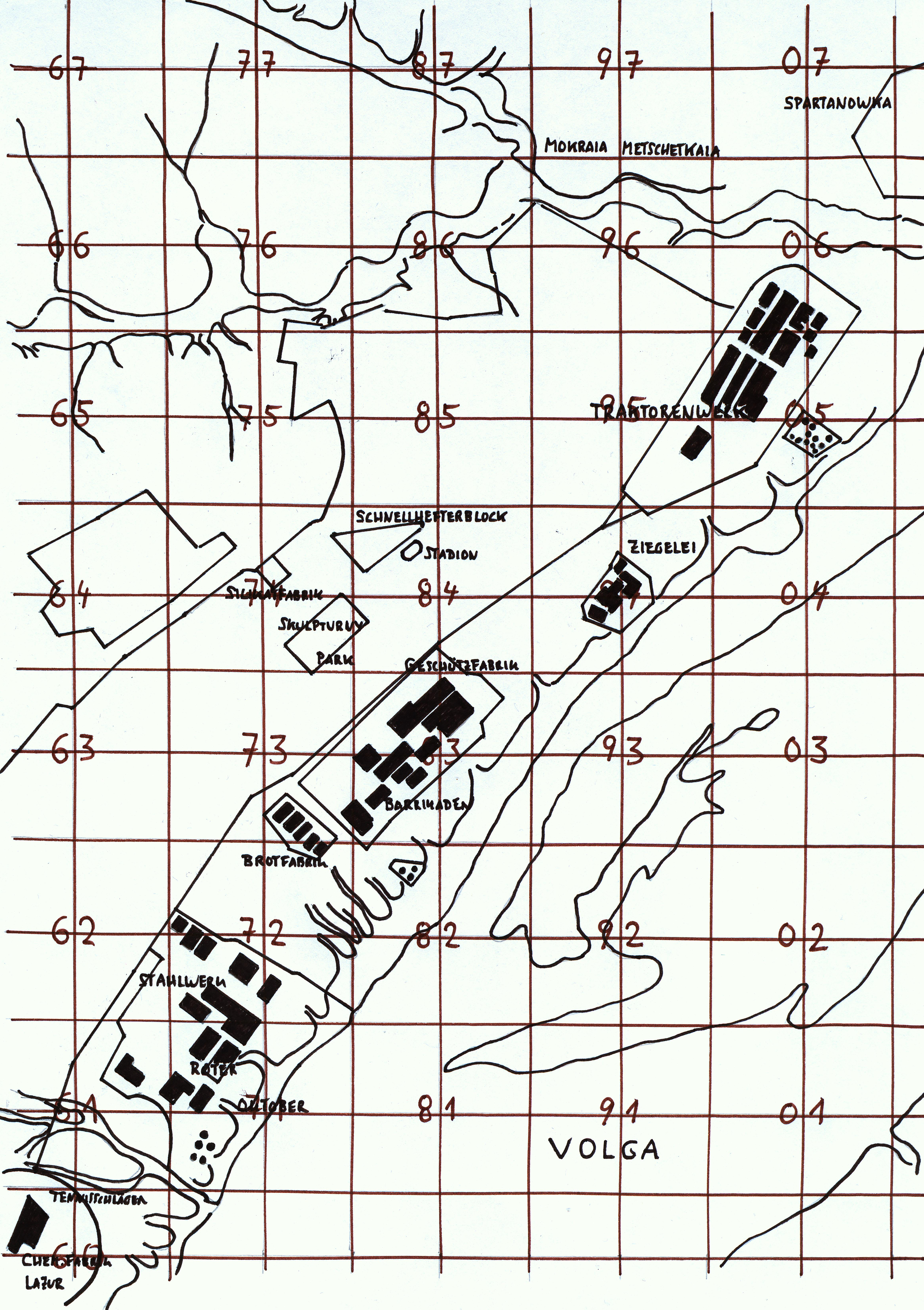
Stalingrad Industriekomplexe Einteilung in Planquadrate

Stalingrad war einer der wichtigsten Industriestandorte im Süden der Sowjetunion und für die Rüstungsproduktion der Roten Armee von entscheidender Bedeutung. Die Bombardierung Stalingrads schränkte die Produktion in den Industrieanlagen zwar stark ein, jedoch wurden noch während der Kampfhandlungen in der Geschützfabrik „Barrikaden“ 76-mm-Geschütze hergestellt und im Stahlwerk „Roter Oktober“ Raketenwerfer.
Bereits Ende September 1942 verlagerte das Oberkommando der 6. Armee den Angriffsschwerpunkt in die Industriekomplexe im Norden der Stadt. Stalingrad-Mitte war bis auf wenige sowjetische „Häuserfestungen“ (u. a. Pawlows Haus) fast vollständig unter deutscher Kontrolle, nur im Norden war die Entscheidung um das Areal des taktisch bedeutsamen Mamajew-Hügel noch nicht gefallen. Vereinzelte Versuche, am 23. September 1942 den benachbarten „Tennisschläger“ oder die Chemische Fabrik „Lazur“ zu nehmen, scheiterten trotz großer Verluste auf sowjetischer Seite.
Die 284. Schützendivision löste die 13. Gardeschützen-Division auf dem Mamajew-Hügel ab und hielt trotz anhaltenden Artilleriefeuers ihre Stellungen in den Laufgräben am Süd- und Osthang, die Hügelspitze verblieb im Besitz der 295. Infanterie-Division. Nördlich davon richteten sich die 39. Gardeschützen-Division, 194. und 308. Schützen-Division Schützengräben zur Verteidigung des Westzuganges zu den Fabriken „Roter Oktober“ und „Barrikaden“ ein. Dort entstand unter Tarnmaßnahmen eine zweite Frontlinie, die Kämpfe am Mamajew-Hügel sollten von dem Stellungsbau im Norden ablenken. Im Bereich des Traktorenwerkes erreichten die 112. Schützen-Division und die 37. Gardeschützen-Division unter General Wiktor Scholudjew das westliche Wolgaufer. General Tschuikow musste nach Wegnahme des Wolgafähranlegers in Stalingrad-Mitte neue Flussübergänge im Norden improvisieren, um die Mannschaftsstärke seiner Divisionen in den Fabriken zu erhöhen. Aufgrund des starken deutschen Artilleriefeuers waren diese Manöver nur nachts möglich und waren infolge deutscher Artillerie- oder Sturzkampfbomberangriffe mit hohen Verlusten verbunden. Bis Oktober 1942 konnten etwa 100.000 Soldaten über die Wolga verschifft werden. Allein im September 1942 verlor die 62. Armee in Stalingrad etwa 80.000 Soldaten, am westlichen Ufer der Wolga waren nur noch 53.000 Männer kampffähig.
General Tschuikow erhielt über seine Spähtrupps Kenntnis über deutsche Truppenbewegungen im Industriebezirk. Am 9. Oktober meldeten seine Aufklärer, die sich in einem leeren Kohle-Eisenbahnwagon zwischen Mamajew-Hügel und Stahlwerk „Roter Oktober“ verbargen, das Verlegen von Feldgeschützen, Granatwerfern und Munition an das Hauptquartier der 62. Armee. Die deutschen Angriffspläne auf die Fabriken waren somit nicht länger geheim.
Paulus forderte von der Heeresgruppe B Ersatz über seine ausgefallenen 40.000 Soldaten an. Abgezogen und bereitgestellt werden konnte lediglich die 14. Panzer-Division und die 29. Infanterie-Division (mot).
Die sowjetischen Luftstreitkräfte errangen ab Mitte Oktober 1942 die nächtliche Lufthoheit über Stalingrad. Die zunehmenden Luftangriffe demoralisierten die erschöpften deutschen Soldaten und nahmen ihnen permanent die Nachtruhe. Besonders gefürchtet waren Angriffe aus sowjetischen Polikarpow-Po-2-Doppeldeckern (Кукурузник, russ. Kukurusnik), die wegen ihres Geräusches „Nähmaschinen“ oder „Kohlenschipper“ genannt wurden und gezielt nachts deutsche Unterstände bombardierten.

#### Ausweitung der Angriffsoperationen auf die Arbeitersiedlungen (27. September bis 7. Oktober 1942)

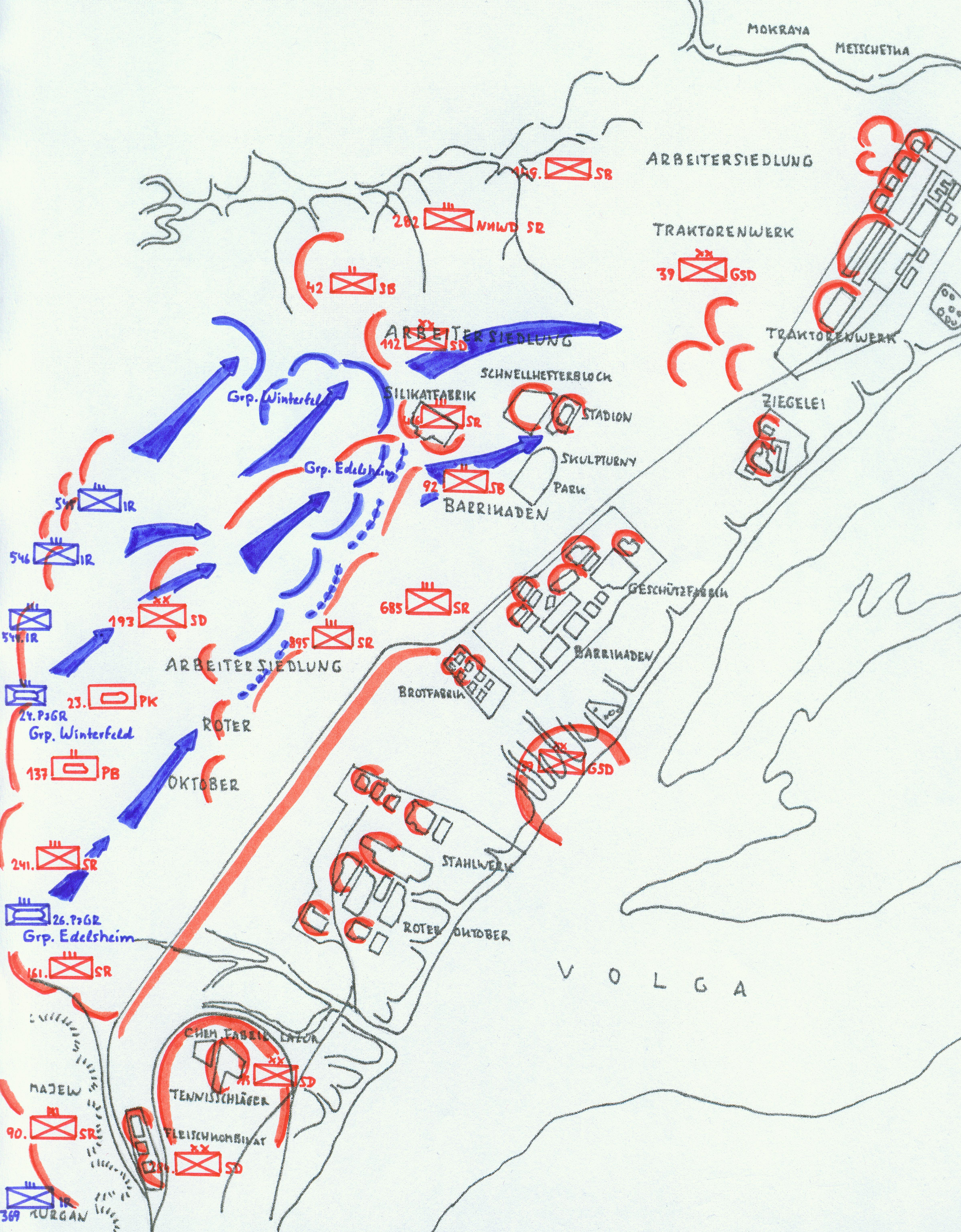
Deutsche Angriffe auf die Arbeitersiedlungen

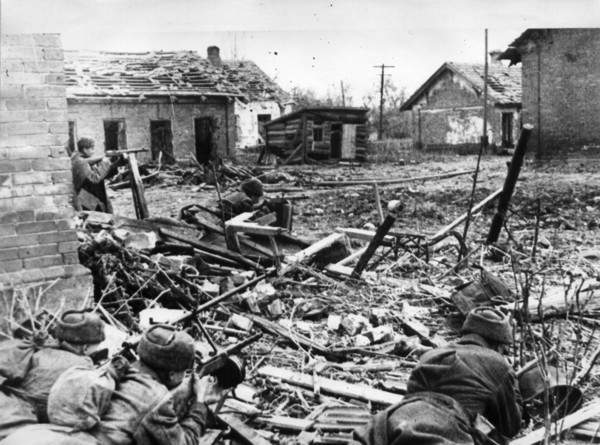
Rotarmisten bei der Verteidigung der Arbeitersiedlungen

Die 24. Panzer-Division, 100. Jäger-Division und 389. Infanterie-Division wurden am 26. September 1942 nach Norden in die Industriebezirke verlegt, um einen Gegenangriff der Roten Armee zu begegnen. Die Gruppe Edelsheim (Oberst Reichsfreiherr Maximilian von Edelsheim, Kommandeur des Panzergrenadier-Regiments 26/24. PD) und Gruppe Winterfeld (Major Hild-Wilfried von Winterfeld, Kommandeur I/PzRgt. 24/24. PD) gingen gegen feindliche Stellungen entlang der Eisenbahnlinie im Buschgelände vor der Arbeitersiedlung „Roter Oktober“ nördlich vom Mamajew-Kurgan vor. Die 284. SD unter Oberst Batjuk hatte den Auftrag, die Panzersperren um die Dolgi-Schlucht zu verteidigen. Die 112. SD sollte das deutsche Vordringen in die Arbeitersiedlungen „Roter Oktober“ und „Barrikaden“ verhindern und die befestigten Gebäudefestungen in der Schule Nr. 20 und im Badehaus an der Kreuzung Kasachija und Dublinskaja Straße halten. Nach deutschen Teilerfolgen eroberten Rotarmisten die Geländegewinne der Deutschen nachts wieder zurück und konnten sich in der Kantine, im Badehaus und in der Schule Nr. 5 festsetzen.
Der deutsche Großangriff am 27. September 1942 auf die Arbeitersiedlung „Roter Oktober“ und die Erfolge am Mamajew-Kurgan, wo Luftangriffe das Stellungssystem der 95. SD dem Erdboden gleichmachten und kurzzeitig die Kontrolle über den Hügel übernommen werden konnte, brachte die 62. Armee in schwere Bedrängnis. Gleichzeitig konnten die Minenfelder in der Arbeitersiedlung „Barrikaden“ überwunden werden und der Druck auf die sowjetische Verteidigungslinie wuchs. Für beide Seiten war der vorläufige Höhepunkt der Schlacht erreicht.

„Noch ein solcher Kampf und wir sind in der Wolga“

Am 28. September 1942 nahm die 100. Jäger-Division 75 % des Fleischkombinats am „Tennisschläger“ und die 24. Panzer-Division konnte ihren Sektor 500 Meter nordwestlich der Geschützfabrik „Barrikaden“ klären. Ein weiterer Vormarsch der österreichischen Jäger auf den Tennisschläger konnte von der 284. SD verhindert werden. Zwischen 25. und 28. September 1942 konnten weitere Schützenbrigaden an der Front in den Arbeitersiedlungen in Stellung gebracht werden, um die Situation dort vorübergehend zu stabilisieren. Am 29. September 1942 nahmen deutsche Verbände einen Großteil der Arbeitersiedlung „Barrikaden“ und die Silikatfabrik. Es entwickelten sich die bislang härtesten Kämpfe in der Schlacht von Stalingrad gegen gut gesicherte Fabrikfestungen auf einer Frontbreite von 8 Kilometern von der Chemischen Fabrik Lazur bis zum Traktorenwerk im Norden, der Geländegewinn betrug nach sechs Tagen lediglich 400 Meter nach Osten. Von den Fabrikdächern und den Schornsteinen entwickelt sich eine verstärkte Scharfschützenaktivität.
Am 30. September 1942 musste ein Gegenangriff der Roten Armee in den Siedlungen „Roter Oktober“ und „Barrikaden“ vornehmlich von der 100. Jäger-Division abgeschlagen werden, dabei wurde die Stadtbahn vor dem Stahlwerk „Roter Oktober“ an zwei Stellen besetzt. Der gewonnene Geländeabschnitt musste aufgrund von starkem Druck der Sowjetarmee schnell wieder preisgegeben werden, nur die Verbindung zur 24. PD konnte gehalten werden. Im Abschnitt des IR 276 entwickelte sich ein mit großer Härte geführter Nahkampf um sowjetische Bunkerstellungen an einem Brückenkopf nördlich der Balka in Planquadrat 74c. Folgende Verluste wurden an diesem Tag verzeichnet: 100. JD: 15 Gefallene und 68 Verwundete, 24. PD: fünf Gefallene und 30 Verwundete, 94. ID: zwei verwundete Offiziere. Am gleichen Tag verstärkte die 193. SD den Westsektor der Geschützfabrik “Barrikaden” und die 95. SD das Stahlwerk “Roter Oktober”.
Zwischen 3. und 7. Oktober verlagerten sich die Kämpfe in Richtung Arbeitersiedlung „Traktorenwerk“, getragen von der 389. ID im äußersten Norden, der Gruppe Winterfeld und der Gruppe Edelsheim von der Silikatfabrik in Richtung auf den schwer befestigten „Schnellhefterblock“ nördlich der Silikatfabrik. Aus der Luft betrachtet stellte diese Gruppe von Wohnblöcken das Bild eines aufgeschlagenen Aktenordners dar. Am 2. Oktober 1942 erreichte die Kampfgruppe Winterfeld die Wohnblöcke, die von sowjetischer Seite auch als „sechsseitiger Gebäudeblock“ bezeichnet wurden. Die Panzergrenadiere Edelsheim stießen im sehr solide konstruierten Schnellhefterblock auf erbittertsten Widerstand der Roten Armee, konnten am 3. Oktober vom Norden her eindringen, waren jedoch nicht in der Lage, den gesamten Komplex zu nehmen. Im gesamten Raum zwischen Silikatfabrik, Schnellhefterblock, Stadion und Skulpturenpark entbrannten wütende Kämpfe zwischen den Panzergrenadieren und Soldaten der 308. SD. Die Einnahme dieses Sektors war von großer Bedeutung, um Zugang auf die untere Arbeitersiedlung „Traktorenwerk“ und die Fabrik an sich zu erhalten.
Am 3. Oktober 1942 erfolgte ein weiterer kombinierter Angriff der Gruppen Edelsheim und Winterfeld gegen die Südostseite des Schnellhefters. Nach der Einnahme richteten sich die Panzergrenadiere in der Südostseite zur Verteidigung gegen mögliche sowjetische Gegenangriffe ein. Erst am 4. Oktober 1942 war der Schnellhefterblock feindfrei, da Winterfelds Panzer zahlreiche T-34 Panzer an dieser Seite vernichten konnten. Auch im Inneren des Blocks wurde noch weitergekämpft, da sich Scharf- und MG-Schützen in einigen der zahlreichen Fensterhöhlen verschanzt hatten und einzeln bekämpft werden mussten. Beim Zusammentreffen der 39. GSD und der Gruppe Winterfeld entwickelten sich in der Nacht vom 4. auf den 5. Oktober 1942 weitere schwere Kämpfe um den Schnellhefterblock.
Die Kämpfe in Stalingrad konzentrierten sich am 6. und 7. Oktober 1942 auf die vorgelagerten Arbeitersiedlungen des Traktorenwerkes. Gekämpft wurde gegen die 37. Gardeschützen-Division in den Arbeiterwohnheimen, wo militärische Erfolge in der Anzahl der bereits eingenommenen Räume gemessen wurden. Nur ein einziger Wohnblock konnte bei Tagesende von den deutschen Infanteristen erobert werden. An diesem Tag kostete es die Deutschen vier Bataillone und 16 Panzer, um einen einzigen Wohnblock einzunehmen.

„Wir haben 15 Tage lang um ein einziges Haus gekämpft, mit Mörsern, Granaten, MGs und Bajonetten. Schon am dritten Tag lagen 54 deutsche Leichen in den Kellern, auf den Treppenaufsätzen, in den Stiegenaufgängen. Die Front ist ein Gang zwischen ausgebrannten Räumen, die dünne Decke zwischen zwei Stockwerken. Hilfe kommt aus den Nachbarhäusern über Feuertreppen und Kamine. Das ist ein unaufhörlicher Kampf, Tag und Nacht. Die Gesichter geschwärzt, bewerfen wir einander von Stockwerk zu Stockwerk mit Granaten inmitten von Explosionen, Staub und Rauch, Schutthaufen, Strömen von Blut, Teilen von Möbeln und Menschen. Frage einen Soldaten, was eine halbe Stunde Nahkampf hier bedeutet. Und dann stell dir Stalingrad vor: 80 Tage und 80 Nächte Nahkampf. Die Straße wird nicht mehr in Metern gemessen, sondern in Leichen…. Stalingrad ist keine Stadt mehr. Bei Tag ist es eine gewaltige Wolke aus brennendem und beißendem Rauch; ein riesiger Ofen, der vom Widerschein der Flammen beleuchtet wird. Und wenn die Nacht kommt, eine dieser sengenden, heulenden, blutigen Nächte, springen die Hunde in die Wolga und schwimmen verzweifelt ans andere Ufer. Die Nächte von Stalingrad sind schrecklich für sie. Tiere flüchten aus dieser Hölle; die härtesten Steine ertragen das nicht lange, nur Menschen halten das aus.“

Die Arbeitersiedlungen waren Anfang Oktober 1942 in deutschem Besitz, so dass nur noch die Fabriken Traktorenwerk, Geschützfabrik „Barrikaden“ und Stahlwerk „Roter Oktober“ nennenswerte Befestigungen der sowjetischen Verteidigungslinie darstellten.

#### Korrektur des Orlowka-Frontbogens (29. September bis 8. Oktober 1942)

Deutsche Angriffe auf den Orlowka-Frontvorsprung

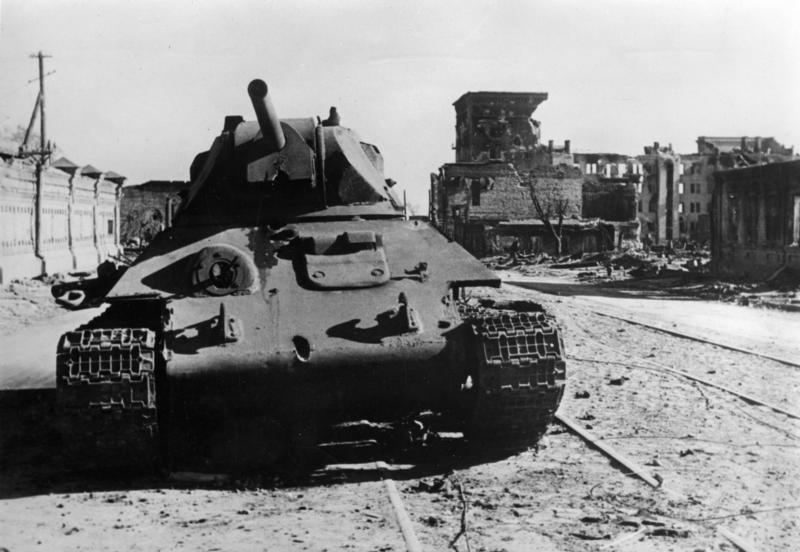
Sowjetischer T-34 Panzer

Der Orlowka-Frontvorsprung trennte das XIV. Panzerkorps vom LI. Armeekorps und band somit Kräfte, die für die Eroberung der Fabrikkomplexe dringend erforderlich waren. In der Eröffnungsphase der Offensive auf die Fabrikanlagen sollte aus taktischen Gründen der Orlowka-Frontvorsprung im äußersten Norden der Stadt von schnellbeweglichen deutschen Sturmkeilen eingedrückt werden. Zu diesem Zweck wurden die 16. Panzer-Division, 60. Infanterie-Division (mot.), 389. Infanterie-Division und die 100. Jäger-Division nach Norden transportiert und erhielten den Auftrag, die relativ schwachen sowjetischen Stellungen von Orlowka bis Rynok auf einer Frontlänge von 19 Kilometern zu erobern. Die 124. Spezial-Brigade unter Oberst Andrjussenko und die Überreste der 196. Schützen-Division und 2. Schützen-Brigade (mot) verteidigten mit ca. 5000 Soldaten diese Stellungen. Von dort aus bedrohten sie die deutsche Flanke und konnten Störangriffe gegen die nördlichen Industriekomplexe von Stalingrad eröffnen.
Die 60. ID (mot.) hatte den Auftrag, Orlowka frontal – aus nordwestlicher Richtung kommend – anzugreifen. Die vornehmlich aus Kriegsveteranen bestehende Division musste die Operation in dem ihr zugewiesenen Sektor auf offenem Gelände ohne Panzerunterstützung durchführen. Der erste Angriff in den frühen Morgenstunden wurde von feindlichen Luftangriffen und Maschinengewehrfeuer abgewehrt. Dabei fielen viele deutsche Soldaten auch durch Artilleriedirektbeschuss. Die Operationsziele konnten jedoch später im Laufe des Tages erreicht werden und der sowjetische Widerstand brach an dieser Stelle völlig zusammen. Die Angriffskeile drangen konzentrisch aus drei Richtungen in östliche Richtung vor und wurden auf den Höhen 135,4 und 147,6 in harte Begegnungsgefechte verwickelt. Verluste konnten zunächst noch mit Reserven aufgefüllt werden. Bei Gorodischtsche wurde um die Höhenzüge 109,4 und 108,9 mit Panzern und MP-Schützen gekämpft. Dabei wurde die Gefechtsordnung des II. Bataillons der 124. Spezial-Brigade vollständig überrannt.
Am 29. September war der Orlowka-Frontvorsprung abgetrennt, die eingeschlossenen Sowjetverbände brachen weder aus, noch kapitulierten sie. Die Kämpfe am 30. September konzentrierten sich auf die Einnahme Orlowkas, das im Norden und Süden der Ortschaft von zwei Schützen-Bataillonen gehalten wurde, östlich davon drohte jedoch der Einbruch der deutschen Angriffsverbände. Der Korridor über die Orlowskaya Balka nach Spartanowka und dem eigentlichen Angriffsziel der Traktorenfabrik war jetzt für die 6. Armee zugänglich. Am 1. Oktober 1942 schlossen sich die deutschen Angriffszangen um das III. Schützen-Bataillon und in den Ortschaften Orlowka und Wodstroj wurden die hartnäckigen Stellungs- und Häuserkämpfe zwischen der 60. ID (mot.) und einem sowjetischen Panzer-Regiment wieder aufgenommen.
Die 124. Spezial-Brigade war mit ihrer Mannschaftsstärke von 500 Mann jetzt von allen Seiten eingeschlossen und kämpfte noch bis zum 7. Oktober 1942 im Kessel weiter. Erst als die Munition vollständig aufgebraucht war, brach sie in südlicher Richtung über die Balka Mokraya Metschetkaya durch und konnte sich am Nordrand des Traktorenwerkes mit den dort stationierten Einheiten vereinigen. Die Operationen um Orlowka hatten der 6. Armee unvertretbare Verluste zugefügt und die Offensivbestrebungen in Nord-Stalingrad geschwächt. Angeblich hat die Wehrmacht vom 1. bis 7. Oktober 1942 über fünf Infanterie-Bataillone, 17 Panzer, 21 schwere Maschinengewehre, 2 mittlere Feldgeschütze, 6 Panzerabwehrkanonen und Granatwerferbatterien verloren, die für den geplanten Großangriff auf das Traktorenwerk nicht mehr zur Verfügung standen.

#### Vor dem Großangriff auf das Traktorenwerk (6. bis 13. Oktober 1942)

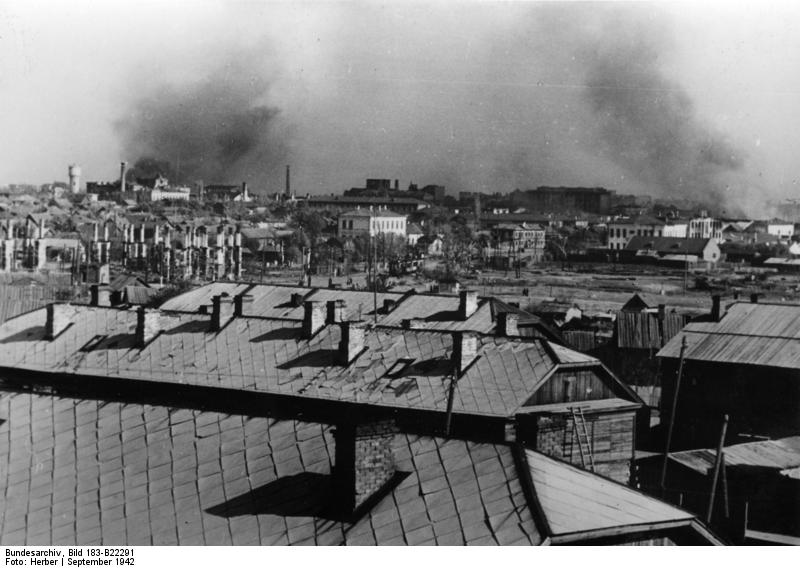
Zerstörung im Fabrikgelände

Bereits am 6. Oktober 1942 führten die 14. PD und 60. ID (mot.) eine größere bewaffnete Aufklärungsoperation gegen das Fabrikgelände des Stalingrader Traktorenwerkes durch und trafen dabei auf die neu eingetroffene 37. Gardeschützen-Division (Generalmajor V. G. Scholudjew). Die Offensive wurde jedoch abgebrochen, da fast ein gesamtes Bataillon der 60. ID (mot.) auf offenem Gelände durch Beschuss aus Katjuscha-Raketenwerfern westlich der Eisenbahnbrücke über die Metschetka vernichtet wurde. Auch war die Kampfkraft der Infanterieverbände für weitere Offensivbemühungen bereits zu stark abgenutzt.
Tags darauf begann um 11 Uhr 30 mit zwei Divisionen ein weiterer begrenzter Angriff auf das Wohngebiet vor dem Traktorenwerk. Die 60. ID (mot.) ging von Westen und die 14. PD mit Kampfpanzern von Südwesten vor. In den Abendstunden nach schweren Gefechten konnten sie die 37. GSD zurückdrängen. Die Deutschen eroberten einen kompletten Wohnblock der Arbeitersiedlung und bewegten sich auf das Sportak Sportstadion (Traktor Stalingrad Трактор Сталинград) zu. Die 193. SD nahm ein hartes Gefecht mit wechselseitigem Erfolg um das Badehaus im Stahlwerk Roter Oktober auf; nachdem keine Seite die Oberhand behielt, wurde das Badehaus zum Niemandsland.
Am 8. Oktober 1942 fügten deutsche Angriffsverbände der 193. SD im Badehaus weitere schwere Verluste zu und drängte die 37. GSD in das Stadion.
Es wurde festgestellt, dass die 6. Armee sich in keiner guten Verfassung befand: Die 94. ID war reduziert auf 535 noch für den Kampfeinsatz taugliche Soldaten und die 76. ID war bereits völlig abgekämpft. Die Kompanien bestanden durchschnittlich nur noch aus 60 Soldaten. Die relativ ausgeruhte 305. ID sollte die geringen deutschen Geländegewinne sichern. Das LI. Armeekorps machte kaum einen Hehl daraus, einen Großangriff auf das Traktorenwerk zu planen; deutsche Kriegsgefangene bestätigten bei Verhören durch die Rote Armee dieses Vorhaben. Ein deutscher Funker wurde von einer sowjetischen Jägerpatrouille gefangen genommen und konnte relativ präzise Angaben über den deutschen Truppenaufmarsch machen.
Tschuikow fällte die riskante Entscheidung, die 3075 Mann der 95. SD vom Mamajew-Kurgan abzuziehen und in den Industriekomplexen zu stationieren; diese bezogen gemeinsam mit 937 Matrosen der Wolgaflotte Positionen in den Außenbezirken des Stahlwerkes „Roter Oktober“ zwischen 37. GSD und 308. SD. 2300 Soldaten der 112. SD, einschließlich des 524. SR am östlichen Wolgaufer, marschierten vom Nordwesten in die Arbeitersiedlung „Traktorenwerk“. Die Fabrikhallen des Traktorenwerkes und der Ziegelei wurden zu Festungen umgebaut.
Die STAWKA übergab am 9. Oktober 1942 die Befehlsgewalt von den Politkommissaren an die Frontoffiziere. Die sowjetischen Truppen im Norden (124., 143. und 115. Spezial-Brigade) konnten ihre Linien in Rynok, Spartanowka, Spartanowka-Wald und entlang der Arbeitersiedlung „Traktorenwerk“ am Metschetkafluss halten. Ein Regiment der 10. NKWD-SD wurde in Reserve gehalten. Die 6. Armee verordnete eine Kampfpause und befahl ihren Truppen, in ihren Stellungen auszuharren und auf Verstärkung zu warten.
Das Kräfteverhältnis gestaltete sich am 9. Oktober wie folgt:
- 6. Armee: 90.000 Soldaten, 2000 Artilleriegeschütze und Mörser, 300 Panzer sowie 1000 Jagdflugzeuge und Bomber der Luftflotte 4
- 62. Armee: 55.000 Soldaten, 950 Artilleriegeschütze, 500 Mörser, 80 Panzer und 188 Flugzeuge[173]

Noch am 12. Oktober 1942 fand ein größerer sowjetischer Gegenangriff im Raum Arbeitersiedlung und Stadion südwestlich vom Traktorenwerk statt. Die 37. GSD und ein Regiment der 95. SD unternahmen lokale Störangriffe gegen die westlichen Außenbezirke der Arbeitersiedlung „Traktorenwerk“. Sie machten 200–300 m Geländegewinn, bis sie vom massiven Hauptkörper der deutschen Streitkräfte aufgehalten wurden.

#### Großangriff auf das Traktorenwerk „Dserschinski“ (14. bis 17. Oktober 1942)
| Einheit                 | Divisionskommandeur                  | Untereinheiten | Einsatzziel                                                                                 |
| 16. Panzer-Division     | Generalleutnant Günther von Angern   | Kampfgruppe Krumpen: II Btl. / Panzergrenadier-Regiment 79, I Btl. / Panzergrenadier-Regiment 64, eine Panzerschwadron, Panzerjäger-Bataillon 16 und Pionier-Bataillon 651 | von Rynok und Spartanowka gegen Hügel 35,4                                                  |
| 94. Infanterie-Division | Generalleutnant Georg Pfeiffer       | Infanterie-Regimenter 267 und 274 | Neuformierung nördlich des Mokraia Metschetkaia Flusses gegen Hügel 135,4                   |
| Gruppe Jänecke          | Generalleutnant Erwin Jaenecke       | 389. Infanterie-Division: Infanterie-Regimenter 544, 545 und 546 | Einsatz nördlich der Mokraia Metschetkaia und in der unteren Arbeitersiedlung Traktorenwerk |
| Gruppe Jänecke          | Generalleutnant Bernhard Steinmetz   | 305. Infanterie-Division: Infanterie-Regimenter 576 und 578 | Mittelabschnitt der unteren Arbeitersiedlung Traktorenwerk                                  |
| Gruppe Jänecke          | Oberst Hans Freiherr von Falkenstein | 14. Panzer-Division: 103. und 108. Panzergrenadier-Regiment, 36. Panzer-Regiment und 64. Krad-Bataillon                                                                    | südlicher Sektor der unteren Arbeitersiedlung Traktorenwerk                                 |
| Gruppe Jänecke          | Generalleutnant Bernhard Steinmetz   | 305. Infanterie-Division: Infanterie-Regiment 577, Panzerschwadron Schulte (24. PD)                                                                                        | südlicher Sektor der unteren Arbeitersiedlung Traktorenwerk                                 |
| 24. Panzer-Division     | Generalleutnant Arno von Lenski      | Kampfgruppe Edelsheim: 26. Panzergrenadier-Regiment, IV Kradmelder-Bataillon, Kampfgruppe Winterfeld, 40. Panzerjäger-Bataillon und Pioniereinheiten                       | Sportak-Stadion zwischen Schnellhefterblock und Skulpturny-Park                             |

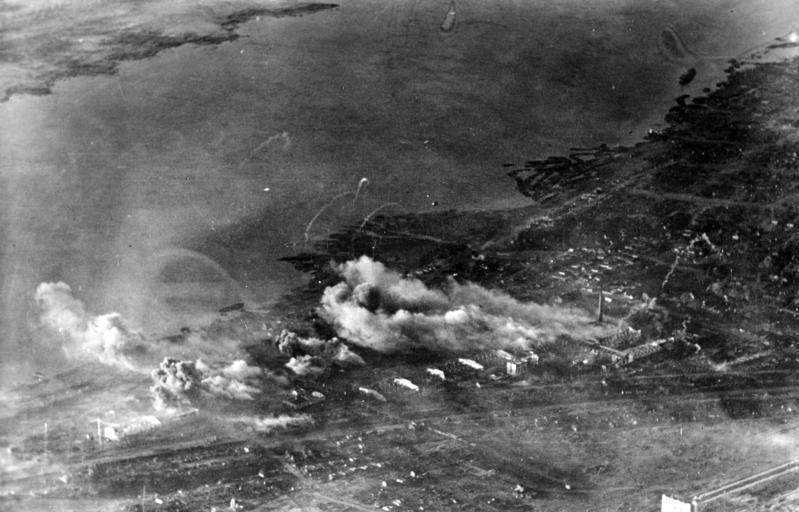
Luftangriff auf das Traktorenwerk

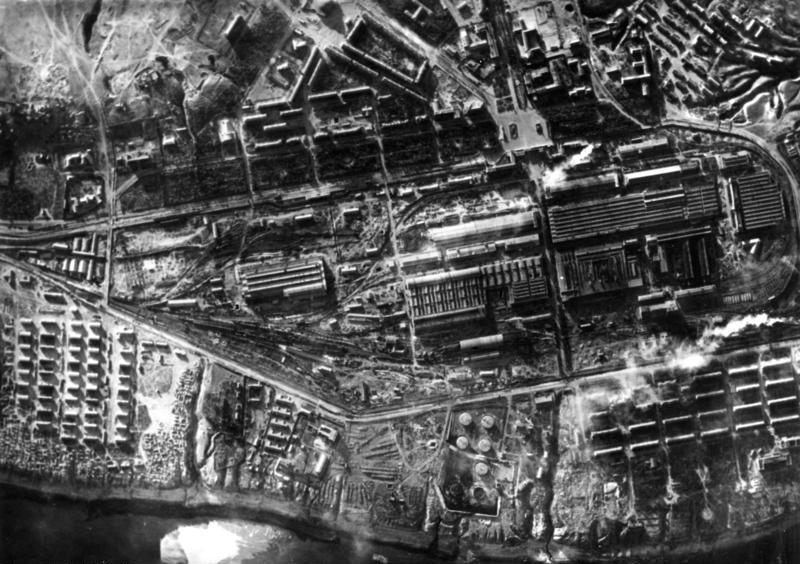
Traktorenwerk

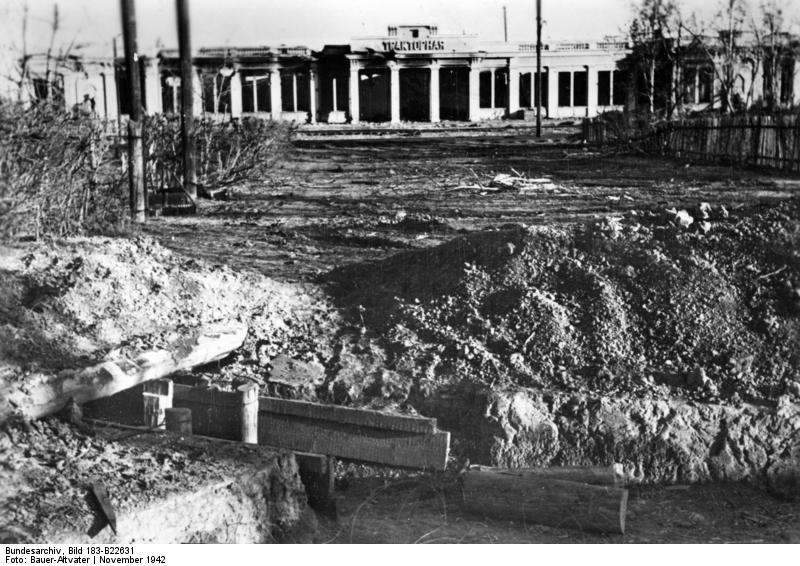
Eingang zum Traktorenwerk

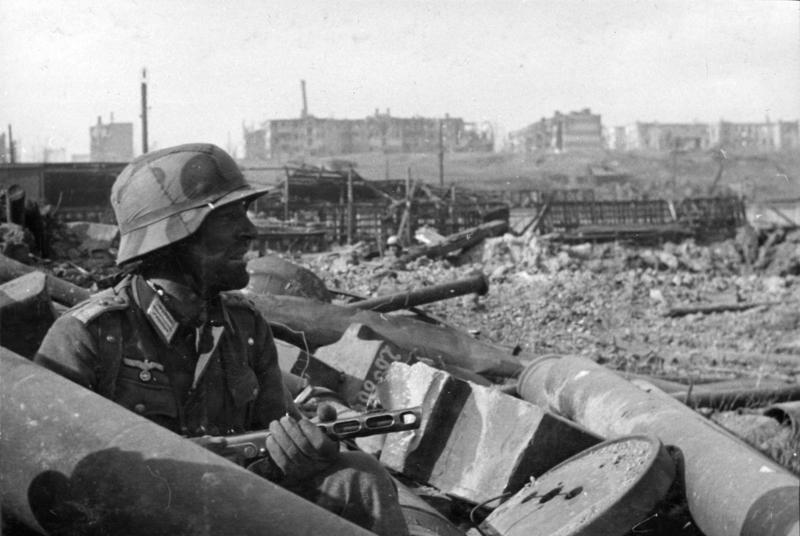
Deutscher Soldat mit erbeuteter sowjetischer Maschinenpistole

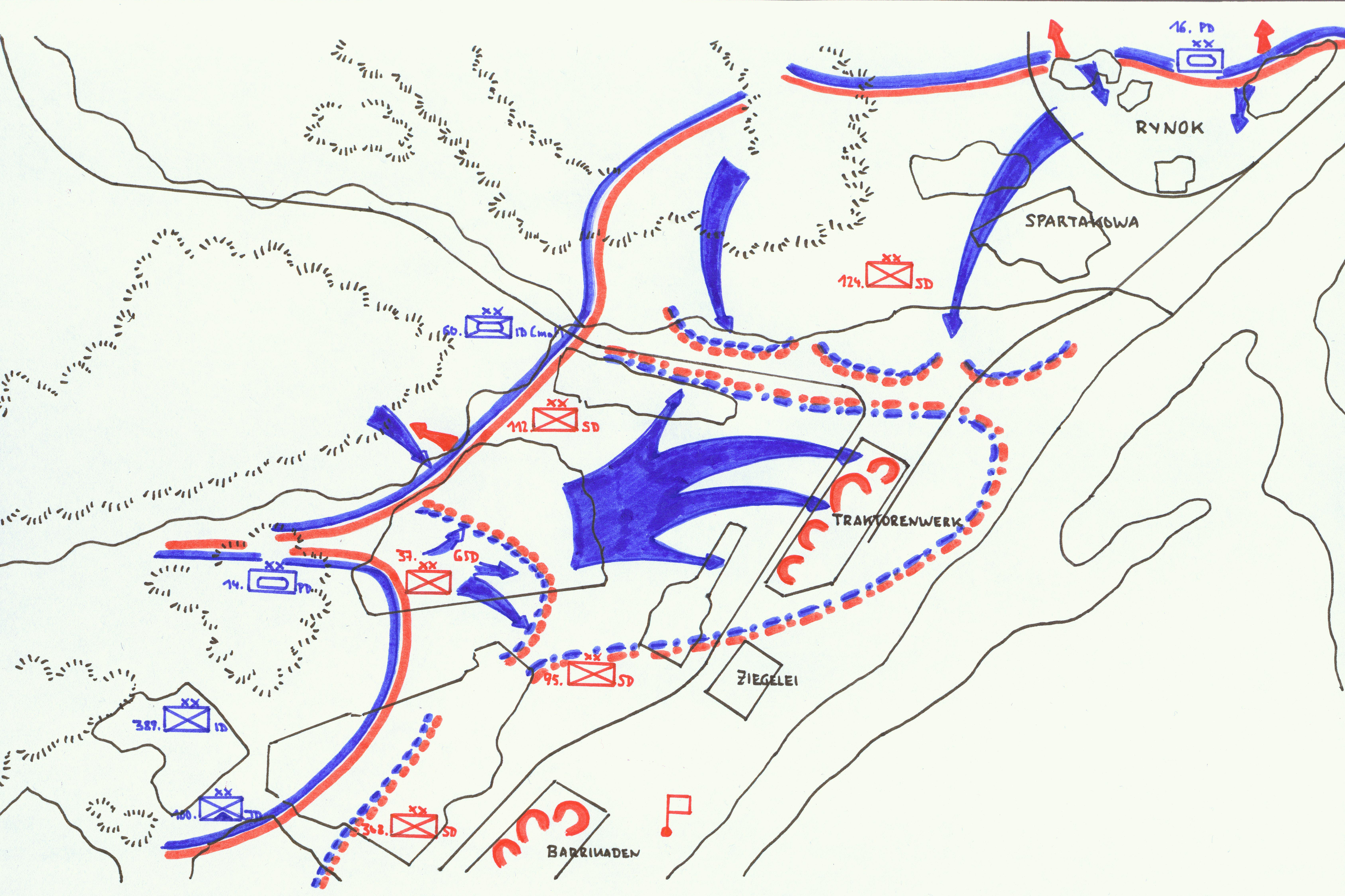
Kämpfe im Raum Traktorenwerk 5.–15. Oktober 1942

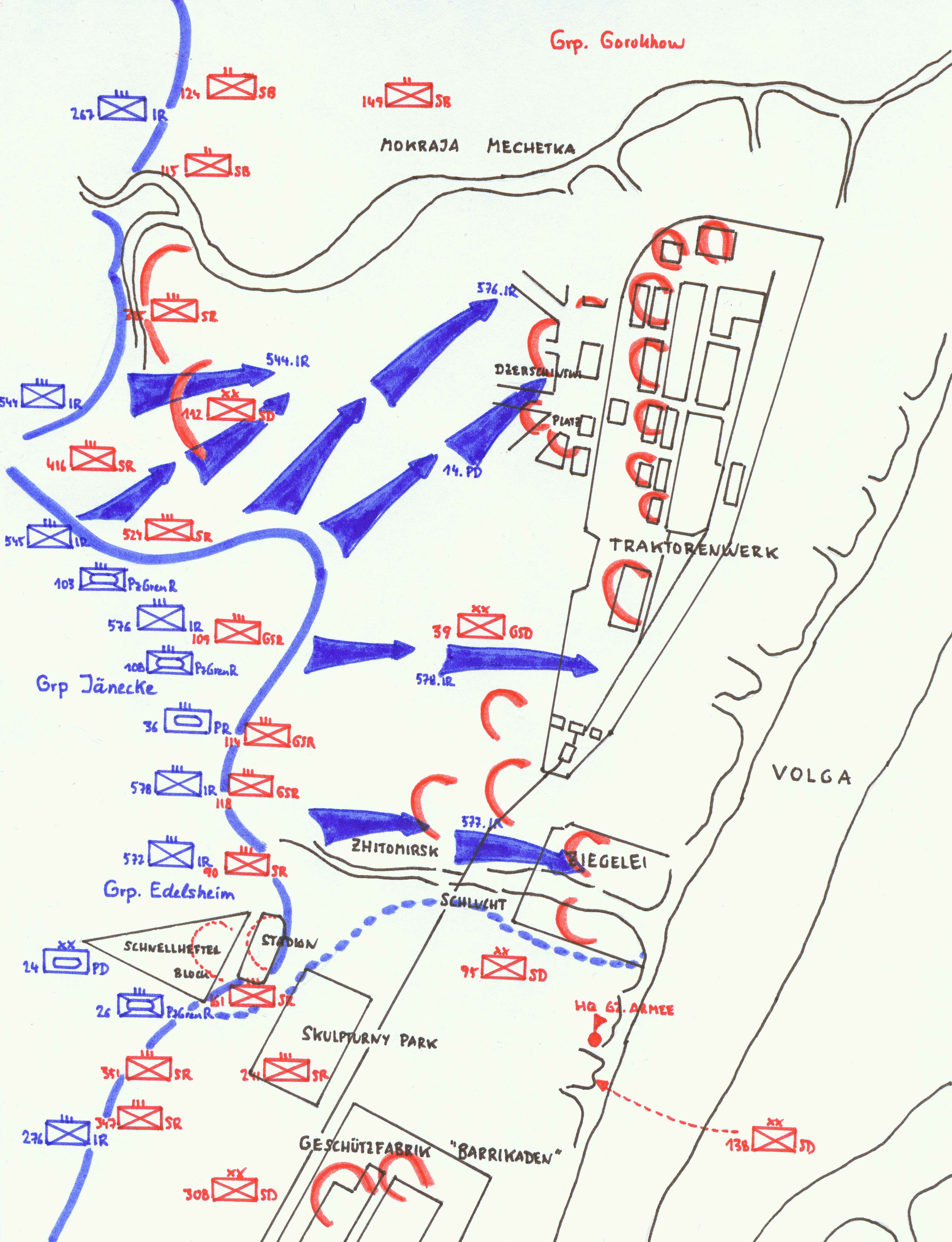
Angriff auf das Traktorenwerk 14.–15. Oktober 1942

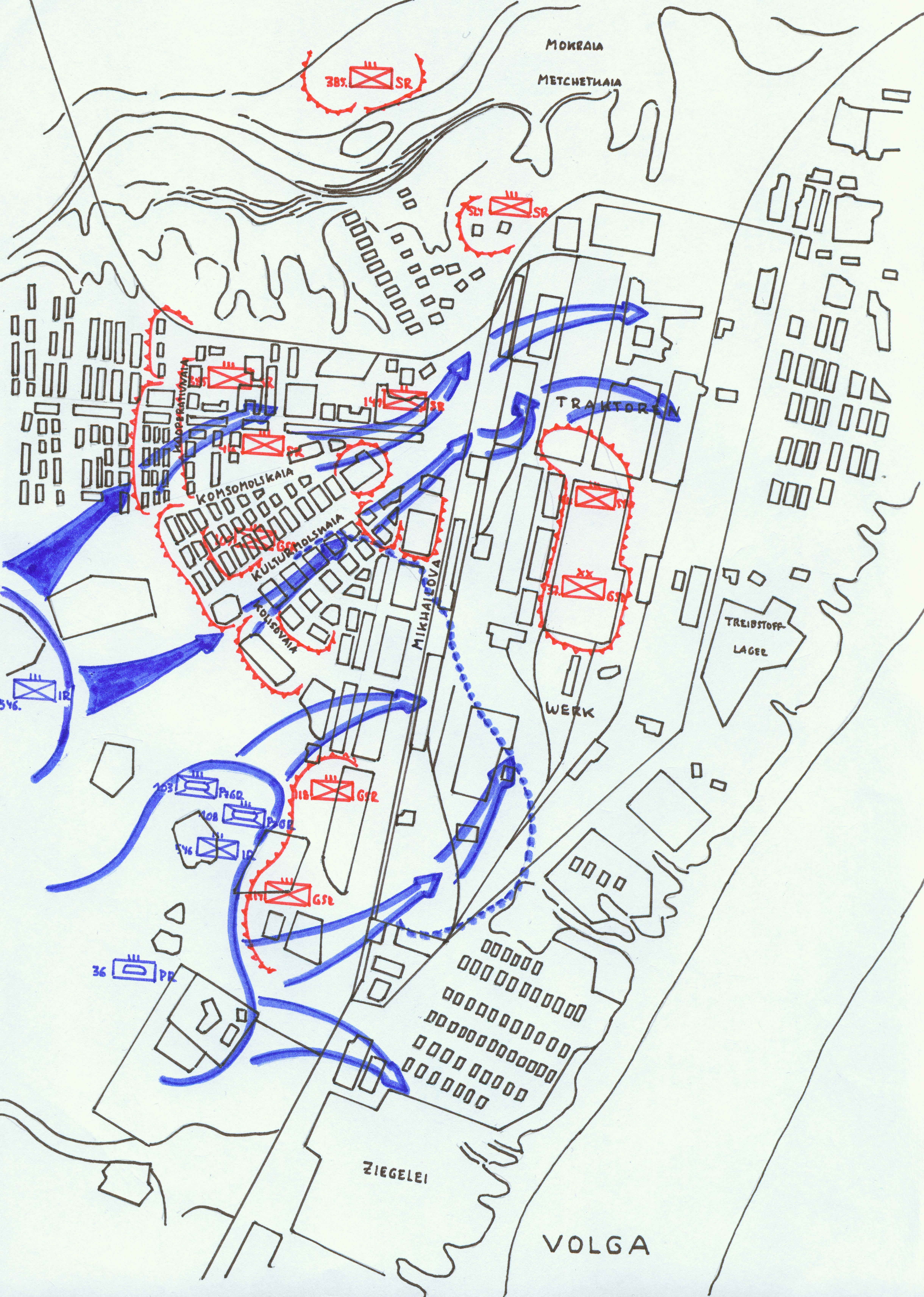
Deutscher Angriff auf das Traktorenwerk am 14. Oktober 1942

Das 1930 erbaute Traktorenwerk „F. E. Dserschinski“, auch STW – Stalingrader Traktorenwerk (russisch Сталинградский тракторный завод им. Ф. Э. Дзержинского) genannt, befand sich im äußersten Norden des Fabrikgeländes und produzierte Traktoren, T-34-Panzer und militärische Ausrüstungsgegenstände. Etwa 20.000 Arbeiter waren im STW beschäftigt, vor der Offensive wurden Fabrikarbeiter als Milizsoldaten für die Verteidigung abkommandiert.
Der minutiös geplante Großangriff der Wehrmacht auf das Traktorenwerk begann in den frühen Morgenstunden des 14. Oktober 1942 mit einem massiven Stuka-Angriff. Beeinträchtigt wurde die Sicht durch große Rauch- und Staubwolken, welche von der intensiven Artillerievorbereitung herrührten. General der Artillerie Walther von Seydlitz-Kurzbach ordnete für den Oktober folgendes Ziel für die in Stalingrad stehenden Verbände an:

„Im Norden der Stadt stehen wir nun vor der schweren Aufgabe, noch die drei großen Industriewerke, das Traktorenwerk ‚Dserschinski‘, die Geschützfabrik ‚Barrikaden‘ und das Stahlwerk ‚Roter Oktober‘ zu nehmen und auch dort überall das Wolgaufer zu erreichen. Der Angriffsplan sieht vor zunächst das Traktorenwerk ‚Dserschinski‘ anzugreifen, dann die beiden anderen Industriewerke und schließlich das Öllager und den Rest des Stadtzentrum von Norden nach Süden aufzurollen. Für diese Aufgabe werden zwei Divisionen neu zugeteilt, die 305. Infanterie-Division unter General Oppenländer und die 14. Panzer-Division unter General Heim.“

Die Angriffsformation des LI. Armeekorps am 13. Oktober 1942 bestand aus Teilen der 24. Panzer-Division am Südflügel der Angriffsgruppe, der Gruppe Jänecke der 305. Infanterie-Division und Panzerschwadronen der 14. und 24. Panzer-Division, Teilen der 389. Infanterie-Division und Teilen der 16. Panzer-Division. Der Infanterieangriff wurde mit einem massiven Luftschlag von über 300 Sturzkampfbombern vorbereitet.
Vor dem Erreichen des Traktorenwerkes wurden die vorrückenden Truppen der Wehrmacht in schwere Kämpfe mit Sowjetsoldaten in der vorgelagerten Arbeitersiedlung und in den zahlreichen Balka-Schluchten verwickelt. Das I. Bataillon des Panzergrenadier-Regiments 103 unter Hauptmann Domaschk war eines der ersten, das gegen 9 Uhr die Werkhallen erreichte. Beim Eindringen in die Fabrik wurde auf dem Boden, von Werkhalle zu Werkhalle und in den Kanälen gekämpft. Das STW wurde von der 37. Gardeschützen-Division und 95. Schützen-Division gegen 150 deutsche Panzer verteidigt, die von abgesessenen Panzergrenadieren flankiert waren. Tschuikow berichtete von einer fünffachen Überlegenheit der Deutschen an Soldaten und sogar 12-fachen Überlegenheit an Panzern, was jedoch stark bezweifelt werden kann.
Die deutsche Luftaufklärung konnte aufgrund der starken Rauchentwicklung in der unübersichtlichen Ruinenlandschaft keine klare Hauptkampflinie (HKL) mehr erkennen. Später stellte sich heraus, dass die Tagesziele der gepanzerten Stoßverbände nicht erreicht werden konnten. Bis zum Mittag erreichte die 305. Infanterie-Division den Nordwestbereich des Traktorenwerkes und wurde im Planquadrat 96 D in anhaltende Feuergefechte verwickelt. Der starke Widerstand in den einzelnen Gebäudekomplexen erforderte ein ständiges Umgruppieren der Offensivkräfte, was zu viel Zeit in Anspruch nahm, um eine schnelle Entscheidung zu bewirken. Panzer durchbrachen die sowjetische Verteidigungslinie und gegen 11 Uhr 30 drangen die Sturmtrupps der 389. Infanterie-Division unter General Erwin Jaenecke in die weitläufigen Werkhallen der Traktorenfabrik ein. Innerhalb kürzester Zeit waren fast die kompletten Sturmspitzen der angreifenden Infanterie aufgerieben oder gefallen. Zeitzeugen berichteten, dass sich überall erbitterte Nahkämpfe entwickelten, so unter anderem in der Werkskantine, wo beide Parteien unvorbereitet aufeinandertrafen. Die 37. Gardeschützen-Division unter General Scholudjew verwehrte den deutschen Grenadieren lange Zeit den Zugang in die Traktorenfabrik. Von den 8000 sowjetischen Soldaten fielen innerhalb von nur 48 Stunden rund 5000 Mann.
Gegen 15 Uhr befand sich die 24. PD im Stadion, die 14. PD in den Schluchten am Planquadrat (PQ) 94B und die 305. ID am Nordrand des Stadtteils in PQ 86 D. Am späten Nachmittag konnten sich zwei Panzerspitzen in den zerstörten Werkhallen vereinigen. Ein Offizier der 14. PD schilderte seine Erlebnisse:

„Es war ein unheimlicher, zermürbender Kampf auf und unter der Erde, in den Trümmern, Kellern und Kanälen der Industriewerke.“

Bei Einsetzen der Dämmerung konnten einige Stoßtrupps bereits die Wolga erreichen. Der kurzzeitige Geländegewinn am Wolgaufer musste jedoch bereits in der Nacht wieder aufgegeben werden, da die in den Balkas verborgenen Rotarmisten die deutschen Angriffsspitzen in heftige Feuergefechte verwickelten.
Eine Panzerschlacht entwickelt sich vornehmlich im Nordbereich, als die 124. Schützen-Brigade (SB), 115. Schützen-Brigade und die 2. Schützen-Brigade (mot) einige Werkhallen im Gegenangriff zurückerobern konnten.
Die 62. Armee gruppierte ihre Kräfte um, die 37. GSD erhielt den Auftrag, den Südteil des Traktorenwerkes zu halten und die 95. SD besetzte den Raum zwischen Traktorenwerk und Geschützfabrik „Barrikaden“. Die Gesamtlage der 62. Armee war am 14. Oktober 1942 besonders kritisch, denn sämtliche Telefonleitungen zu den einzelnen Kampfverbänden waren durch Artilleriefeuer und schwere Luftangriffe völlig zusammengebrochen. Die wenigen Melder, welche das Gefecht überlebten, gaben widersprüchliche Meldungen an das Hauptquartier, so dass kein umfassendes Bild der Situation entstehen konnte. Über behelfsmäßigen Funkverkehr wurde an alle im Traktorenwerk kämpfenden sowjetischen Einheiten die Parole zum bedingungslosen Durchhalten ausgegeben.
Oberst Gurtjew und die 308. Schützendivision wurden im Nordwesten der Geschützfabrik „Barrikaden“ in die Maschinenhallen gedrängt und vom Rest der 62. Armee abgeschnitten.
Generalmajor Smechotworow erhielt den Befehl, die Verbindung zur 308. SD wiederherzustellen. Dies gelang erst, als sich die Truppe vorsichtig vom Wolgaufer, während des schweren Artilleriegefechtes, an die eingeschlossenen Schützen im Kriechgang annäherte. Die deutsche Großoffensive spaltete die Verteidiger des Traktorenwerkes in drei Teile: Der nördliche Kampfverband musste nach Rynok ausweichen, die mittlere Gruppe wurde im Werksgelände eingeschlossen und kämpfte in der Metallgießerei und in der Montageabteilung und der südliche Truppenteil zog sich in die Keller der Nischnisiedlung zurück. Luftangriffe zerstörten den Divisionsgefechtsstand von General Scholudjew, welcher mit seinem Stab in den Trümmern verschüttet wurde. Erst nachts erreichten die 62. Armee über Funk Lebenszeichen der eingeschlossenen 37. GSD.
Am 15. Oktober 1942 wurde der Schwerpunkt der Offensive weiter in den Südteil des Traktorenwerkes verlagert, das Ziel lautete immer noch Durchstoß bis zum Wolgaufer. Dabei stieß das Panzer-Regiment 36 (14. PD) tief in das Werksgelände vor, das Panzergrenadier-Regiment 103 eroberte eine wichtige Bunkerstellung am Bahndamm und das Grenadier-Regiment 577 (305. ID) warf den Gegner über die Bahnlinie in die Ziegelei zurück. Durch die großen Verluste der Hauptkräfte geschwächt, übernahmen in den frühen Morgenstunden zunächst Sturmpioniere vom PiBtl. 389 Infanterieaufgaben. Die Pioniere führten Stoßtruppunternehmen vornehmlich in den unterirdischen Verbindungen und Tunneln zwischen den Werkanlagen durch. Sie waren darauf spezialisiert, lautlos sowjetische Horchposten auszuschalten und benutzten im Nahkampf geballte Ladungen, Flammenwerfer, Klappspaten und Pionierhandbeile. Im Laufe des Tages entwickelte sich im Traktorenwerk eine größere Materialschlacht, die sich auch auf die benachbarte Ziegelei ausdehnte. Die Wehrmacht konnte am Ende des Tages einen größeren Geländegewinn verzeichnen. Erst am 20. Oktober 1942 wurde das Traktorenwerk komplett von der Wehrmacht erobert, gleichzeitig waren erfolgreiche Einbrüche in die Geschützfabrik „Barrikaden“ und die Einnahme des westlichen Teils des Stahlwerkes „Roter Oktober“ gemeldet worden.
Die 62. Armee hatte vom 13. bis zum 17. Oktober 1942 in der Schlacht um das Traktorenwerk insgesamt 13.000 Mann verloren (25 % der 53.000 westlich der Wolga eingesetzten Soldaten). Allein am 14. Oktober 1942 mussten 3500 Verwundete in die Lazarette östlich der Wolga gebracht werden, aber auch die Verwundetentransporte über den Fluss waren wegen der Stuka-Angriffe riskant. Die Wehrmacht verlor bei dem Angriff 1.500 Soldaten und 40 Panzer vornehmlich durch Panzerbüchsen. Die Kämpfe im Traktorenwerk waren die bis dahin härtesten und verlustreichsten in der Schlacht um Stalingrad. Die asymmetrischen Gefechte und das Fehlen einer Hauptkampflinie (HKL) erschwerten taktische Entscheidungen und das genaue Beurteilen der militärischen Lage.

„Das Kämpfen nahm monströse Proportionen an, die überhaupt nicht mehr zu messen waren.“

#### Angriff auf die Geschützfabrik „Barrikaden“ (16. bis 26. Oktober 1942)
| Einheit                                          | Untereinheiten                                             | Sektor                                                                   | Einsatzziel                                                              |
| 305. Infanterie-Division                         | Infanterie-Regimenter 576 und 578                          | linker Flügel zwischen Wolgaufer und Eisenbahnlinie südlich der Ziegelei | Angriff in südliche Richtung gegen Pribaltiskaia Str. und Lenin-Prospekt |
| 14. Panzer-Division                              | Panzergrenadier-Regiment 103 und Panzer-Regiment 36        | Eisenbahnlinie und Tramvainaia Str.                                      | Angriff in südliche Richtung entlang der Korridore                       |
| 14. Panzer-Division und 305. Infanterie-Division | Kradschützen-Bataillon 64, Infanterie-Regiment 577/305. ID | rechter Flügel Tramvainaia Str. bis zum Sportak Stadion                  | Angriff in südliche Richtung und Vereinigung mit der 24. Panzer-Division |
| 14. Panzer-Division                              | Panzergrenadier-Regiment 108                               |                                                                          | zentrale Reserve                                                         |

| Einheit                    | Kommandeur                       | Untereinheiten                                                                                    | Einsatzziel |
| 284. Schützen-Division     | Oberst N.F. Batjuk               | 1045., 1047. und 1043. Schützen-Regiment                                                          | Frontlinie Krutoi- und Dolgii-Schlucht bis Mamajew Kurgan und Bannyi-Schlucht, Verteidigung der Wolgazugänge um das Stahlwerk „Roter Oktober“ gegen die 295. ID |
| 39. Gardeschützen-Division | Generalmajor S.S. Gurtjew        | 120. und 112. Gardeschützen-Regiment                                                              | Frontlinie Arbeitersiedlung „Roter Oktober“, Eisenbahnlinie, Bannyi-Schlucht bis Tsentralnaja Str., Absicherung der Zugänge zum Stahlwerk „Roter Oktober“ gegen die 100. Jäger-Division, Jäger-Regiment 227 und IR 369 |
| 193. Schützen-Division     | Generalmajor F.N. Schmechotworow | 883., 895. und 685. Schützen-Regiment                                                             | Frontlinie Untere Arbeitersiedlung „Barrikaden“ westlich der Eisenbahnlinie von der Tsentralnaja Str. bis zur Kaluschskaia Str., Absicherung der nördlichen Zugänge auf Stahlwerk „Roter Oktober“ und südlichen Zugänge auf Geschützfabrik „Barrikaden“ gegen die 100. Jäger-Division, Jäger-Regiment 54 und 24. Panzer-Division, Infanterie-Regiment 276 |
| 308. Schützen-Division     | Oberst L.N. Gurtjew              | 347., 339. und 351. Schützen-Regiment mit Überresten der 42. Schützen-Brigade                     | Frontlinie Kaluschskaia Str. bis Skulpturny Park, Verteidigung der Westzugänge auf Geschützfabrik „Barrikaden“ gegen den linken Flügel der 24. Panzer-Division, Infanterie-Regiment 276 und Kampfgruppe Edelsheim (24. PD), 21. und 26. Panzergrenadier-Regiment                                                                                          |
| 138. Schützen-Division     | Oberst I.I. Ljudnikow            | 344., 650. und 768. Schützen-Regiment, rechts flankiert vom 118. Gardeschützen-Regiment (37. GSD) | Skulpturny Park über Mittelabschnitt Geschützfabrik „Barrikaden“ bis Ziegelei im Norden, Verteidigung des Wolgaufers gegen die 305. Infanterie-Division, Infanterie-Regiment 577 |

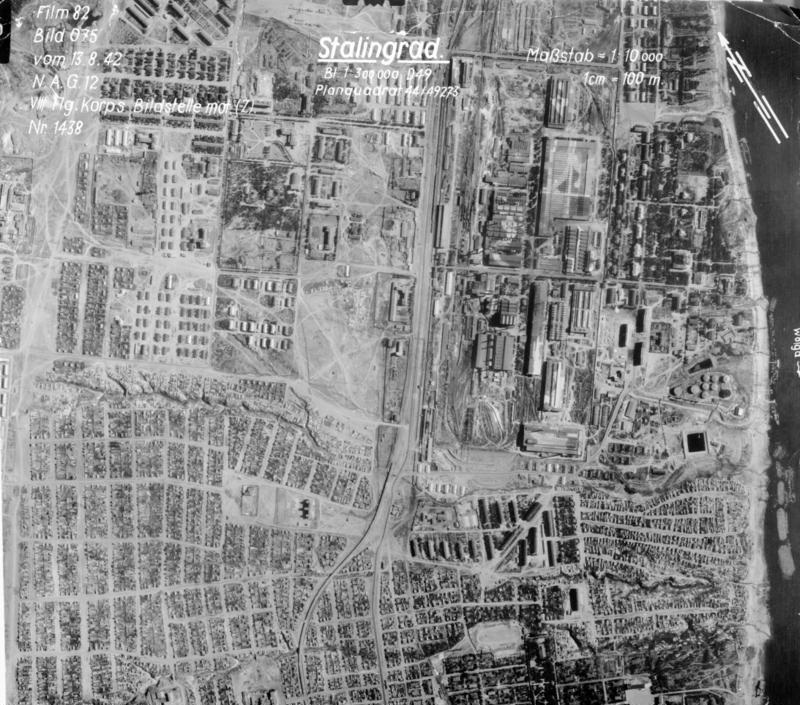
Geschützfabrik Barrikaden 1942

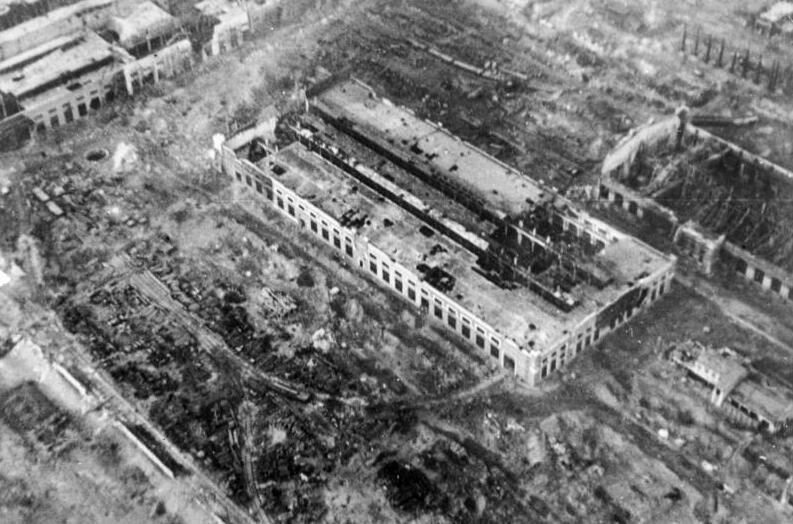
Von Stukaangriffen zerstörte Industrieanlage

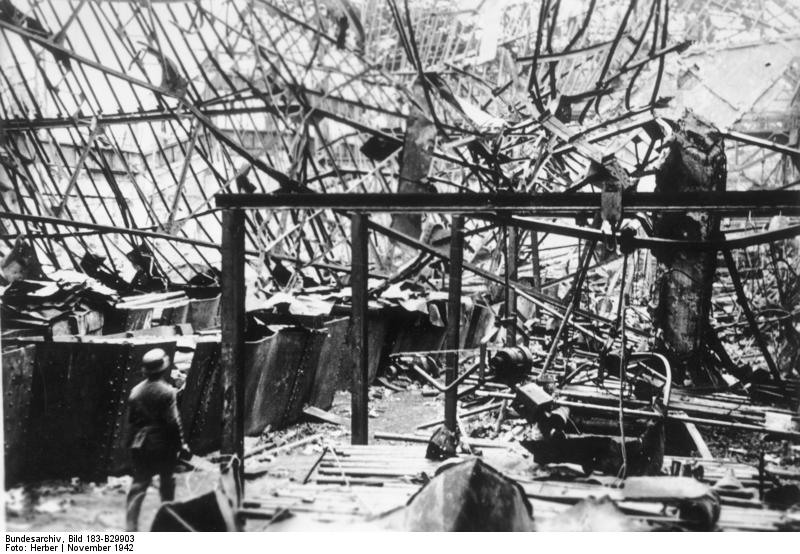
Zerstörte Werkhallen

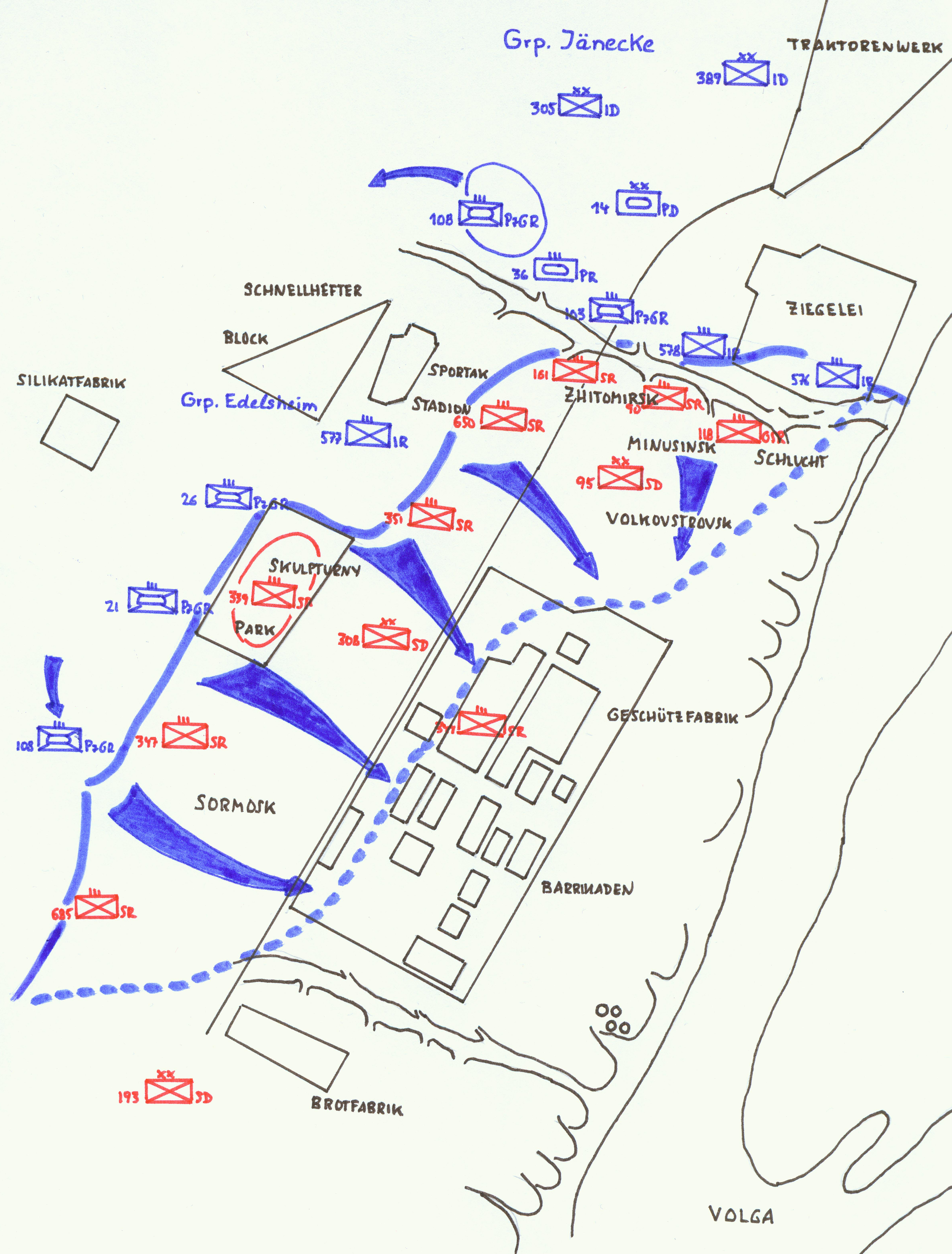
Geschützfabrik Barrikaden 16.–18. Oktober 1942

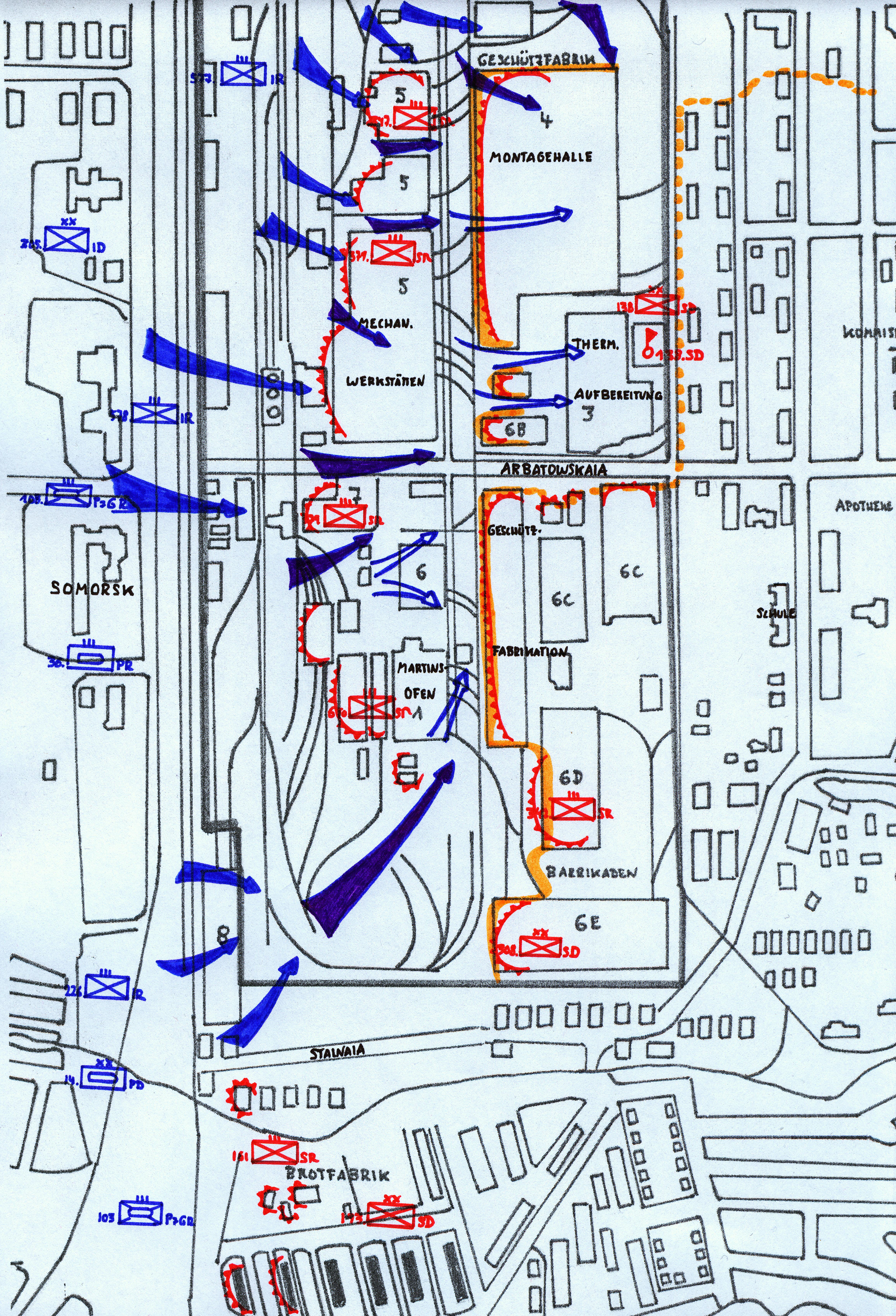
Barrikaden Frontverlauf 17.–25. Oktober 1942

Die 1914 gegründete Geschützfabrik „Barrikaden“ (russisch Производственное объединение «Баррикады») befand sich in der Mitte der Fabrikanlagen und war von den sowjetischen Verteidigern ebenso wie das Traktorenwerk und das Stahlwerk „Roter Oktober“ zu einer Festung ausgebaut worden.
Die Offensive auf das Traktorenwerk hatte zur Folge, dass die 112. SD und Milizbrigaden vom Rest der 62. Armee abgeschnitten und die 37. GSD im Traktorenwerk eingekesselt wurde. Von der 308. SD hatten ursprünglich zwei SR in der Geschützfabrik Stellung bezogen und ein weiteres in der nahegelegenen Schlucht, um die offene Flanke zu sichern. In dem Grabensystem überstanden die Sowjetsoldaten zahlreiche Luftangriffe. Kurz vor den deutschen Angriffsvorbereitungen wurde die Verteidigung durch die 138. SD unter Oberst Iwan Iljitsch Ljudnikow übernommen. Die stark dezimierten Verbände der 308. SD wurden abgelöst.
Am 16. Oktober 1942 drangen Stoßtrupps der 305. Infanterie-Division von Norden und 14. Panzer-Division im Zentrum in das Areal der Geschützfabrik ein. Einen Tag später ging die 100. Jäger-Division gegen den Südteil des Fabrikgeländes vor. Die Querstraße im Werksgelände der Geschützfabrik wurde vom Infanterie-Regiment 577 besetzt, parallel erreichte das Infanterie-Regiment 576 im schnellen Vorstoß die Wolga. Artillerieunterstützung konnte wegen Munitionsmangel kaum noch stattfinden. Sowjetische Autoren berichten hingegen, dass der erfolgreiche Einbruch deutscher Angriffsverbände in das Werksgelände erst am 23./24. Oktober 1942 erfolgte. Vom 16. bis 18. Oktober 1942 wurde noch in der Arbeitersiedlung „Barrikady“ gekämpft. Am 17. Oktober 1942 befahl Tschuikow General Ljudnikow den unbedingten Gehorsam bei der Verteidigung der Geschützfabrik:

„Sie sind für das Schließen des Durchbruchs mit der 138. Schützen-Division, das Sichern der rechten Flanke und Herstellen von engem Kontakt verantwortlich; unter keinen Umständen werden Sie dem Feind erlauben, in die Barrikady-Fabrik einzudringen oder bei der 138. SD durchzubrechen. Sie sind für die Linie verantwortlich.“

Der 18. Oktober 1942 war für die sowjetischen Streitkräfte ein kritischer Moment, so dass erstmals in der Schlacht um Stalingrad ein taktischer Rückzug im Industriebezirk um 200 Meter angeordnet wurde.
Die Kämpfe in der Geschützfabrik „Barrikaden“ gestalteten sich als besonders schwierig, da es fast unmöglich war, inmitten der Trümmer, Güterwaggons, Schlackehalden und zerstörten Werkhallen den Gegner zu lokalisieren.
Generalleutnant Strecker beschrieb das schwierige Gelände wie folgt:

„Der Feind kommt einfach immer wieder und nützt die neu geschaffenen Ruinen zur Befestigung seiner Verteidigungsstellungen.“

Die Kämpfe erreichten eine besonders hohe Intensität und waren für beide Seiten äußerst verlustreich. Die deutschen Angriffsverbände erlitten ihre größten Verlustzahlen in der Zeit vom 16. bis 18. Oktober 1942, als viele Kampfkompanien in der Materialschlacht teilweise auf wenige Soldaten dezimiert wurden. Ein Geländegewinn von nur 20 Metern wurde bereits als großer Erfolg gewertet, meist ging dieser durch nächtliche sowjetische Gegenangriffe wieder verloren.
Am 19. Oktober 1942 verlagerte sich der Schwerpunkt der Gefechte auf das Schluchtengelände zwischen Geschützfabrik „Barrikaden“ und Stahlwerk „Roter Oktober“, während die Kämpfe in den Werkshallen unvermindert fortgesetzt wurden. Besonders intensiv wurde um den Gefechtsstand des 339. Schützen-Regimentes im Hauptbüro von „Barrikady“ gekämpft, hier hielt der sowjetische Widerstand noch bis zum 26. Oktober 1942 an.
Am 25. Oktober 1942 erhielt die 100. Jäger-Division den Befehl, „Barrikady“ vollends zu erobern. Als sich die Jäger am Bahndamm zum Angriff formierten, verfehlten die Stukas ihr Ziel und warfen ihre Bomben irrtümlich über die österreichischen Infanteristen ab, was den Angriff zum Scheitern brachte. Der Angriff wurde auch am folgenden Tag zu einem verlustreichen Fiasko: Die eingegrabenen sowjetischen Truppen ließen sich von den Sturmkeilen überrollen, kesselten eine größere deutsche Einheit ein und vernichteten diese.
Ähnlich wie das Stahlwerk konnte die Geschützfabrik nie vollständig eingenommen werden und in der anhaltenden Zermürbungs- und Abnutzungsschlacht konnte durch wechselseitige Angriffe und Gegenangriffe keine Entscheidung herbeigeführt werden. Die Rotarmisten konnten im Gegensatz zu den Truppen der Wehrmacht ihre Menschen- und Materialverluste durch stetigen Nachschub über die Wolga ausgleichen. Erst am 25. Oktober 1942 stellte die 6. Armee ihre Angriffsbemühungen in der Geschützfabrik vollständig ein, da die Verluste nicht mehr länger kompensiert werden konnten.

#### Angriff auf das Stahlwerk „Roter Oktober“ (23. bis 31. Oktober 1942)
Das Stahlwerk „Roter Oktober“ (russisch: Волгоградский металлургический завод «Красный Октябрь») und seine zehn Werkshallen galt wegen seiner günstigen topographischen Lage und den verteidigenden sowjetischen Eliteeinheiten längere Zeit als uneinnehmbar. Ende Oktober war das nasskalte Herbstwetter endgültig beendet und es brach ein strenger Winter mit Temperaturen zwischen −20 °C bis −30 °C herein. Luftangriffe wurden durch einsetzende Winterstürme erschwert.
| Einheit                 | Untereinheiten | Einsatzziel |
| 14. Panzer-Division     | Panzergrenadier-Regiment 103 und 108, Panzer-Regiment 36 und Kradschützen-Bataillon 64 – umgruppiert in drei Kampfgruppen                                                         | Panzer-Speerspitzen sollten Eisenbahnlinie nordwestlich der Brotfabrik nehmen, das „Hochhaus“ in der Mitte des Planquadrates 72a bis zum südlichen Sektor der Brotfabrik und zusammen mit der 79. und 305. ID südöstlich der Geschützfabrik „Barrikaden“ das westliche Wolgaufer einnehmen |
| 79. Infanterie-Division | Kampfgruppe Weber: Jäger-Regiment 54, eine Panzerschwadron der 24. PD mit 7 Panzern, Infanterie-Regimenter 208 und 212, unterstützt von den Sturmgeschütz-Abteilungen 244 und 245 | Einbruch in Stahlwerk „Roter Oktober“ und in den sowjetischen Brückenkopf am Wolgaufer. Schwerpunkt an der linken Flanke, Vernichtung der gegnerischen Stellungen an der Eisenbahnlinie „Stadtbahn“ und Eroberung des Nordwestsektors im Stahlwerk                                         |

| Einheit                  | Untereinheiten                                                                           | Einsatzziel |
| 24. Panzer-Division      | Kampfgruppe Below: Panzergrenadier-Regiment 21 und 26                                    | flankierende Feuerunterstützung beim Vorgehen der 305. ID, Vorgehen durch Panzergrenadier-Regiment 26 auf das Wolgaufer                                                                                            |
| 305. Infanterie-Division | Infanterie-Regimenter 578, 576 und 577, unterstützt von einer Panzerschwadron der 24. PD | IR 578 sollte am rechten Flügel durch die Geschützfabrik zum Wolgaufer durchbrechen und in Bewegung nordwärts zusammen mit dem rechten Flügel der Kampfgruppe Below sowjetische Stellungen am Wolgaufer bekämpfen. |

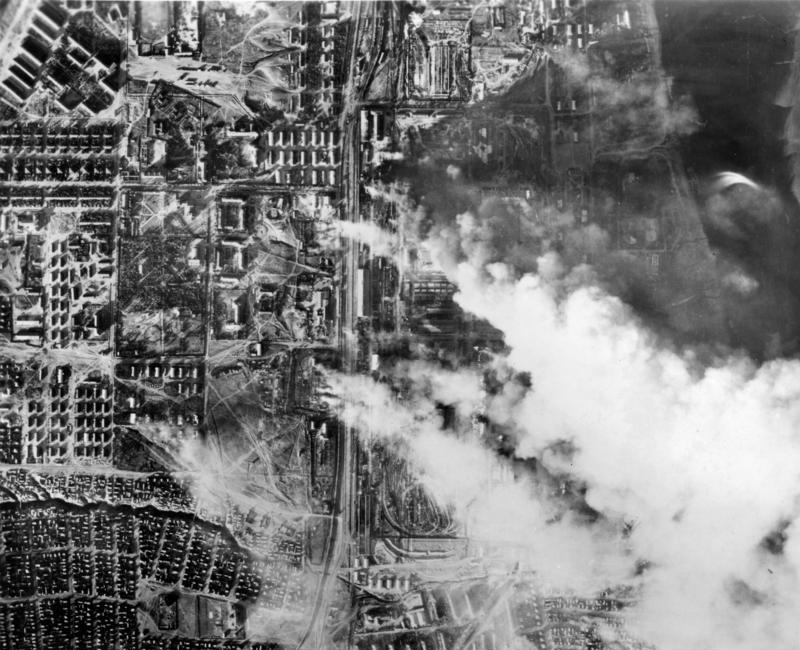
Stahlwerk Roter Oktober

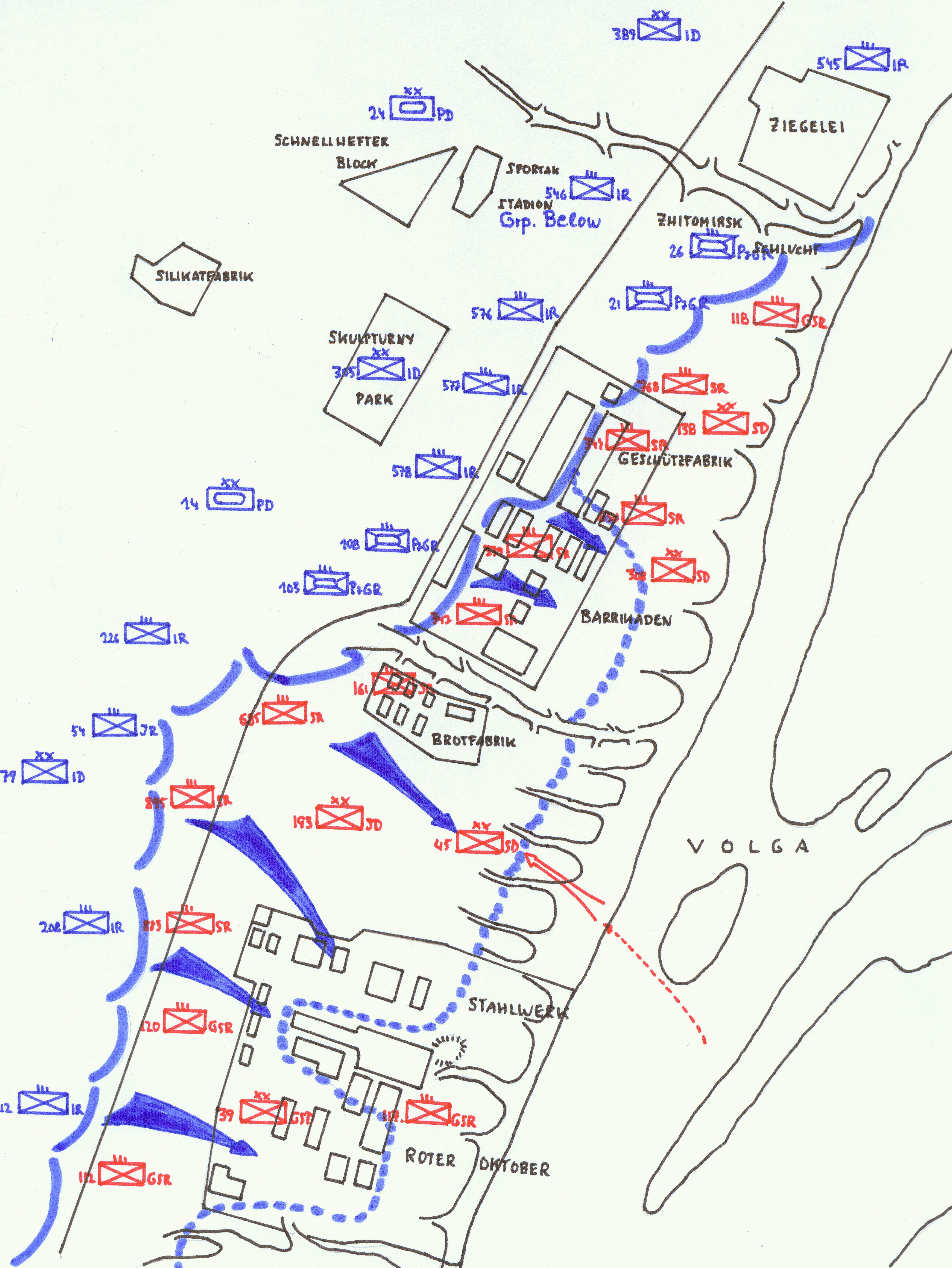
Stahlwerk Roter Oktober, Angriff 23. bis 31. Oktober 1942

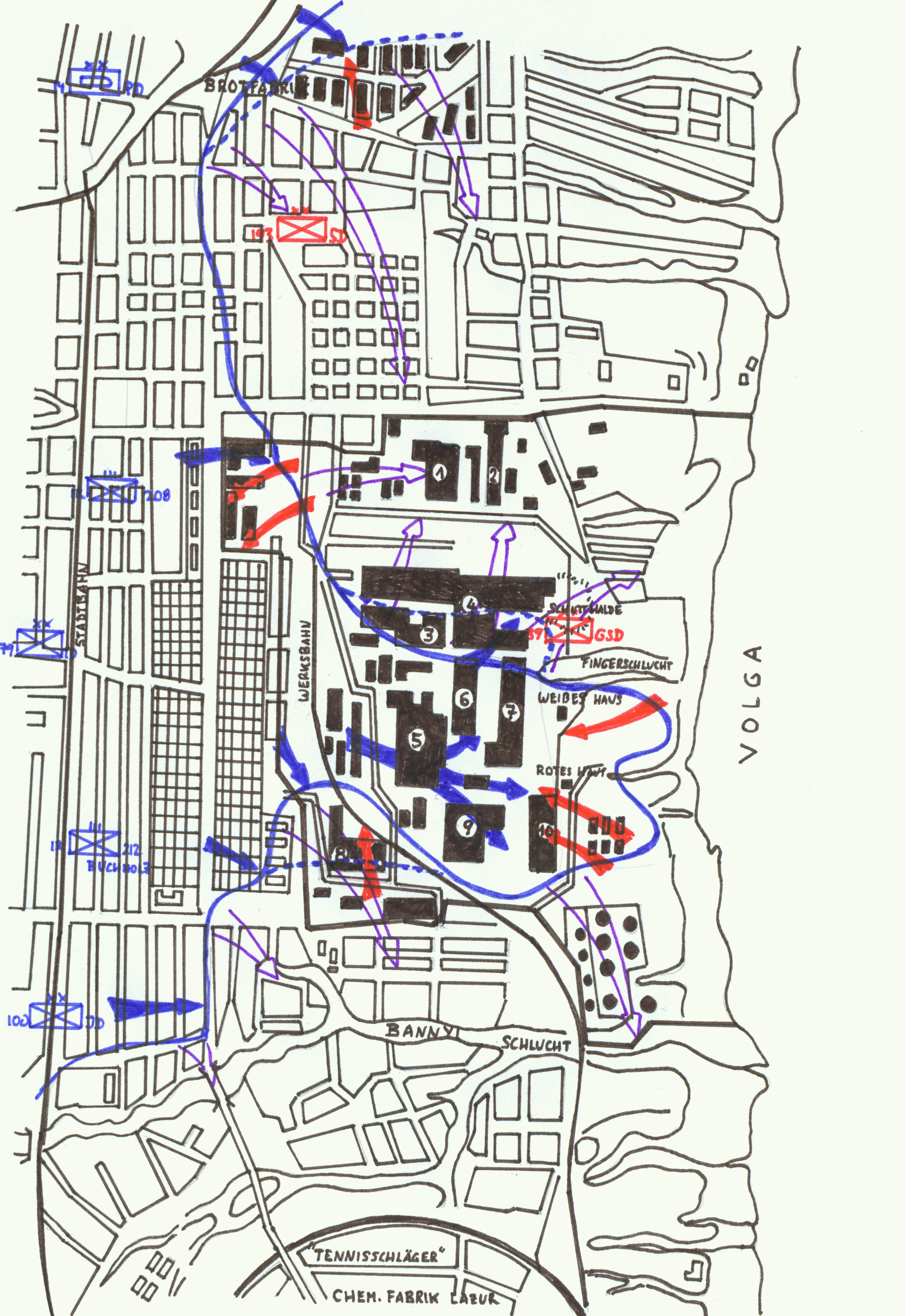
Stahlwerk Roter Oktober, Deutscher Angriff 23./24. Oktober 1942, weitestes kurzzeitiges Vordringen bis zur Wolga, violett Angriffsplanung

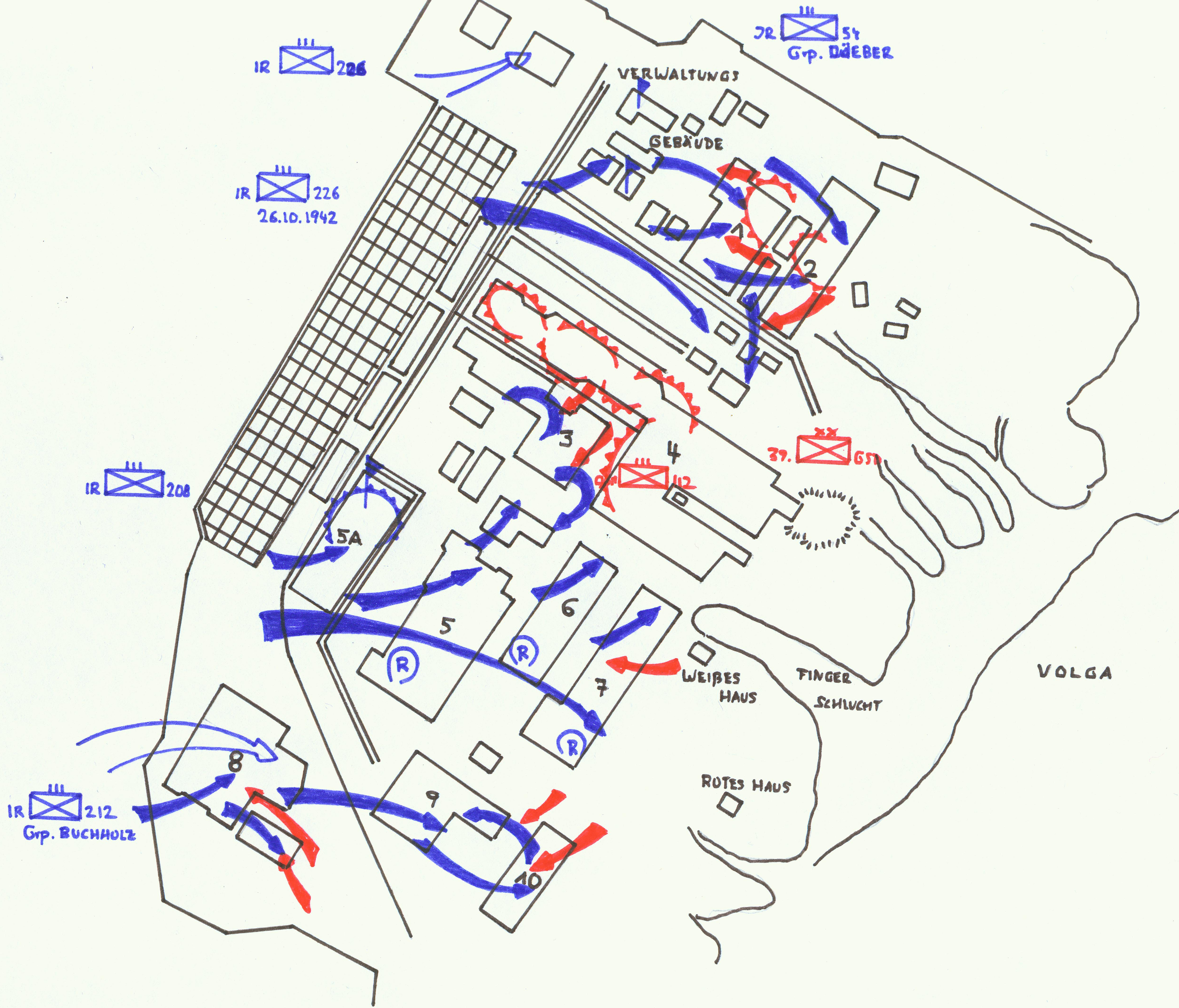
Stahlwerk Roter Oktober, Einnahme der Werkshallen bis auf Halle vier im Oktober 1942

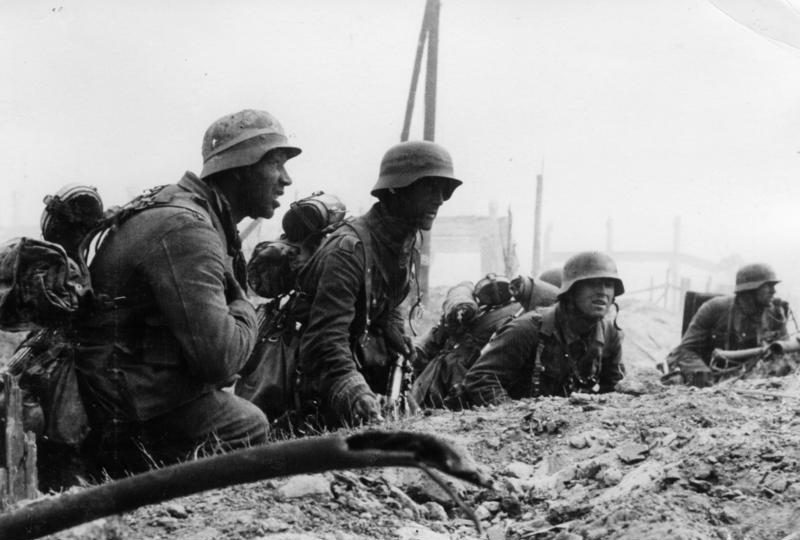
Deutsche Sturmpioniere in Angriffsvorbereitung

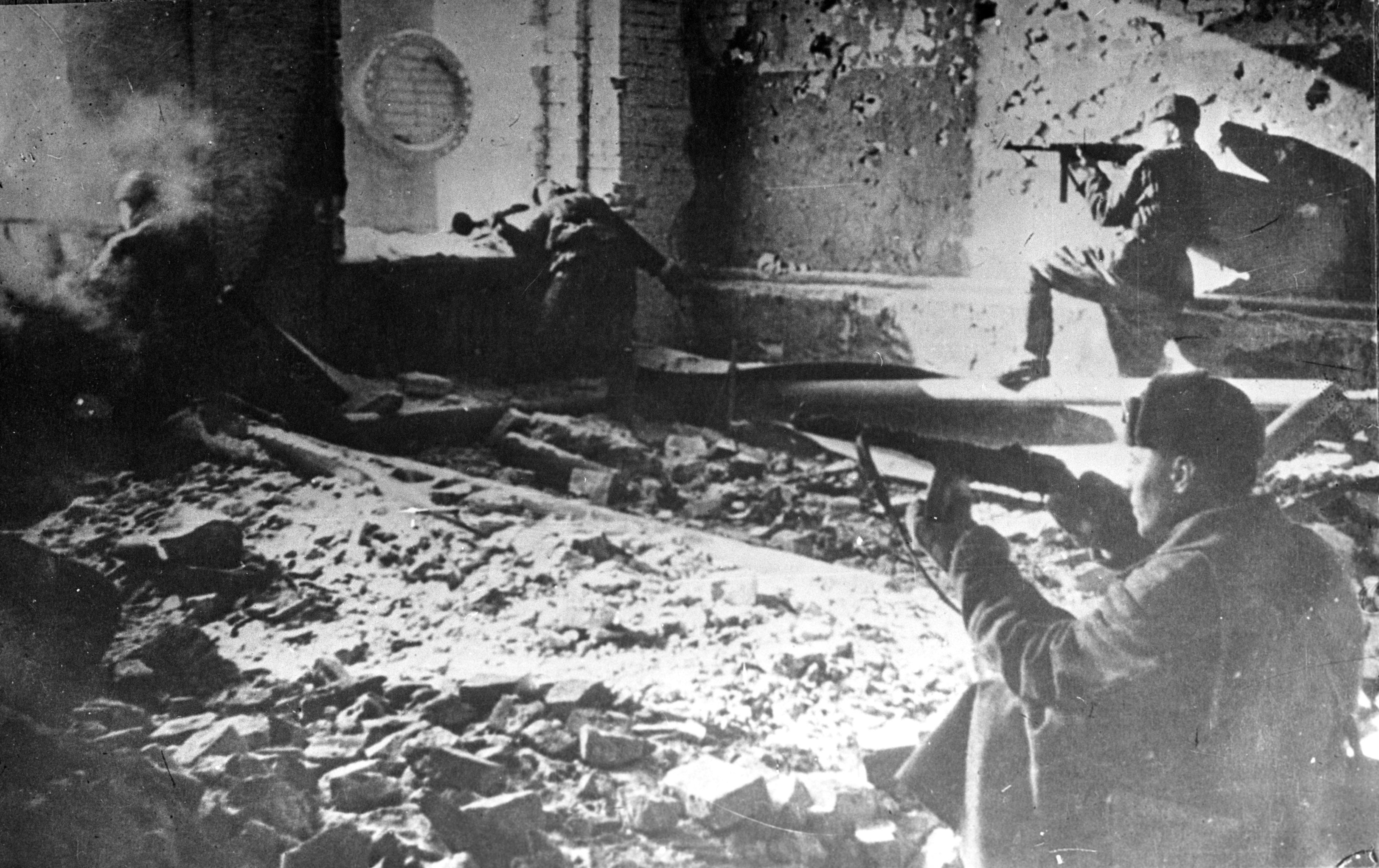
Sowjetische MP-Schützen in den Ruinen des Stahlwerks

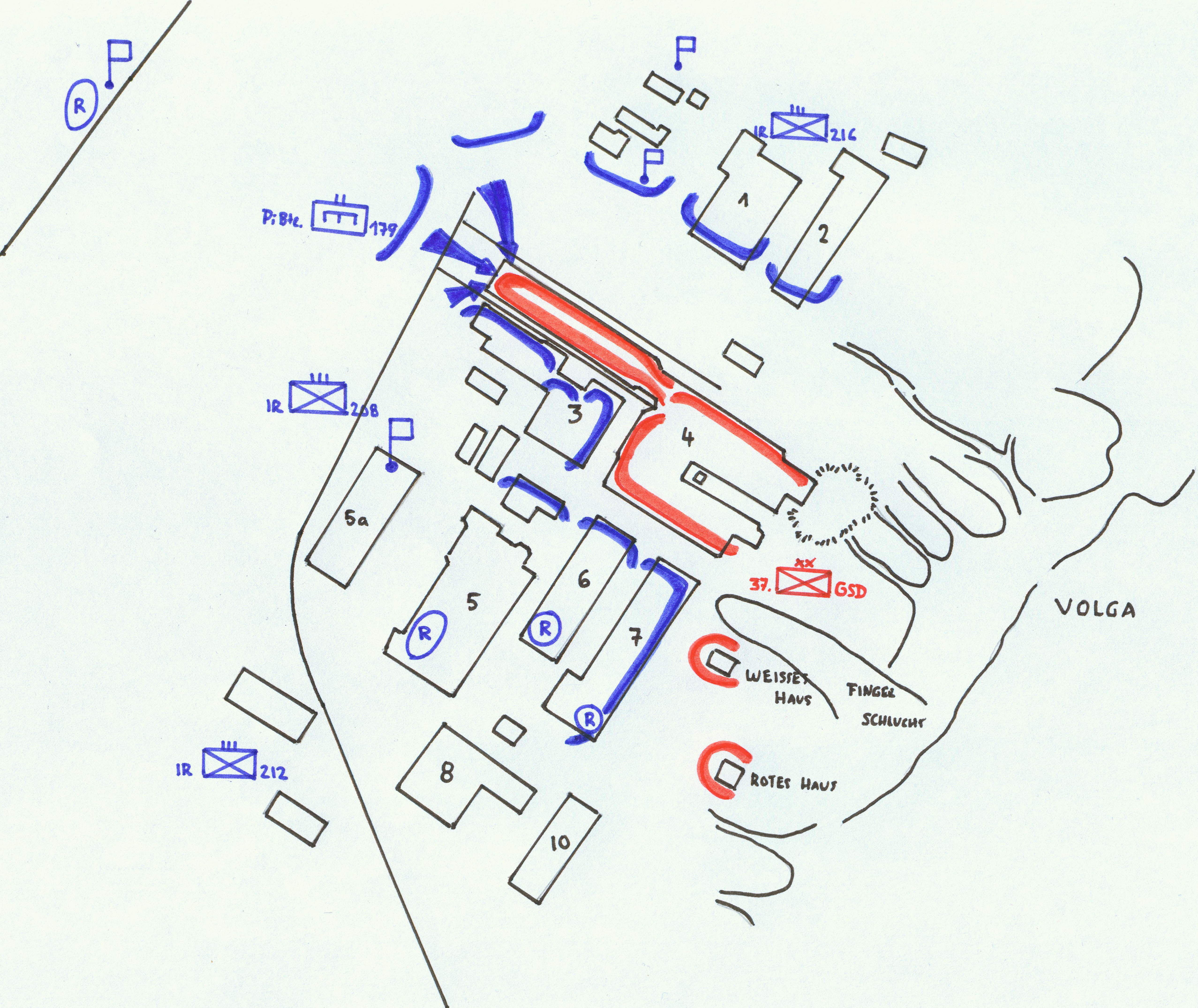
Angriff auf die Martinsofenhalle am 3. November 1942

Am 22. Oktober 1942 wurden bei der Vollendung der deutschen Offensivplanung unter Seydlitz-Kurzbach auf das Stahlwerk „Roter Oktober“ alle Infanteriezüge aufgelöst und es wurden Stoßtrupps zu jeweils ca. 15 Mann gebildet, die von Räumungstrupps begleitet wurden, welche die Aufgabe hatten, liegengebliebenen Feind zu vernichten.
Für die Offensive auf das Stahlwerk als letzte größere sowjetische Verteidigungsstellung wurde folgende Angriffsformation am 23. Oktober 1942 um 7 Uhr eingesetzt:
- 79. Infanterie-Division unter General von Schwerin wurde von der Donfront abgezogen und sollte mit dem verstärkten Jäger-Regiment 54 „Kampfgruppe Weber“ (100. Jäger-Division) das Stahlwerk aus dem gegnerischen Brückenkopf nehmen und zur Wolga durchstoßen[215]
- 14. Panzer-Division sollte Panzersperren an der Brotfabrik durchbrechen und zur 79. ID aufschließen

Verteidigt wurde das Stahlwerk „Roter Oktober“ von der 193. Schützen-Division und der 39. Gardeschützen-Division. Zu diesem Zeitpunkt hatten die Verbände folgende Stärke: 138. Schützen-Division: ca. 1000 Mann und 193. Schützen-Division: ca. 400 Mann, Ersatzkräfte ca. 3000 Mann.
Im Fabrikgelände von „Roter Oktober“ wurde besonders starke sowjetische Scharfschützenaktivität beobachtet. Wassili Saizew operierte dort häufig mit der „Akademie für Scharfschützen“ von den Dächern der Fabrik oder im Niemandsland zwischen dem Stahlwerk und der Chemischen Fabrik „Lazur“. Die Ausbildung in der Scharfschützentechnik fand in einem Gebäude der Chemischen Fabrik statt, kurz danach wurden die Rekruten schon direkt an die Front geschickt.
Der eigentliche Angriff im Stahlwerk „Roter Oktober“ fand auf einer lediglich 2,5 km breiten Front statt. Zuvor fanden Erkundungen durch Spähtrupps statt, anhand deren Berichte die Kompanien ihre Angriffsräume zugewiesen bekamen. Die Offensivkräfte wurden für den bevorstehenden Häuserkampf umgestellt und neu gruppiert.
Angriffsziel war die schrittweise Einnahme der Werkbahn sowie der Hallen 1 bis 10 und schließlich des Wolgaufers. Ein schneller Vormarsch wurde von Seydlitz ausdrücklich verboten: weitere Vorstöße waren nur gestattet, wenn alle sowjetischen Verteidigungsstellungen im eigenen Raum ausgeschaltet waren. Solange Artillerie und Luftwaffe Ziele unter Feuer nahmen, sollten die Infanteristen auf dem Boden liegenbleiben.
Der Angriff der deutschen Infanterie wurde durch eine lange Kolonne fest miteinander verkuppelter Güterwagen auf der Stadtbahn behindert und konnte erst fortgesetzt werden, nachdem Pioniere mit geballter Ladung eine Bresche schlugen. Die erste Verteidigungslinie am Bahndamm wurde unter großen Verlusten der Rotarmisten genommen. Die Werkbahn wurde gegen 9 Uhr eingenommen und um 11 Uhr drangen die ersten Stoßtrupps in die Werkhallen ein. Gegen 13 Uhr geriet der Angriff ins Stocken, da der Funkverkehr mit den vordersten Einheiten abbrach. Das Oberkommando der 6. Armee ging von einem Fiasko aus, da schwere Waffen vorerst nicht mehr eingesetzt werden konnten. Erst gegen 16 Uhr erreichte Paulus der Funkspruch, dass das Wolgaufer östlich von Halle 7 erreicht wurde. Da andere Einheiten im zähen Häuserkampf in den Werkhallen gebunden waren, bestand allerdings bei dem an der Wolga stehenden Bataillon die Gefahr der Einschließung und Vernichtung.
Die zweite Angriffswelle erlitt die größten Verluste und „blutete in den Werkshallen aus“, wie ein Augenzeuge berichtete. (Uffz Willi Heller 4./208)
In der Nacht musste sich das am weitesten vorgedrungene Bataillon vom Wolgaufer zurückziehen, da der Geländegewinn nicht weiter gehalten werden konnte.
Der Ostsektor des Stahlwerkes „Roter Oktober“ war von größter strategischer Bedeutung, da von dort aus der tote Winkel des flach ansteigenden Wolga-Ufers beherrscht werden konnte. Die Rote Armee konnte sich in den Hallen 1 bis 3, Halle 8 und dem Schulgebäude erfolgreich behaupten. Der Angriff des verstärkten Jäger-Regiments 54 blieb an den Bunkeranlagen vor der Banni- (auch Bajonett-Schlucht im Planquadrat 62 genannt) liegen. Die Infanteriekompanien in den Werkhallen richteten sich improvisiert zur nächtlichen Verteidigung ein und mussten dabei zahlreiche massive Gegenangriffe der Roten Armee überstehen. Die Verluste bei der Wehrmacht betrugen 25 % der Angriffsstärke, bei Offizieren durch Scharfschützen sogar 50 %.
Das Zentrum der 79. ID, bestehend aus IR 208 und PiBtl. 179, sollte am 23. Oktober 1942, in Stoßkeilen gruppiert, die schwer befestigten Verwaltungsgebäude von „Roter Oktober“ nehmen: „H-Gebäude“, „Leiterhaus“, „Hakengebäude“ einschließlich der wichtigsten Hauptfabrikhallen 3–7. Massives sowjetisches Artilleriefeuer brachte den Angriff von IR 208 und Jäger-Regiment 54 jedoch nach Einnahme der Hallen 3 und 6 im Vorfeld der Westseite von Halle 4 zum Stillstand. Der weite Vorstoß von seiner Ausgangsposition machte das Jäger-Regiment anfällig für Gegenangriffe der Roten Armee. Dennoch wurde gegen 18 Uhr die kurzfristige Einnahme der Südseite von Halle 4 vermeldet, wo sich das 120. Gardeschützen-Regiment unter Major Goriachew zur Verteidigung eingerichtet hatte. Als Panzergrenadiere der 24. PD die Halle 4 (Martinsofenhalle, russ. Мартеновский заводской цех, Martenowski sawodskoi zech) stürmen wollten, fanden sie ein schreckliches Schlachtfeld inmitten der Industrietrümmer vor. Schwerin beschloss, sich auf die vollständige Einnahme der Martinsofenhalle zu konzentrieren, da sich dort die Verteidiger teilweise in den noch unzerstörten Schornsteinen eingerichtet hatten und von dort aus fast den gesamten Abschnitt der 79. ID unter gezieltes Feuer nehmen konnten. IR 208 und PiBtl. 179 sollten in einem zweiphasigen Angriff die Gardeschützen endgültig aus der Martinsofenhalle vertreiben.
Die Halle 4 mit den Martinsöfen bildete das Zentrum der Sowjetverteidigung. Luftangriffe waren bei den dickwandigen Martinsöfen wirkungslos, diese konnten nur durch einen Frontalangriff der Infanterie mit verstärkten Kräften und hoher Truppenüberlegenheit genommen werden. Die Halle war über 100 m lang und 40–80 m breit und das Kerngebäude des Stahlwerkes „Roter Oktober“. Seine Schornsteine waren von weithin sichtbar und in der Mitte befanden sich acht Martinsöfen, die tief in den Boden eingelassen waren. Von dort aus führten Treppen in 40 bis 50 m Tiefe in betonierte Unterkunftsräume und Hallen, Lagerräume und Kantinen. Auch bestand von hier aus eine Verbindung zum Wolgaufer und den Nachschubwegen.
Die Halle wurde von Rotarmisten der 39. GSD (Gardeschützen-Division) verteidigt, deren gut positionierte MG-Stellungen jegliche Annäherung unmöglich machten. Auch waren auf den Schornsteinen des Stahlwerkes Maschinengewehr- und Scharfschützen positioniert, welche das gesamte Werksgelände inklusive Straßen, Schluchten und Trampelpfaden durch das Trümmerfeld einsehen und unter Beschuss nehmen konnten.
Oberstleutnant Wolf (Kommandeur Infanterie-Regiment 208) berichtete von der Schlacht im Stahlwerk von einem Kampf im Trümmerfeld einer „grausigen Mondlandschaft“ mit umherirrenden Zivilisten und orientierungslosen eigenen Soldaten. Das Feuer ließ sich oft nicht lokalisieren, noch feststellen, ob es vom Gegner oder von den eigenen Einheiten kam. Gekämpft wurde auch um den Kanaldurchlass zwischen Stadt- und Werkbahn, da die Zugänge zur Kanalisation von der Roten Armee beansprucht wurden. Die Gefechte konzentrierten sich lange Zeit um die massiven Verwaltungsgebäude der Fabrik und um Halle 4, wo immer noch keine Vorwärtsbewegung möglich war.
Am 24. Oktober 1942 wurde die Einnahme des Stahlwerkes „Roter Oktober“ durch die 79. ID bis auf Halle 4 vom OKW bekanntgegeben. Die Verluste waren wesentlich größer als angenommen, auch brach der Funkverkehr sehr häufig zusammen, so dass Melder geschickt werden mussten. In den ersten Kampftagen fielen allein 20 Melder durch Scharfschützen. Die Brotfabrik wurde zeitgleich mit der Eroberung des Stahlwerkes am 24. Oktober 1942 vom Panzergrenadier-Regiment 103 (14. PD) erobert. Die Hauptlast der Kämpfe trug hier die 14. Panzergrenadier-Brigade unter Oberstleutnant Hans Freiherr von Falkenstein.
Halle 4 war vom Westen und vom Süden her eingeschlossen. Die Westseite von Halle 4 wurde für eine kurze Zeit erobert. Eine Woche nach dem Angriff vom 24. Oktober 1942 war der Erfolg des LI. Armeekorps jedoch völlig absorbiert. Was zuvor als minimales Tagesziel in den Werkhallen 1, 5, 10 und der Martinsofenhalle ausgegeben wurde, wurde in der Nacht durch Tschuikows Verstärkungen über die Wolga wieder egalisiert. Die Verluste der Roten Armee bei Tag wurden nachts wieder ersetzt. Am 25. Oktober 1942 fasste Schwerin die noch einsatzfähigen 2500 Soldaten der Division unter dem Oberbefehl von Oberstleutnant Richard Wolf (Kommandeur der Divisions-Mörsereinheiten und seit 1943 Ritterkreuzträger) zusammen und befahl erneut die Einnahme der Martinsofenhalle. Der erste Angriff schlug fehl, nachdem die Sturmtruppen in das Innere der Halle eindrangen und Gardeschützen aus einem unterirdischen Abflussgraben, welcher sich durch die Halle zog, an die Oberfläche gelangten und aus versteckten Positionen mit automatischen Waffen und Maschinengewehren unter Feuer nahmen. Verstärkungen vom IR 212 und 700 Pionieren des PiBtl. 179 sollten die Entscheidung bringen.

„Der Vorstoß von Westen, unterstützt von starkem Artillerie-Abwehrfeuer auf die Martinsofenhalle erzielte einen guten Anfangserfolg. Wir konnten bis zur Hälfte in Halle 4 eindringen, während Halle 1 und 2 zurückerobert wurden. Fortan verlief die vordere Grenze unserer Truppen entlang der östlichen Fabrikseite. Leider war der Erfolg in Halle 4 nicht von Dauer. Unsere Truppen waren Gegenangriffen des 120. Gardeschützen-Regiments ausgesetzt. Danach verlief die vorderste Linie nur noch entlang der Westseite von Halle 4“

Am 25. Oktober 1942 begann Phase zwei im Kampf um „Roter Oktober“ mit dem Ziel, Halle 4 zu erobern. Um Halle 4 zu werfen, waren nach Ansicht des Divisionsstabs der 79. ID ausgeruhte Truppen und Sturmpioniere notwendig. Hierzu wurden die Kampfgruppen umorganisiert und Oberstleutnant Richard Wolf unterstellt. Eine neue Kampfgruppe „Buchholz“ (Hauptmann Buchholz, IR 212), Teilen der 79. ID und Sturmpionieren wurden mit dieser Aufgabe betraut. Halle 4 wurde von einem großen unterirdischen Entwässerungsgraben, der direkt zur Wolga führte, versorgt. Gardeschützen nutzten den Graben und die erkalteten Martinsöfen als Verfügungsraum. Nördlich der Martinsofenhalle wurden Halle 1 und 2 erobert, hier verlief die Hauptkampflinie in der Kampfphase zwei. Deutschen Sturmpionieren gelang kurzzeitig der Einbruch bis zur Mitte der Martinsofenhalle, diese ging bei einem nächtlichen sowjetischen Gegenangriff aber wieder verloren. Ein Verband der 79. ID erlitt hohe Verluste, als bei einem Sturzkampfbomberangriff ein mit Panzerplatten beladener Waggon getroffen wurde und die darunter liegenden Soldaten tötete.
Oft fanden tagsüber nur noch Luftangriffe und Artilleriegefechte auf beiden Seiten statt und in der Nacht Operationen der Stoßtrupps, teilweise mit Gefechtsfeldbeleuchtung. Verpflegung konnte wegen Scharfschützenbeobachtung auch nur nachts erfolgen. Die Stellungen der Rotarmisten auf der Steiluferseite konnten nicht genommen werden, da Artillerie und Mörser hier nicht wirkten. Der Gefechtsstand der 62. Armee und der Bunker General Tschuikows lagen nur 50 Meter von der 14. PD entfernt. Es entwickelte sich ein verlustreicher Stellungskrieg in der Hauptkampflinie zwischen Geschützfabrik und Stahlwerk.
In Halle 4 kämpfte auf deutscher Seite auch das kroatische Regiment 369 unter Oberst Pavicic weiter um die Entscheidung. Von den 3865 kroatischen Soldaten waren am 21. Oktober 1942 nur noch 983 am Leben, davon nur 447 einsatzfähig.
Das erst am 26. Oktober 1942 eingetroffene IR 226 wurde in den folgenden drei Tagen direkt in die anhaltenden Kämpfe um die Martinsofenhalle geschickt, war aber nicht in der Lage, die Halle zu erobern.

„Während der Angriffe der 79. Infanterie-Division auf das Stahlwerk ‚Roter Oktober‘ setzte sich die Erkenntnis durch, dass die Martinsofenhalle der Eckstein der Verteidigung der Roten Armee ist. Halle 4 mit ihren großen Martinsöfen innerhalb der massiven Außenwände ist eine Art natürliche Festung, die weder mit Stukas noch mit Artillerie zerstört werden kann. Auch die Infanterie ist ungeeignet für die Einnahme. Aufgrund seiner Konstruktion und seiner Verteidigungsanlagen ist sie ein bevorzugtes Ziel für die Sturmpioniere.“

Am 29. Oktober 1942 konzentrierten sich Luftwaffe und Artillerie erneut auf die Martinsofenhalle als vorrangiges Angriffsziel, als nächtlicher Großangriff der Infanterie mit Flammenwerfern und dem neu eingetroffenen Infanterie-Regiment 226/79. Der Angriff scheiterte jedoch am starken sowjetischen Abwehrfeuer. IR 226 sollte die Schutthalde und die „Burg“ nordöstlich der Martinsofenhalle nehmen, somit verschob sich die HKL wieder auf den Ostrand der Hallen 1 und 2.
Die Martinsofenhalle war im November 1942 ein Frontkeil, von dem aus die Rote Armee blitzartige Offensiven eröffnen und den Gegner in großer Zahl binden konnte. Mit Halle 4 konnte das Hintergelände bis zum Steilufer der Wolga beherrscht werden. Das sowjetische Verteidigungssystem bestand weiterhin aus Stellungen südöstlich der Schlackenhalde, der „Fingerschlucht“, dem Weißen und dem Roten Haus, deren natürliche Barriere die Halle 4 darstellte. Für die Rote Armee hätte ein Wegfall der Martinsofenhalle das Preisgeben der Wolgaübersetzungsstellen und der befestigten Stützpunkte bedeutet, aus diesem Grund lag die Hauptbemühung der Sowjets auf der Verteidigung dieser Halle. Am 31. Oktober wurde die Martinsofenhalle wieder vollständig von der 39. Gardeschützen-Division zurückerobert.
Die Kämpfe hielten in Halle 7 und 10 an und vom Wasserturm verursachten sibirische Scharfschützen hohe Verluste unter Offizieren und vorgeschobenen Einheiten. Am 2. November griff das IR 369 erneut die Martinsofenhalle an und sollte die Kampfgruppe Buchholz, die sich in der Mitte der Halle 4 befand, entlasten. General Werner Sanne, Kommandeur der 100. Jäger-Division verlieh Zugführer Podobnik das Eiserne Kreuz Zweiter Klasse, da seine Einheit einen wichtigen Bunker der Roten Armee einnehmen konnte, der ein komplettes deutsches Regiment am Fortkommen hinderte.
Bis zum 31. Oktober waren alle Werkshallen bis auf Halle 4 in deutscher Hand, man stellte jedoch fest, dass Luftwaffe und Artillerie der Infanterie keine weitere Unterstützung mehr bieten konnten. Die neu eingetroffene 45. sowjetische Schützen-Division wurde am gleichen Tag über die Wolga verlegt und erhielt den Befehl, die Martinsofenhalle, die Kalibrierungsabteilung und das Fertigwarenlager zurückzuerobern.
Angesichts der Zähigkeit der Kämpfe im Stalingrader Industriebezirk und dem möglichen Zulauf durch sozialistische Aktivisten aus dem Ausland, ordnete Reichspropagandaminister Goebbels an, dass Begriffe wie „Geschützfabrik Barrikaden“ und „Stahlwerk Roter Oktober“ in der deutschen Presselandschaft nicht mehr verwendet werden dürfen.

#### Angriff gegen die letzten sowjetischen Verteidigungsstellungen (9. bis 14. November 1942)

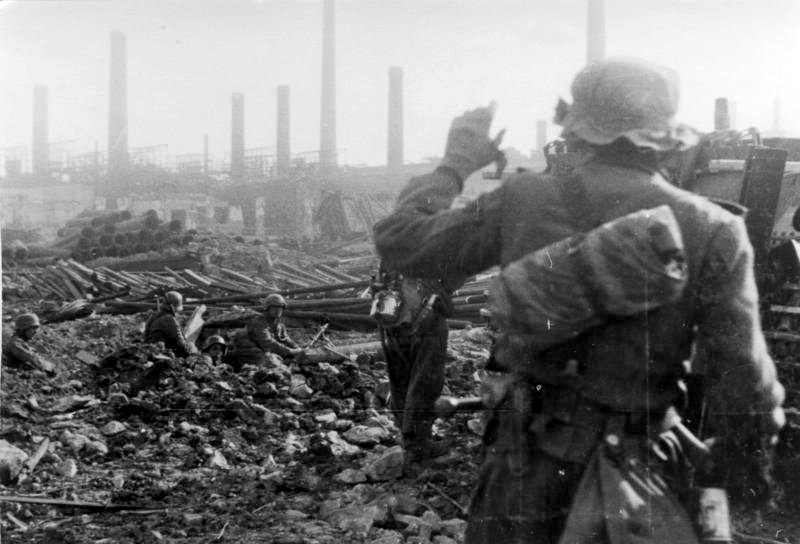
Stalingrad Industrieanlagen

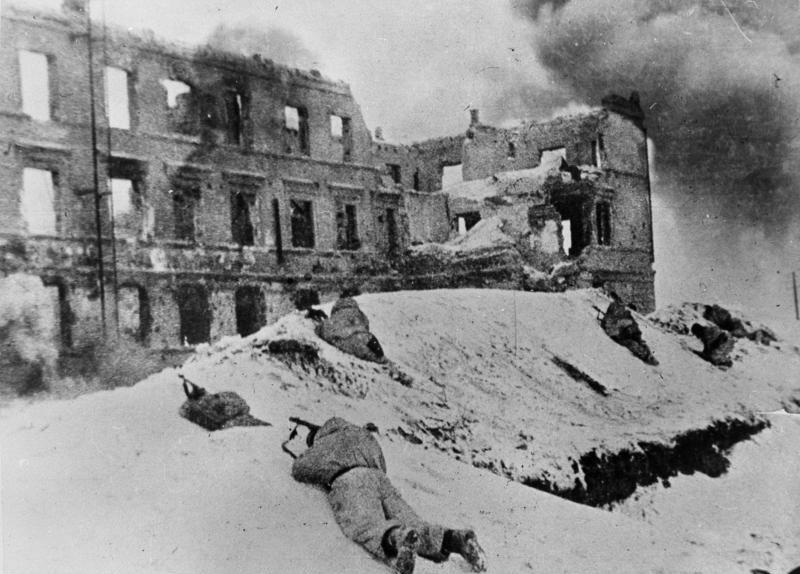
Sowjetischer Gegenangriff

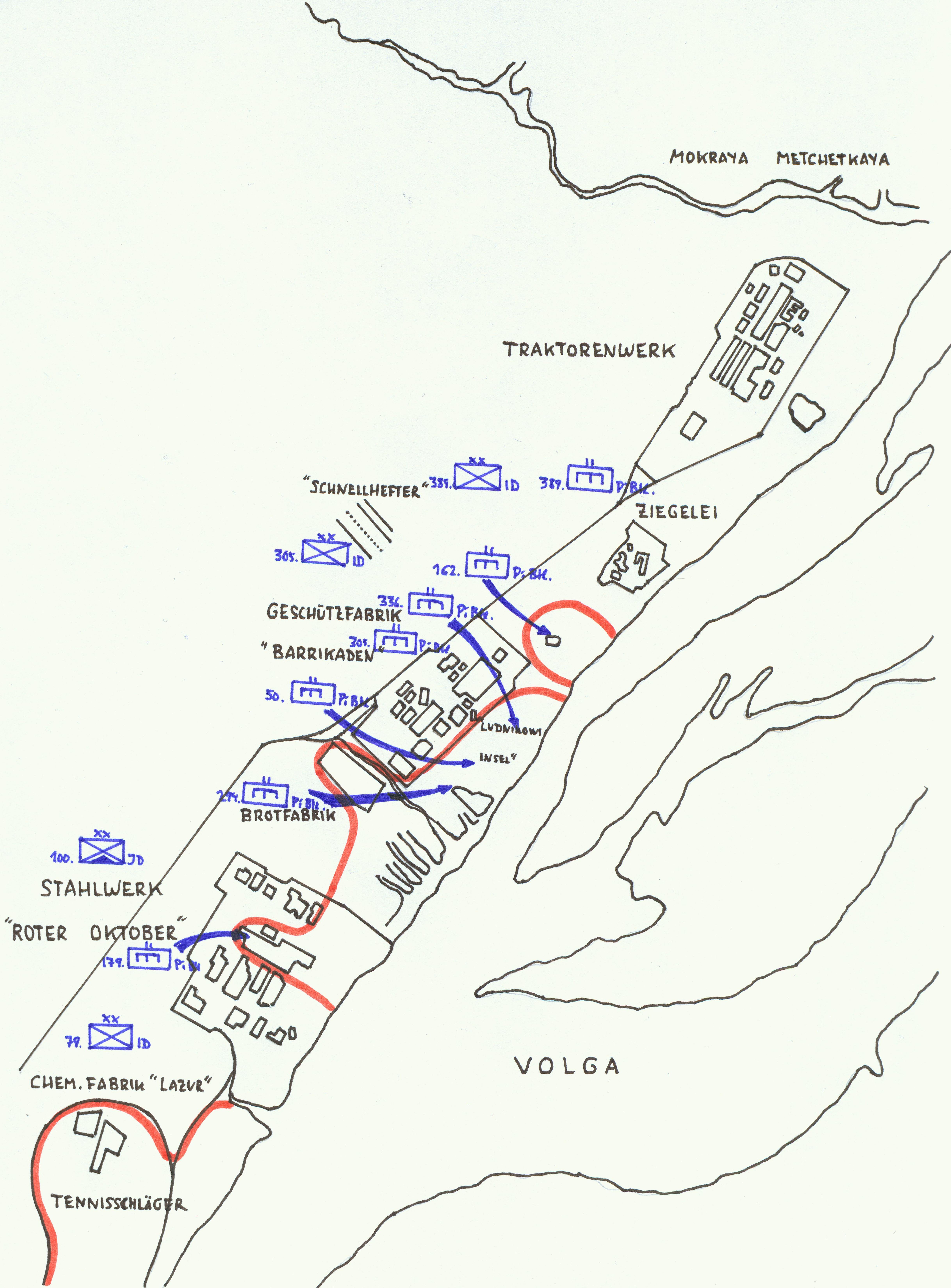
Operation Hubertus November 1942

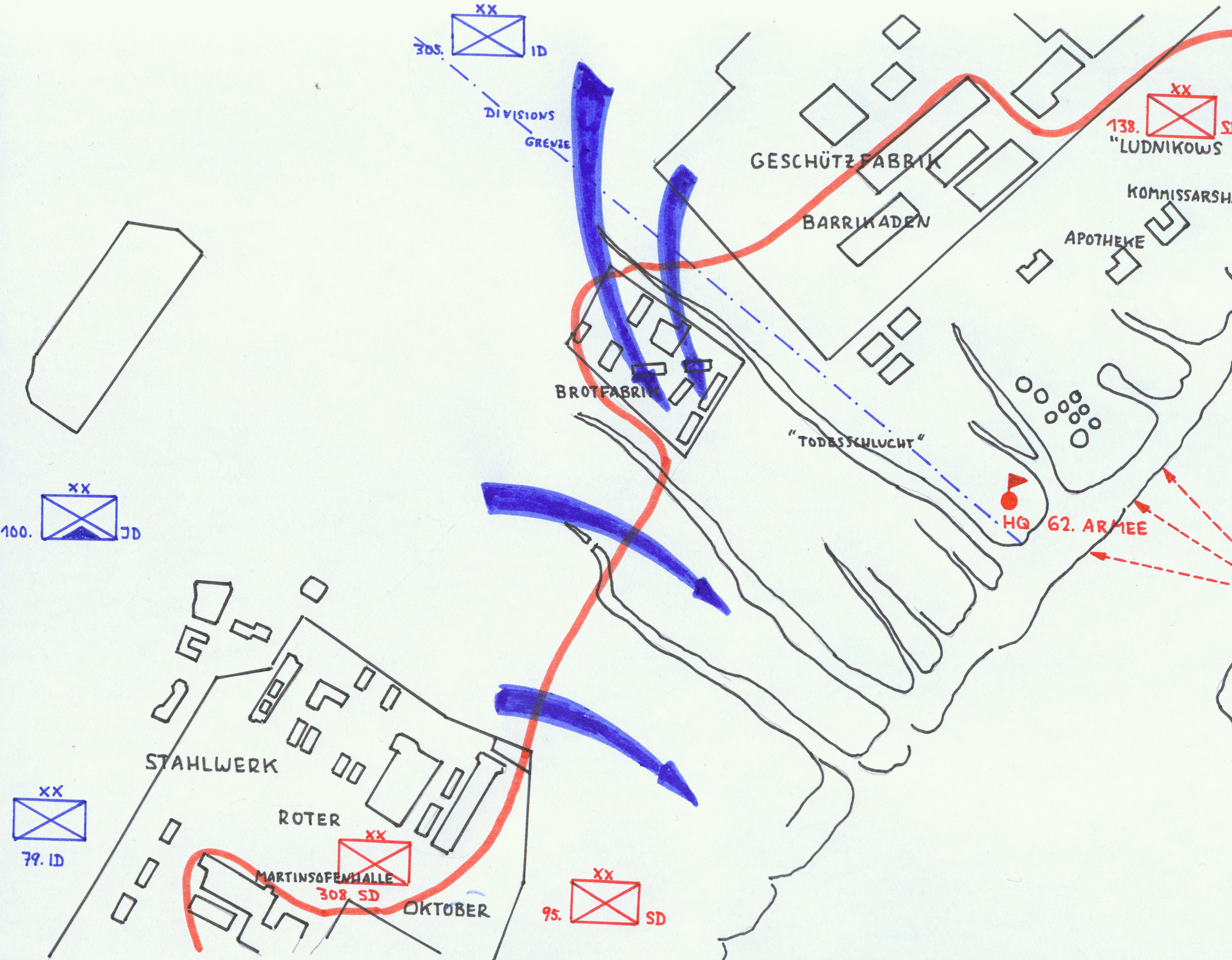
Frontverlauf Barrikaden – Roter Oktober

Am 1. November 1942 brach der letzte Angriff der 79. ID im Stahlwerk „Roter Oktober“ im schweren Artilleriefeuer zusammen. Aufgrund des Munitionsmangels konnte kein weiterer Geländegewinn mehr verzeichnet werden. Druck auf die sowjetischen Stellungen wurde nur noch mit punktuellen Kleinangriffen („gewaltsame Erkundungen durch Spähtrupps“) aufrechterhalten.
Diese Ereignisse führten mitunter zu einem grundlegenden Strategiewechsel der 6. Armee, keine Offensiven mit Großverbänden, sondern gezielte Operationen durch Spezialeinheiten für besondere militärische Aufgaben: Hitlers Rede verkündete am 9. November 1942 im Münchner Bürgerbräukeller den Einsatz kleinerer Kampfverbände: „[…] weil ich dort kein zweites Verdun haben will, sondern es lieber mit ganz kleinen Stoßtrupps mache. Die Zeit spielt dabei gar keine Rolle. Es kommt kein Schiff mehr die Wolga hoch und das ist das Entscheidende.“
Forciert wurde dieses Vorhaben federführend durch Generaloberst Wolfram Freiherr von Richthofen, Oberbefehlshaber der Luftflotte 4, welcher sich gegenüber Paulus durchsetzte und die Freigabe der Sturmpioniere, einer Elitetruppeneinheit für Häuserkampf und andere Spezialaufgaben, erwirkte. Vorausgegangen waren Konflikte zwischen Richthofen und der Heeresleitung mit Friedrich Paulus und Walther von Seydlitz-Kurzbach. Richthofen beschwerte sich über den von ihm bezeichneten „Heereskonventionalismus“:

„Die Artillerie schießt nicht und die Infanterie nutzt Bombenabwürfe gar nicht aus. Unsere Flugzeuge werfen jetzt schon auf Handgranatenweite vor der Infanterie, die nichts tut.“

Für diese Operation waren 305. ID, 389. ID, Sturmpioniere und Sturmgeschütze vorgesehen, mit der Planung wurden Oberst Bernhard Steinmetz, Kommandeur der 305. ID und Major Josef Linden, Kommandeur des PiBtl. 672 betraut. Der Divisionsgefechtsstand befand sich im „Schnellhefterblock“, einem Häuserblock westlich der Geschützfabrik „Barrikaden“, der in der Phase der Kämpfe um die Arbeiterviertel schwere Verluste verursachte. PiBtl. 336 und 294 wurden eingeflogen, PiBtl. 45 (mot), PiBtl. 50 und PiBtl. 162 erreichten am 4. November 1942 Stalingrad auf dem Landweg. Diskutiert wurden unterschiedliche Vorgehensweisen: von Seydlitz sah vor, das Wolgaufer mithilfe der Sturmpioniere im Gefechtsabschnitt der 295. ID zu gewinnen, während Hitler die Eroberung der Chemischen Fabrik „Lazur“ favorisierte. Schließlich entschied man sich für die zweite Variante, dazu bildete die 79. ID mit Teilen der 14. und 24. PD die „Kampfgruppe Schwerin“, während die 14. PD die „Kampfgruppe Seydel“ und die 24. PD die „Kampfgruppe Scheele“ formierte. Am 6. November 1942 änderte Hitler seinen Plan und räumte der Eroberung des Wolgastreifens zwischen „Barrikaden“ und „Roter Oktober“ höchste Priorität vor der Einnahme der Chemischen Fabrik ein.
Die letzten sowjetischen Verteidigungsstellungen befanden sich in der Geschützfabrik „Barrikaden“, Stahlwerk „Roter Oktober“ und Eisenbahnschleife „Tennisschläger“. Der deutsche Angriff zielte zunächst auf die „Apotheke“ (auch als „Weißes Haus“ bezeichnet, zwei Häuserzeilen im Rohbau zwischen „Roter Oktober“ und Wolga) das Haus 78, das Kommissarshaus (auch als „Rotes Haus“ bezeichnet, ein roter Backsteinbau 200 m links von der Apotheke), die Brotfabrik und die als uneinnehmbar geltende Martinsofenhalle im Stahlwerk „Roter Oktober“ ab.
Am 11. November 1942 fand unter dem Oberbefehl von General Schwerin (79. ID) ein Großangriff auf die Martinsofenhalle und die 400 dort verschanzten Verteidiger der 39. GSD statt. Schwerin gewann rasch die Erkenntnis, dass die dortigen Stellungen mit den herkömmlichen Waffen der Infanterie nicht niederzukämpfen waren. Hauptmann Helmut Welz führte das PiBtl. 179 (79. ID) gegen die von den sowjetischen Truppen gehaltene Kanalisation der Halle 4. Der Vormarsch der drei, jeweils 30–40 Mann starken Stoßtrupps ging nur sehr zäh voran. Um jeden Meter, jede Häuserecke, Treppenabsatz und Kellerloch wurde hart gekämpft. Dem Stoßtrupp folgte ein Sicherungstrupp, um liegengebliebene Rotarmisten zu bekämpfen. Weiterhin sollte das im Nahkampf geschulte kroatische Infanterie-Regiment 369 nachrücken und das Gelände sichern. Tschuikow bemerkte, dass die von der Roten Armee kopierte und in Stalingrad sehr erfolgreiche Stoßtrupp-Taktik beim Angriff auf die Martinsofenhalle zum Scheitern verurteilt war, da sich die Angreifer auf offener Fläche und nicht wie die Sowjetsoldaten in befestigten Laufgräben dem Angriffsziel näherten. Das Infanterie-Regiment 369 wurde von Leutnant Rudolf Baricevic angeführt und unterstützte den vierseitigen Angriff der Pioniere auf die Martinsofenhalle. Drei ihrer Angriffe wurden von Rotarmisten abgewehrt, einem vierten gelang der Einbruch, sie verloren jedoch die Orientierung in den Trümmern und wurden von sibirischen Scharfschützen getötet.
In den frühen Morgenstunden wurden starke Sprengladungen an den Hallenwänden ausgelöst. Getarnt durch die Rauchwolken der Explosion konnten die ersten Sturmpioniere in Halle 4 eindringen. Nach einem erbitterten dreistündigen Kampf wurde lediglich ein Geländegewinn von 70 Metern verzeichnet. Die Vorwärtsbewegung war durch die von Bomben völlig zerstörte Fabrikruine aus Eisenteilen, Mauerresten, zerstörten Maschinen, verbogenen Stahlträgern, Draht und Geröll extrem mühselig bis unmöglich, vielerorts nur im Kriechgang durch das Dauerfeuer der sowjetischen Maschinengewehre. Die Stoßtrupps konnten nicht genug Wucht in ihrer Offensive entwickeln, um das gewonnene Terrain in Halle 4 zu halten. Stärkere Verbände konnten sich in den engen Ruinen wiederum nicht entfalten und somit scheiterte das Unternehmen, die Martinsofenhalle direkt mit beschränkten Mitteln an Mannschaftsstärke und Feuerkraft zu nehmen. Die Truppenteile, die in Halle 4 eindringen konnten, wurden vom massiven feindlichen Abwehrfeuer aus mehreren Richtungen gestoppt. Der Angriff der Wehrmacht geriet schließlich in einen größeren sowjetischen Gegenangriff und wurde verlustreich abgeschlagen. 50 % der Sturmpioniere fielen am ersten Tag aus, insgesamt fielen 13 Unteroffiziere und 41 Mannschaftsdienstgrade. Die Kroaten zählten 33 Gefallene.
Es folgte der Wintereinbruch und die Temperaturen sanken auf −18 °C Stoßtruppunternehmen der 71., 295. ID und 100. JD sollten Täuschungsmanöver darstellen, um den Gegner von den eigentlichen Zielen der Operation Hubertus abzulenken. Sowjetische Aufklärer, welche sich tief hinter den deutschen Stellungen befanden, lieferten der 62. Armee detaillierte Informationen über den Truppenaufmarsch. Die im Fabrikbezirk stehenden Schützendivisionen gruppierten sich ebenfalls taktisch um und erhielten den Auftrag, ihre Brückenköpfe täglich um 100 Meter nach Westen zu erweitern.
Die 71., 79., 100., 295. 305. und 389. Infanterie-Division mit den angegliederten Pionierbataillonen eröffneten am 11. November 1942 den Angriff.
Da die 305. ID durch ihren pausenlosen Einsatz große Ausfälle hatte („Grabenstärke“ einer Kompanie nur noch 25–35 Mann), wurde der Angriff durch vier Bataillone Sturmpioniere begonnen, denen die 305. ID folgen sollte. Der Angriff wurde auf rund zwei Kilometern Breite vorgetragen und durch Fabriktrümmer und Geländehindernisse sehr erschwert. Die Bewaffnung und Munitionierung der deutschen Truppen war unzureichend. Die sowjetischen Verteidigungsstellungen wurden von Elitesoldaten der Gardeschützen verteidigt.
Eine Kompanie des PiBtl. 336 hatte schon in der Bereitstellung Ausfälle von 18 Mann in einer verminten Fabrikhalle. Rotes und Weißes Haus waren von der Roten Armee zu starken Stützpunkten ausgebaut worden und konnten vom PiBtl. 50 (mot) nicht eingenommen werden. Die Verluste am 9. November 1942 wurden mit 15 % beziffert. Ohne Nachführung von unverbrauchten Infanterie-Regimentern waren die Geländegewinne der Sturmpioniere nicht zu halten. Die Sturmpioniere konnten die Apotheke nach Plan einnehmen, gerieten aber beim Kommissarshaus in einen Feuerüberfall, der ihre erste Offensive zusammenbrechen ließ. Erst am nächsten Morgen gelang dem PiBtl. 50 (mot) der Einbruch. Die sowjetischen Verteidiger zogen sich in den Keller zurück, wo sie mit Handgranaten und Benzinkanistern, die in Brand geschossen wurden, bekämpft wurden. Nebelkerzen um das Kommissarshaus sollten die Flucht der Rotarmisten unmöglich machen. Am Abend gelang es, einen Verband von 2.000 Rotarmisten bei diesen Häusergruppen einzuschließen. Im Verlauf der Operation ging das Kommissarshaus wieder verloren.
Im Kommissarshaus befand sich der Gefechtsstand von Oberst Ljudnikow und der Mittelpunkt des Brückenkopfes „Ljudnikows Insel“. Ein weiteres schwer umkämpftes Gebäude – das Haus 78 – wurde nach dem Tod von Leutnant Kretz in Kretzhaus umbenannt. Der Widerstand der eingekesselten Rotarmisten konnte nicht gebrochen werden.
Am 11. November 1942 stand im Wehrmachtbericht: „In Stalingrad lebhafte Stoßtrupptätigkeit“, dabei wurden sowjetische Bunker im Raum Wasserwerk und Chemische Fabrik „Lazur“ genommen. Die Luftwaffe konnte zwar die Fabrikschornsteine zum Einsturz bringen, den Gegner aus seinen ausgebauten Stellungen in Gräben, Bunkern und Kellern aber nicht vertreiben. Bei Dämmerung wurde ein größerer Gegenangriff der 62. Armee mit Schwerpunkt auf der 95. SD in Richtung auf die „Todesschlucht“ zwischen „Barrikaden“ und „Roter Oktober“ gestartet, um die deutschen Truppen daran zu hindern, ihre Flanken zu sichern. Die Schlucht erhielt diesen Namen durch die hohen sowjetischen Ausfälle, da sie sich im Wirkungsbereich deutscher Scharfschützen befand. Deutsches Mörserfeuer am 12. November 1942 zwang die Rotarmisten dazu, ihren Vorstoß abzubrechen und ein Angriffskeil trieb zwei sowjetische SR auseinander. Dabei wurden die Öltanks am Wolgaufer erreicht. Die erste Phase der Operation Hubertus endete mit nur minimalen Raumgewinn und unverhältnismäßig hohen Verlusten auf beiden Seiten. Für die zweite Phase mussten die Offensivkräfte erneut umgruppiert werden.
Am 13. November 1942 wurden erneut Operationen gegen die Häuserfestungen der 62. Armee unternommen. Stoßtrupps gelang es, das Kommissarshaus für eine kurze Zeit zu nehmen. Die massiven Angriffe vom 12. bis 13. November brachten der Wehrmacht aber eine unvertretbare hohe Zahl von Ausfällen. Hauptsächlich war es die sowjetische Artillerie unter General Woronow, welche deutsche Offensiven bereits im Verfügungsraum zusammenbrechen ließ. Ungeachtet des Misserfolges bei der Operation Hubertus waren Nachfolgeoperationen für die zweite Novemberhälfte in Planung: Die „Operation Schwerin I“ sollte den Geländeabschnitt zwischen Roter Oktober und Barrikaden endgültig unter deutsche Kontrolle bringen und „Operation Schwerin II“ hatte das Ziel, die Martinsofenhalle zu isolieren. Realisiert wurde keiner der beiden Pläne.
Noch bis zum 15. November versuchte die 6. Armee, die Martinsofenhalle in vereinzelten kleineren Kommandounternehmen einzunehmen, welche alle scheiterten.

#### Ljudnikows Insel (16. bis 18. November 1942)

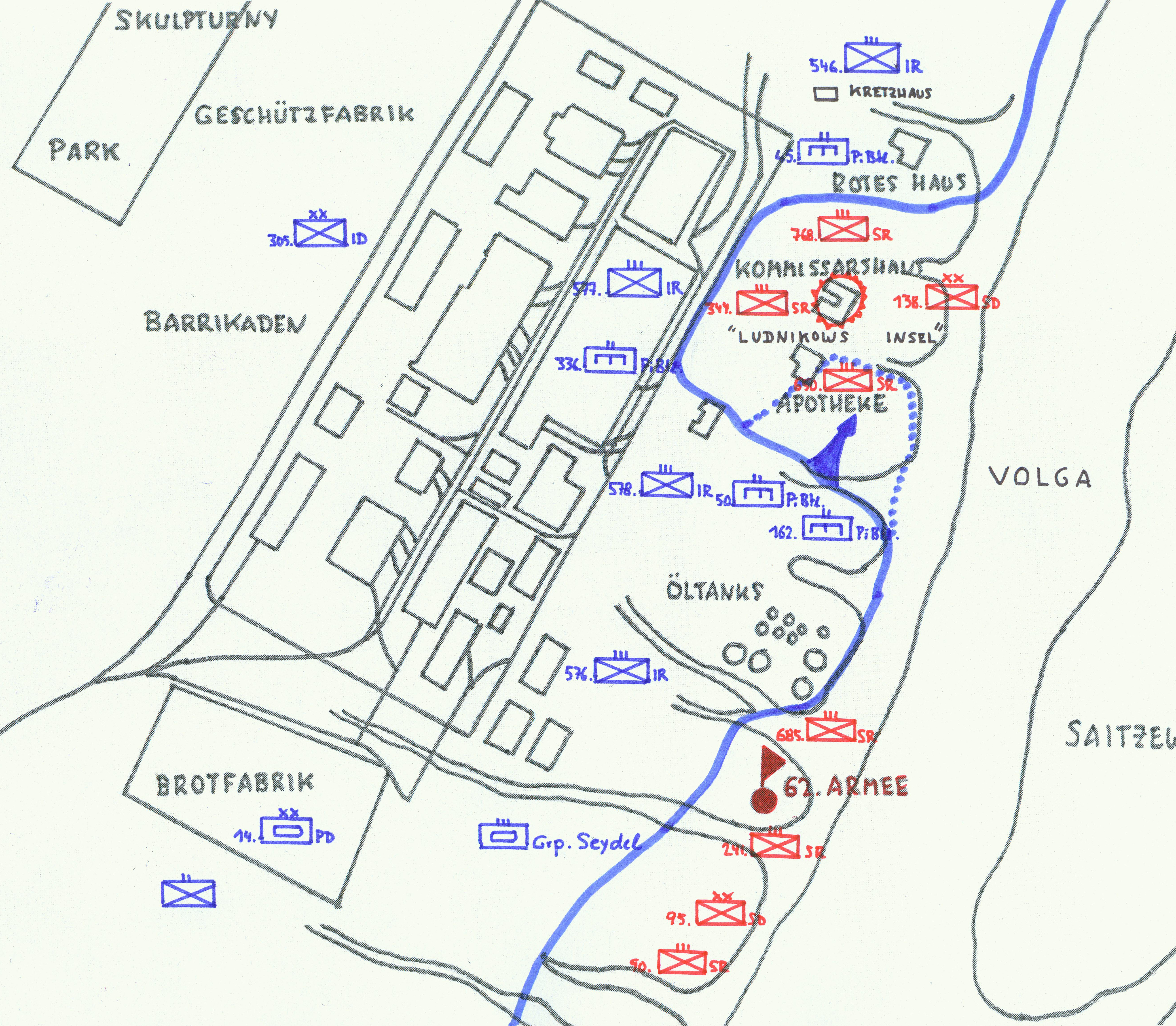
Ludnikows Insel 16.–18. November 1942

Die Überreste der 138. SD unter General Ljudnikow wurde zwischen der Geschützfabrik „Barrikaden“ und der Wolga auf engem Raum in einem Geländedreieck von 350 × 200 Metern zurückgedrängt und von drei Seiten eingekreist. Dieser Brückenkopf wird in der russischen Literatur als „Ljudnikows Insel“ (russisch: Остров Людникова) bezeichnet.
Die Division schrumpfte durch starke Ausfälle von 10.000 auf zuletzt 800 Mann. Eingeschlossen waren die Überlebenden und Verwundeten der SR 768, 344 und 650, welche kaum noch aus der Luft versorgt werden konnten. Die Nahrungsrationen mussten drastisch reduziert werden und die Kämpfe konnten teilweise nur noch mit erbeuteten Waffen und Munition fortgeführt werden. Am 17. November 1942 stand die 138. SD kurz vor dem Zusammenbruch und die Funkverbindung zur 62. Armee am östlichen Wolgaufer brach ab. Wehrmachtverbände drangen in Stoßtruppstärke immer wieder in die eingekreisten Stellungen der 138. SD ein, waren ihrerseits aber zu schwach, um Erfolge oder größere Geländegewinne zu erzielen.
Erst am 20. November 1942 gelang es Schiffen, dort am Wolgaufer zu landen und den isolierten Verband mit Nahrung und Munition zu versorgen, Ljudnikows Truppen kämpften in ihren eingeschlossenen Stellungen noch insgesamt 40 Tage weiter. Nach der Schlacht von Stalingrad wurde das Gebiet zum Nationaldenkmal erklärt.
Ebenfalls am 17. November erteilte Hitler dem Oberkommando der 6. Armee folgenden Befehl:

„Die Schwierigkeiten des Kampfes um Stalingrad und die gesunkenen Gefechtsstärken sind mir bekannt. Die Schwierigkeiten für den Russen sind jetzt aber bei dem Eisgang auf der Wolga noch größer. Wenn wir diese Zeitspanne ausnützen, sparen wir uns später viel Blut. Ich erwarte deshalb, dass die Führung nochmals mit aller wiederholt bewiesener Energie und die Truppen nochmals mit dem oft gezeigten Schneid alles einsetzt, um wenigstens bei der Geschützfabrik und beim Metallurgischen Werk bis zur Wolga durchstoßen und diese Stadtteile zu nehmen. Luftwaffe und Artillerie müssen alles tun, was in ihren Kräften steht, diesen Angriff vorzubereiten und zu unterstützen.“

Die Kämpfe im Industriebezirk endeten schließlich durch ein starkes Nachlassen der Kräfte am 18. November 1942, dokumentiert im Lagebericht des OKH: „Die bei der Lederfabrik [Fabrik im Stalingrader Vorort Kuporosnoje] eingeschlossenen Feindkräfte wurden bis auf zwei Offiziere und einige gefangengenommenen Soldaten vernichtet. An der übrigen Front der Heeresgruppe keine besonderen Kampfhandlungen.“

## Fazit
Die vollständige Einnahme Stalingrads scheiterte vermutlich aus folgenden Gründen:
- deutsche Luft- und Artillerieangriffe zeigten nicht die gewünschte Wirkung gegen die sowjetische Verteidigungslinie[215]
- Sturmgeschütze als Schwerpunktwaffe ließen sich aufgrund ihrer Unbeweglichkeit im Häuserkampf kaum nutzen
- die Rote Armee nutzte den Geländevorteil der zerstörten Stadt, um den Gegner, auf einem ihm unbekannten Gefechtsterrain, in verlustreiche Häuserkämpfe zu verwickeln, seine Reserven zu binden und in einer langwierigen Materialschlacht aufzureiben
- die seit dem Ersten Weltkrieg überholte Taktik, wichtige Verteidigungsknoten wie zum Beispiel Pawlows Haus im Frontalangriff einnehmen zu wollen, führte zu zahlreichen unnötigen Menschenverlusten
- die Infanterie der Wehrmachtverbände war nicht für den Ortskampf ausgebildet, die Verluste wurden so wesentlich höher als bei der Planung angenommen und konnten nicht mehr ausgeglichen werden
- die 6. Armee konnte ihre Beweglichkeit in Stalingrad nicht entfalten, ihre Panzerverbände wurden gezielt ausgeschaltet und der deutschen Infanterie wurde eine ihr bislang unbekannte Kampfpraxis aufgezwungen: Nahkämpfe, Scharfschützenbeschuss und Nachtangriffe
- das ebenfalls aus dem Ersten Weltkrieg stammende Falkenhaynsche Prinzip, den Gegner im Stellungskrieg ausbluten zu lassen (siehe Schlacht um Verdun), ließ sich in Stalingrad nicht anwenden[234]
- Material- und Personalüberlegenheit der Roten Armee durch Versorgung über die Wolga[266]

Während der Schlacht von Stalingrad wurde die Stoßtrupptaktik von der Sowjetarmee erfolgreich weiterentwickelt, Wehrmachtverbände übernahmen diese Kampftechnik erst später während des Angriffs auf das Stahlwerk Roter Oktober. Zeit war ein bedeutsamer Faktor für die 62. Armee, je länger die Kampfhandlungen trotz unverhältnismäßig hoher Menschen- und Materialopfer in die Länge gezogen werden konnten, desto größer war die Wahrscheinlichkeit, Brückenköpfe am westlichen Wolgaufer zu halten.
Auf Stellungskrieg und die daraus resultierenden Nahkämpfe war das LI. Armeekorps nur unzureichend vorbereitet. In den ersten Tagen der Kampfhandlungen gelang es den deutschen Truppen trotz zahlenmäßiger Überlegenheit
lediglich, Stoßkeile durch Infiltration mit MP-Schützen im Zentrum voranzutreiben, es aber nicht in der Gesamtheit zu nehmen. Neben den militärischen Besonderheiten des Häuserkampfes spielte die extrem hohe körperliche Belastung und psychischer Stress eine weitere Rolle für das Scheitern der Einnahme. Die Kämpfe waren nahezu durchgehend geprägt durch eine Nähe zum Gegner, permanente Bedrohung durch Scharfschützen, wenig Kampfpausen und Möglichkeit zur Regeneration infolge angespannter personeller Lage und einen stark erhöhten Lärmpegel infolge Artilleriefeuer und Luftangriffen. Hinzu kamen im unübersichtlichen Gelände große Verluste durch Eigenbeschuss und durch die verwischten, asymmetrischen Frontlinien zur Partisanentaktik durch bewaffnete Zivilbevölkerung und Fabrikarbeiter. Einen Großteil des sowjetischen Erfolges machten außerdem Nachtangriffe und Nahkämpfe aus, die den Soldaten der Wehrmacht auf einem ihnen fremden Terrain aufgezwungen wurden.
Letztendlich war es die extreme Härte der Häuserkämpfe und Widerstandsfähigkeit der Sowjetarmee, welche die 6. Armee vom September bis November 1942 stark abnutzte und somit das Ergebnis der weiteren Kämpfe vorherbestimmte. Die Operation „Uranus“ traf bei der 6. Armee nur noch auf geringen Widerstand und die Einschließung der Armee zusammen mit Teilen der 4. Panzerarmee und der 3. rumänischen Armee war die logische Konsequenz. Obwohl anfänglich eine stabile Kesselfront gehalten werden konnte, führte die sowjetische Operation „Kolzo“ (dt. Ring) mit ständigen Angriffen in Verbindung mit dem völlig unzureichenden Nachschub aus der Luft und den Ausfällen durch den immer härter werdenden Winter zur schrittweisen Reduktion des Kessels, an dessen Ende der Untergang der 6. Armee stand. Hitlers Ansicht, dass jeder Krieg mit den übriggebliebenen Bataillonen gewonnen werden kann, welche gegenüber den vermeintlich geschlagenen Resten der Roten Armee den Ausschlag geben sollten, erwies sich als falsch.

### Sekundärliteratur
- John Antal: City Fights: Selected Histories of Urban Combat from World War II to Vietnam. Ballantine Books, New York 2003, ISBN 0-89141-781-8.
- Peter Antill: Stalingrad 1942 (Campaign). Osprey Publishing, Oxford 2007, ISBN 978-1-84603-028-4.
- Antony Beevor: Stalingrad. Orbis-Verlag, Niedernhausen 2002, ISBN 3-572-01312-7.
- Raymond Cartier: Der Zweite Weltkrieg. Band 2: 1942–1944. Lingen Verlag, Köln 1967 (französisch: La Seconde guerre mondiale. Übersetzt von Max Harriès-Kester).
- Alan Clark: Barbarossa: The Russian-German Conflict. 1941–1945. William Morrow, New York 1965, ISBN 0-688-04268-6.
- William E. Craig: Die Schlacht um Stalingrad. Tatsachenbericht. 8. Auflage. Heyne, München 1991, ISBN 3-453-00787-5 (amerikanisches Englisch: Enemy at the gates. Übersetzt von Ursula Gmelin und Heinrich Graf von Einsiedel).
- Will Fowler: Schlacht um Stalingrad. Die Eroberung der Stadt – Oktober 1942. tosa, Wien 2006, ISBN 3-902478-62-4.
- David M. Glantz: The Struggle for Stalingrad City – Opposing Orders of Battle, Combat Orders and Reports, and Operational Maps. Part 1: The Fight for Stalingrad’s Suburbs, Center City, and Factory Villages. 3 September – 13 October 1942. In: The Journal of Slavic Military Studies. Band 21 (2008), Heft 1, S. 146–238.
- David M. Glantz: The Struggle for Stalingrad City: Opposing Orders of Battle, Combat Orders and Reports, and Operational and Tactical Maps. Part 2: The Fight for Stalingrad’s Factory District–14 October–18 November 1942. In: The Journal of Slavic Military Studies. 1556–3006, Band 21 (2008), Heft 2, S. 377–471.
- David M. Glantz: Armageddon in Stalingrad: September–November 1942 (The Stalingrad Trilogy, Volume 2). University of Kansas Press, Lawrence 2009, ISBN 978-0-7006-1664-0.
- Wilhelm Graf: Grundsätze und Erfahrungen des Ortskampfes von Panzern und Panzergrenadieren, dargestellt am Beispiel des Einsatzes der 24. Panzer-Division in Stalingrad in den Monaten September und Oktober 1942. 1969.
- Haller (Hrsg.): Liutenant General Karl Strecker. Westport (Conn.) 1994.
- Lothar von Heinemann: Der Kampf um die Einnahme Stalingrads (letzte Phase Herbst 1942). 1956 in Studiengruppe VI 4dd Stalingrad 1942/43 (Lw 170/92).
- Michael Jones: How the Red Army triumphed. Pen and Sword, 2010, ISBN 978-1-84884-201-4.
- Manfred Kehrig: Stalingrad. Analyse und Dokumentation einer Schlacht. In: Beiträge zur Militär- und Kriegsgeschichte. 3. Auflage. Band 15. Deutsche Verlags-Anstalt, Stuttgart 1979, ISBN 3-421-01653-4.
- Walter Kerr: The Russian Army – Its Men, its Leaders and its Battles. Alfred A. Knopf, New York 1944. (babel.hathitrust.org)
- Guido Knopp: Stalingrad. Das Drama. Goldmann, München 2006, ISBN 3-442-15372-7.
- Jason D. Mark: Island of Fire: The Battle for the Barrikady Gun Factory in Stalingrad. Leaping Horseman Books, Sydney 2006, ISBN 0-9751076-3-1.
- William T. McCroden: The Organization of the German Army in World War II, Army Groups, Armies, Corps, Divisions, and Combat Groups. in five volumes, draft manuscript, undated and unpublished.
- Herbert Selle: Die Tragödie von Stalingrad: Eine Darstellung von militärischer Seite mit einer Kartenbeilage. Verlag Das Andere Deutschland, Hannover 1947.
- Stalingrad Battle Encyclopedia. June 1942–February 1943. Publishing House “Volgograd”, 2008.
- P. N. Pospelov, Hans Gossens (Hrsg.): Geschichte des Grossen Vaterländischen Krieges der Sowjetunion. Deutscher Militärverlag, Berlin 1962.